# National Gallery of Art
Pour les articles homonymes, voir NGA et Galerie nationale.
La National Gallery of Art (NGA ; en français : Galerie nationale d'art) est un musée situé à Washington, DC aux États-Unis, sur le National Mall, entre les 3rd et 9th Streets, sur Constitution Avenue NW ; il est l'un des plus grands musées d'art du monde.
Ouvert au public et gratuit, le musée a été créé en 1937 pour le peuple américain par une résolution conjointe du Congrès des États-Unis. Fondée sous un legs et une structure juridique différents, contrairement aux autres musées du National Mall, la National Gallery est distincte de la Smithsonian Institution à laquelle elle est toutefois affiliée. Andrew Mellon a fait don d’une importante collection d’art et de fonds pour la construction. La collection principale comprend des œuvres d'art majeures données par Paul Mellon, Ailsa Mellon Bruce, Lessing J. Rosenwald, Samuel Henry Kress, Samuel Henry Kress, Peter Arrell Browne Widener, Joseph E. Widener et Chester Dale. La collection de peintures, de dessins, d'estampes, de photographies, de sculptures, de médailles et d'arts décoratifs de la Gallery retrace le développement de l'art occidental du Moyen Âge à nos jours, conservant le seul tableau de Léonard de Vinci dans les Amériques et le plus grand mobile créé par Alexander Calder. Il est administré par le gouvernement fédéral des États-Unis.
Le campus de la Gallery comprend le bâtiment ouest (West Building) néoclassique d'origine conçu par John Russell Pope, qui est relié par une galerie souterraine sous le Mall au bâtiment est (East Building) moderne, conçu par Ieoh Ming Pei, qui se trouve à côté du National Gallery of Art Sculpture Garden de 6.1 acre (25,000 m). La Gallery présente régulièrement des expositions temporaires couvrant le monde et l'histoire de l'art.
La fréquentation a atteint près de 3,3 millions de visiteurs en 2022, ce qui le place au premier rang des musées d'art américains et au troisième rang sur la liste des musées les plus visités aux États-Unis. Parmi les trois plus grands musées d'art des États-Unis en nombre de visiteurs annuels, c'est le seul à ne pas exiger de frais d'entrée.

## Histoire

### Origines

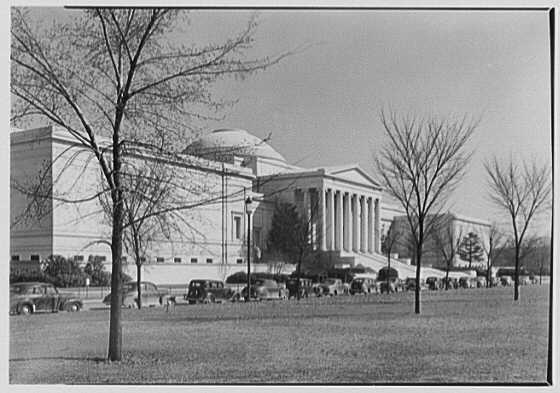
La National Gallery of Art en 1944.

Andrew Mellon, banquier de Pittsburgh et secrétaire au Trésor des États-Unis de 1921 à 1932, commence à rassembler une collection privée de peintures et de sculptures de Vieux Maître pendant la Première Guerre mondiale. À la fin des années 1920, il décide d'orienter ses efforts vers la création d'une galerie nationale aux États-Unis sur le modèle de la National Gallery de Londres.
En 1930, en partie pour des raisons fiscales, il crée l'AW Mellon Educational and Charitable Trust, qui doit être le propriétaire légal des œuvres destinées à la galerie. En 1930-1931, le Trust fait sa première acquisition majeure, 21 tableaux du musée de l'Ermitage de Saint-Pétersbourg dans le cadre de la vente des peintures du musée de l'Ermitage, dont des chefs-d'œuvre tels que La Madone d'Alba de Raphaël, Vénus au miroir de Titien et L'Annonciation de Jan van Eyck.
En 1929, Mellon avait pris contact avec le secrétaire récemment nommé de la Smithsonian Institution, Charles Greeley Abbot. Mellon est nommé en 1931 commissaire de la National Gallery of Art de l'institution. Lorsque le directeur de la Gallery prend sa retraite, Mellon demande à Abbot de ne pas nommer de successeur, proposant de doter un nouveau bâtiment de fonds pour l'expansion des collections.
Le procès de Mellon pour fraude fiscale, centré sur le Trust et les peintures de l'Ermitage, entraîne une modification du projet. En 1935, Mellon annonce dans The Evening Star son intention de créer une nouvelle galerie pour les Vieux Maîtres, distincte du Smithsonian. Interrogé par Abbot, il explique que le projet est entre les mains du Trust et que ses décisions dépendent en partie de « l'attitude du gouvernement à l'égard du don ».
En janvier 1937, il propose officiellement de créer la nouvelle galerie. Le jour de son anniversaire, le 24 mars 1937, une loi du Congrès accepte les fonds pour la collection et la construction (fournis par le Trust) et approuve la construction d'un musée sur le National Mall. La nouvelle galerie doit être autonome, non contrôlée par le Smithsonian et doit prendre l'ancien nom de « National Gallery of Art » tandis que la galerie du Smithsonian serait renommée « National Collection of Fine Arts » (aujourd'hui Smithsonian American Art Museum),,.

### Construction et histoire ultérieure

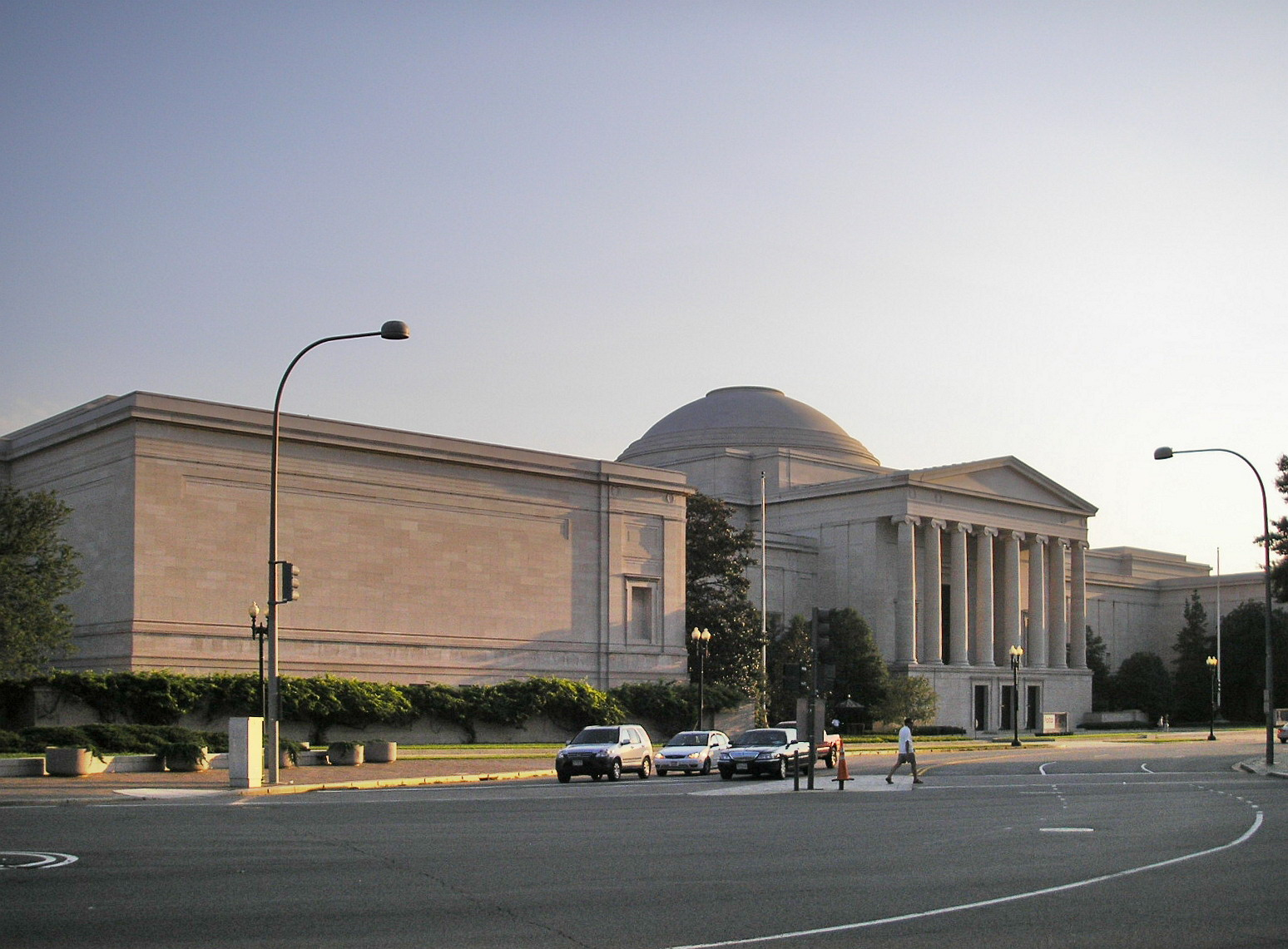
West Building.

Le musée se dresse sur l'ancien site de la gare ferroviaire de Baltimore et Potomac, où en 1881, Charles J. Guiteau a tiré sur le président James A. Garfield. La gare est démolie en 1908 car elle n'est pas conforme au McMillan Plan pour le Mall. En 1918, des bâtiments de guerre temporaires sont construits sur le site ; ils sont démolis en 1921 pour construire les fondations du George Washington Memorial Building, qui n'est jamais achevé. Le site est ensuite réaffecté à la nouvelle National Gallery of Art.
Conçue par l'architecte John Russell Pope, la nouvelle structure est achevée et acceptée par le président Franklin D. Roosevelt au nom du peuple américain le 17 mars 1941. À l'époque de sa création, c'est la plus grande structure en marbre du monde. Ni Mellon ni Pope n'ont vécu assez longtemps pour voir le musée terminé ; tous deux sont décédés fin août 1937, seulement deux mois après le début des travaux.
Comme l’avait prévu Mellon, la création de la National Gallery a encouragé le don d’autres collections d’art importantes par un certain nombre de donateurs privés. Parmi les bienfaiteurs fondateurs figurent des personnes telles que Paul Mellon, Samuel H. Kress, à l'origine d'une partie importante des collections italiennes, Rush H. Kress, Ailsa Mellon Bruce, Chester Dale, Joseph Widener, Lessing J. Rosenwald et Edgar William et Bernice Chrysler Garbisch.
Le West Building (bâtiment Ouest) est inauguré par le président Franklin D. Roosevelt et ouvre ses portes le 17 mars 1941.

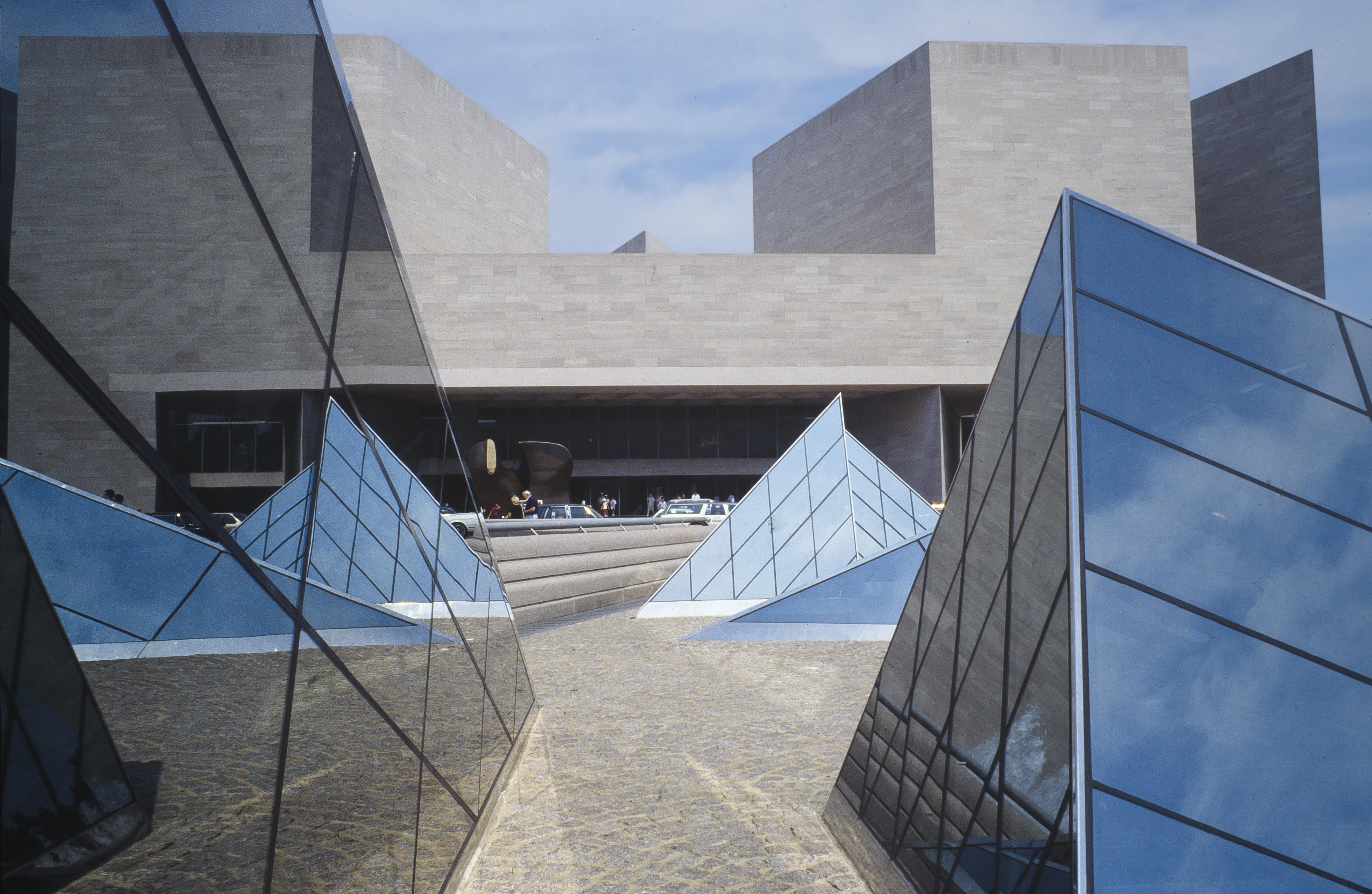
East Building.

L'East Building (bâtiment Est) est construit dans les années 1970 sur une grande partie du terrain restant. Les enfants d'Andrew Mellon, Paul Mellon et Ailsa Mellon Bruce, financent le bâtiment. Conçue par l'architecte IM Pei, la structure contemporaine est achevée en 1978 et est inaugurée le 1er juin de la même année par le président Jimmy Carter. Le nouveau bâtiment a été construit pour abriter la collection de peintures, dessins, sculptures et gravures modernes du musée, ainsi que des centres d'études et de recherche et des bureaux. La conception reçoit un National Honor Award de l'American Institute of Architects en 1981.
Le National Gallery of Art Sculpture Garden constitue le dernier ajout au complexe. Achevé et ouvert au public le 23 mai 1999, le lieu offre un cadre extérieur pour exposer un certain nombre de grandes pièces de la collection de sculptures contemporaines du musée.
L'exposition inaugurale de l'East Building en 1978 reçoit 620 000 visiteurs, tandis que l'exposition Rodin Rediscovered attire un million de visiteurs. Les collections s'enrichissent de 20 000 toiles supplémentaires.
En 2011, un vaste projet de réaménagement et de rénovation de la French Gallery (Galerie française) a été entrepris. Dans le cadre de la célébration de la réouverture de cette aile, l'organiste Alexander Frey a donné 4 récitals à guichets fermés de musique française en un week-end dans la French Gallery.

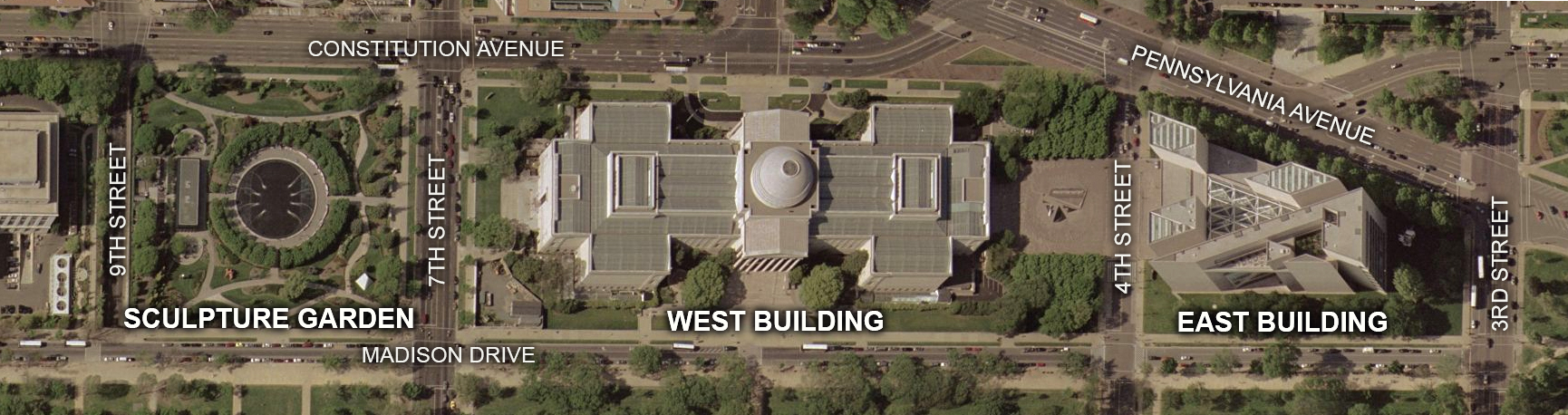
Carte de la National Gallery of Art.

## Administration
La National Gallery of Art est soutenue par un partenariat public-privé. Le gouvernement fédéral des États-Unis fournit des fonds par le biais de crédits annuels pour soutenir les opérations et l'entretien du musée. Toutes les œuvres d'art, ainsi que les programmes spéciaux, sont financés grâce à des dons et des fonds privés. Le musée ne fait pas partie de la Smithsonian Institution.
David E. Finley, Jr. (1938-1956), John Walker (1956-1968) et J. Carter Brown (1968-1993) figurent parmi les directeurs renommés de la National Gallery. Earl A. « Rusty » Powell III est nommé directeur en 1993. En mars 2019, il est remplacé par Kaywin Feldman, ancien directeur et président du Minneapolis Institute of Art,. En 2021, le musée recrute Evelyn Carmen Ramos, la première femme et la première personne de couleur à être conservatrice en chef et responsable de la conservation.
Le président du musée est l'homme d'affaires milliardaire Mitchell Rales et son président est Sharon Rockefeller.
L'entrée aux deux bâtiments de la National Gallery of Art est gratuite. Le musée est ouvert tous les jours de 10h à 17h. Il est fermé le 25 décembre et le 1er janvier.
Pendant la pandémie de COVID-19, la National Gallery est restée en grande partie fermée au public. Toutefois, les visiteurs ont pu prendre rendez-vous pour accéder au bâtiment ouest en petit nombre.

### Center for Advanced Study in the Visual Arts
Le Center for Advanced Study in the Visual Arts (centre d'études avancées en arts visuels, CASVA), l'institut de recherche de la National Gallery of Art, est fondé en 1979. Le Centre offre des chaires invitées, un programme de bourses et des opportunités de stages de premier cycle, ainsi qu'un programme de publication.
Le premier doyen du CASVA, l'historien de l'architecture Henry A. Millon, est nommé en 1980. Il est remplacé par Elizabeth Cropper en 2000,. Steven Nelson devient le troisième doyen de CASVA en 2020.

## Architecture
Le musée comprend deux bâtiments : le West Building (1941) and the East Building (1978), reliés par un passage souterrain.

### West Building
Le West Building, construit en marbre rose du Tennessee, a été conçu en 1937 par l'architecte John Russell Pope dans un style néoclassique (comme le Jefferson Memorial, l'autre bâtiment remarquable de Pope à Washington, DC ). Ayant la forme d'un H allongé, le bâtiment est centré sur une rotonde en forme de dôme calquée sur l'intérieur du Panthéon de Rome. Deux salles de sculptures éclairées par des puits de lumière s'étendent vers l'est et l'ouest à partir de la rotonde, constituant sa principale voie de circulation. Des cours-jardins lumineuses offrent un contrepoint à l'axe principal du bâtiment.
Le bâtiment abrite une vaste collection de peintures et de sculptures de maîtres européens de la période médiévale jusqu'à la fin du XIXe siècle, ainsi que des œuvres d'artistes américains d'avant le XXe siècle. Les points forts de la collection sont constitués par les peintures de Johannes Vermeer, Rembrandt, Claude Monet, Vincent van Gogh et Léonard de Vinci.

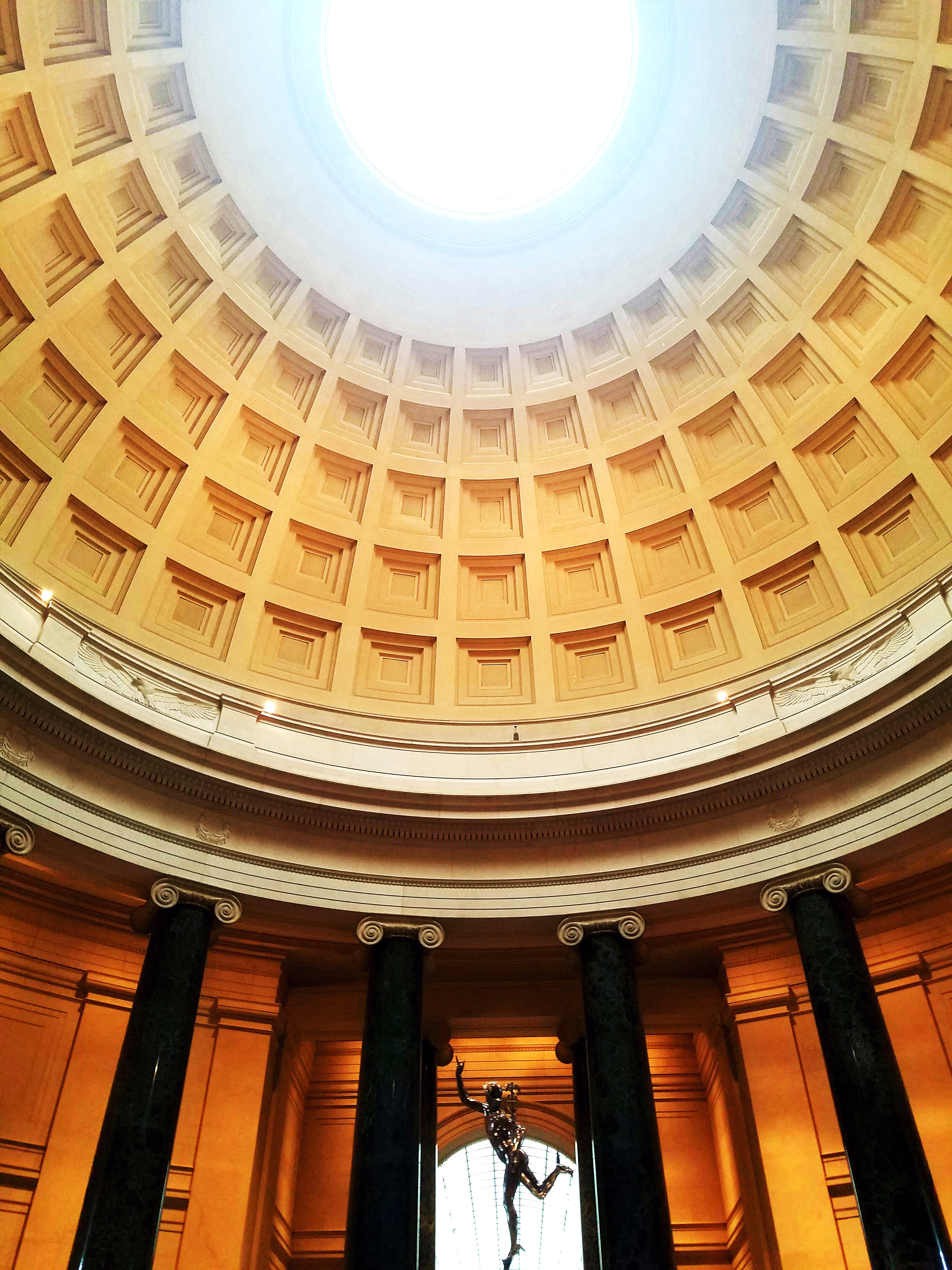
Dôme du West Building.
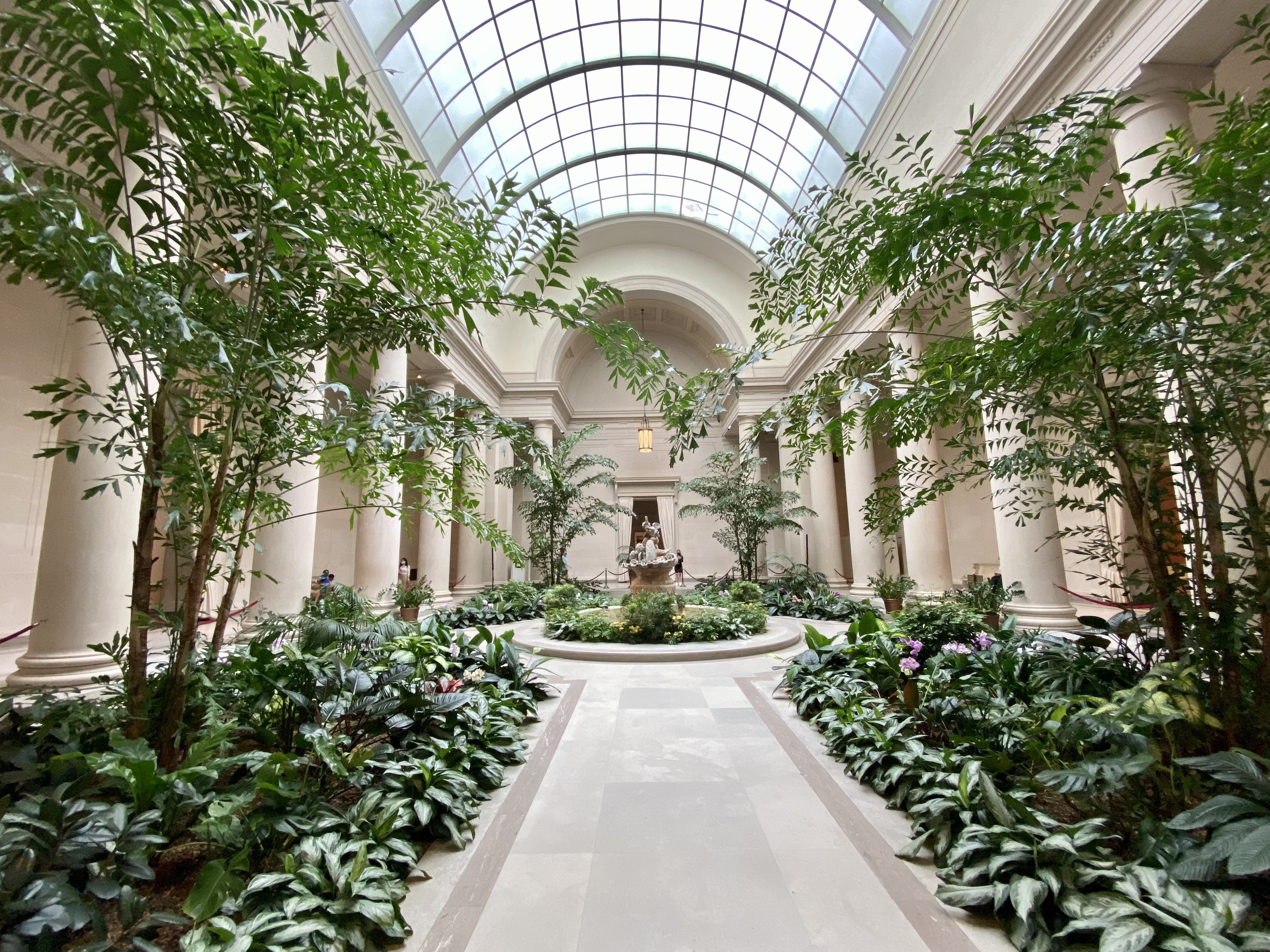
Cour intérieure avec colonnes toscanes et parterres de plantation symétriques.

### East Building

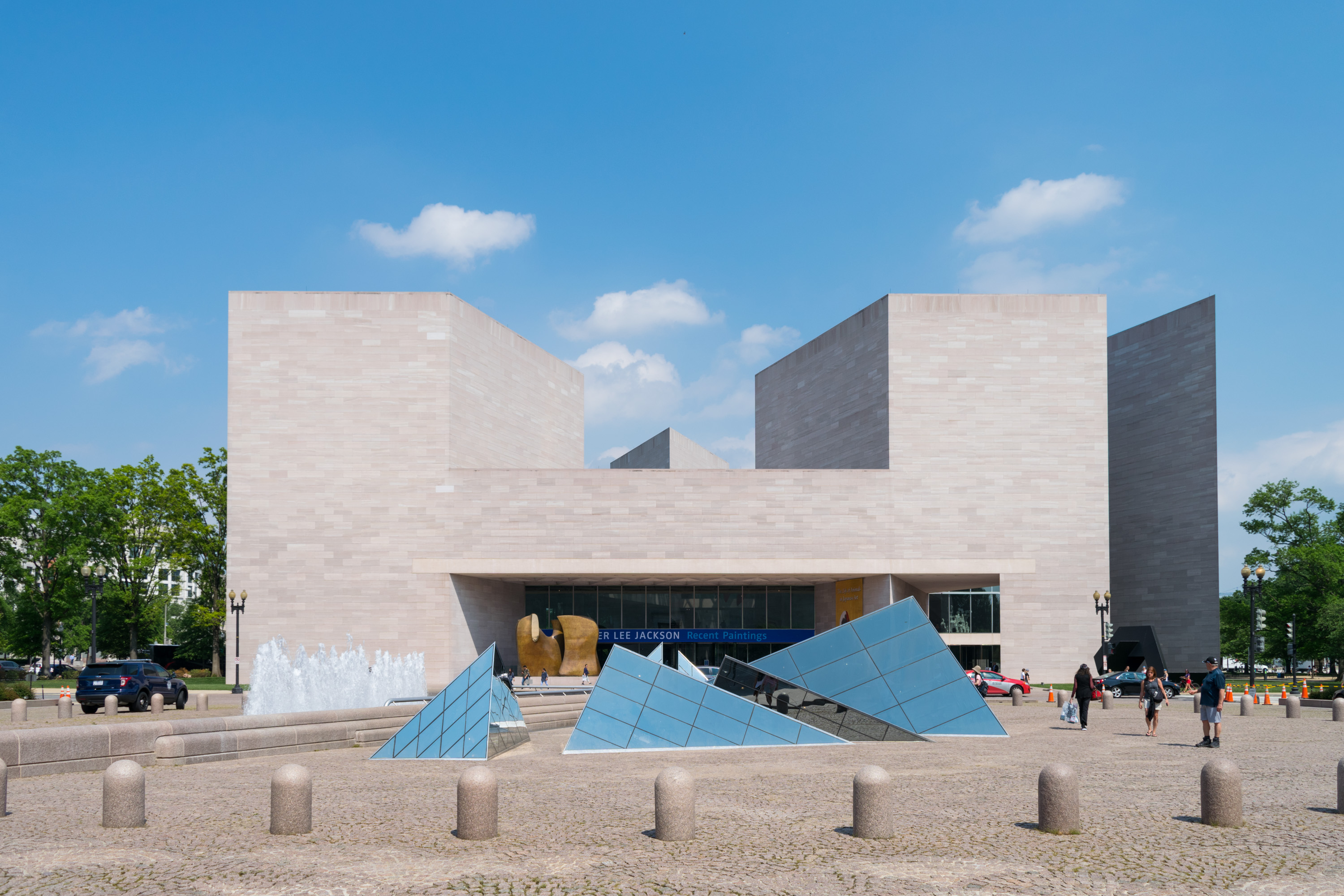
East Building, 2019.

L'East Building de l'architecte IM Pei est géométrique, sa forme trapézoïdale est divisée en deux triangles : l'un contient des galeries publiques et l'autre abrite une bibliothèque, des bureaux et un centre d'études. Les triangles constituent un motif qui se retrouve dans tout le bâtiment, réalisé dans toutes les dimensions.
L'élément central de l'East Building est un atrium en hauteur conçu comme une cour intérieure ouverte, entourée d'un espace sculptural s'étendant sur 16,000 pieds carré (1 500 m²). L'atrium est centré sur le même axe que celui qui forme la voie de circulation du  West Building et est construit dans le même marbre du Tennessee.
En 2005, les joints reliant les panneaux de marbre aux murs ont commencé à montrer des signes de tension, créant un risque de chute des panneaux sur les visiteurs en contrebas. En 2008, les responsables de la NGA ont décidé qu’il était devenu nécessaire de retirer et de réinstaller tous les panneaux. La rénovation s'est achevée en 2016.
L'East Building se concentre sur l'art moderne et contemporain, avec une collection comprenant notamment des œuvres de Pablo Picasso, Henri Matisse, Jackson Pollock, Andy Warhol, Roy Lichtenstein, Alexander Calder et une fresque murale de 1977 de Robert Motherwell. Il abrite également les bureaux principaux de la NGA et le Centre d'études avancées en arts visuels (CASVA).

### Le Concourse

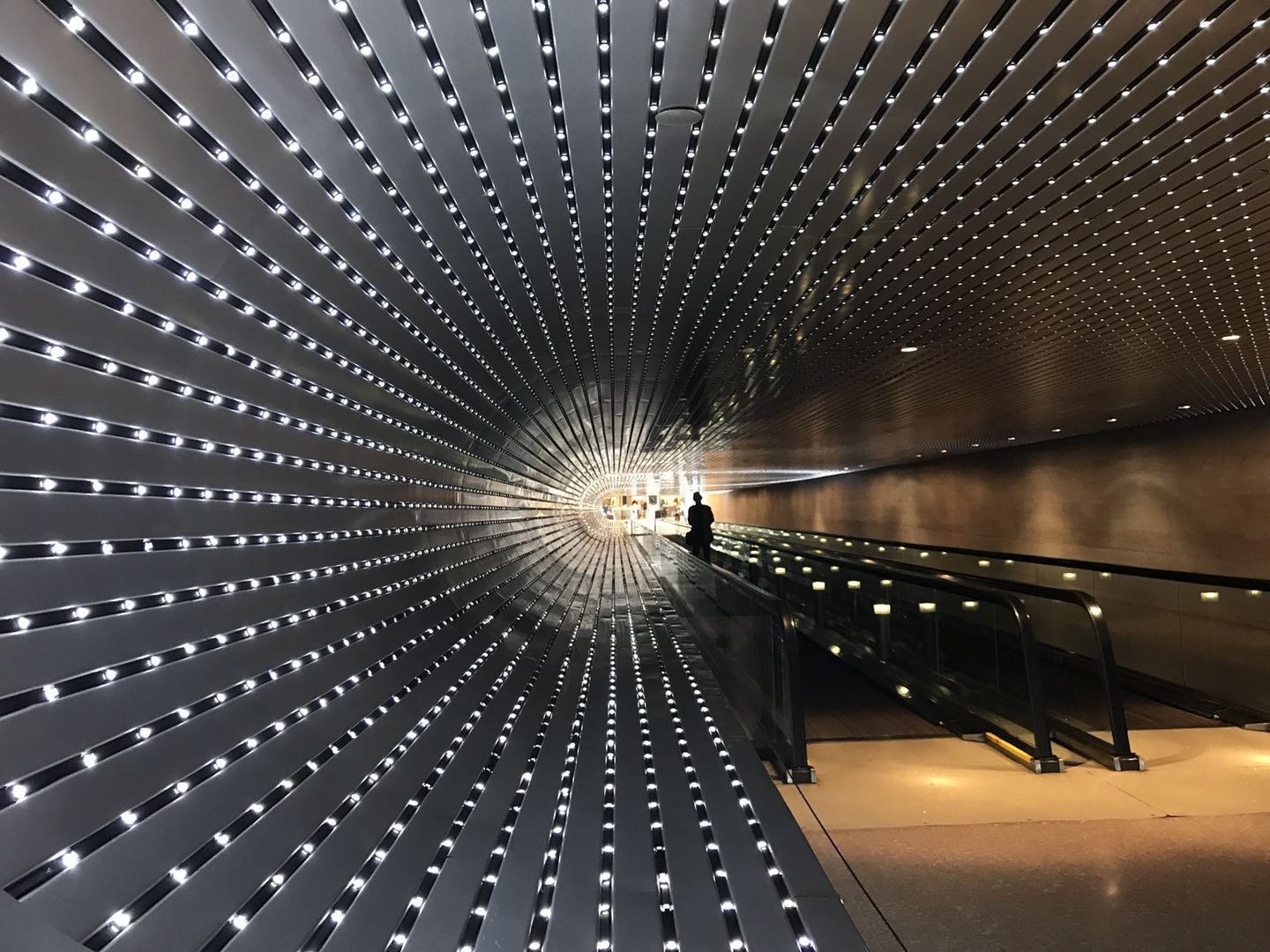
Passage souterrain reliant les deux bâtiments.

Les deux bâtiments sont reliés par un passage sous la 4th Street, appelé « le Concourse » sur le plan du musée. En 2008, la National Gallery of Art charge l'artiste américain Leo Villareal de transformer le Concourse en une installation artistique. Celui-ci réalise Multiverse, l'une de ses sculptures lumineuses les plus grandes et les plus complexes en termes de nombre de lumières, avec environ 41 000 LED programmées par ordinateur, qui traversent des canaux sur un espace long de 200 pieds (61 m). Le passage comprend également l'aire de restauration et une boutique de souvenirs.

### Sculpture Garden

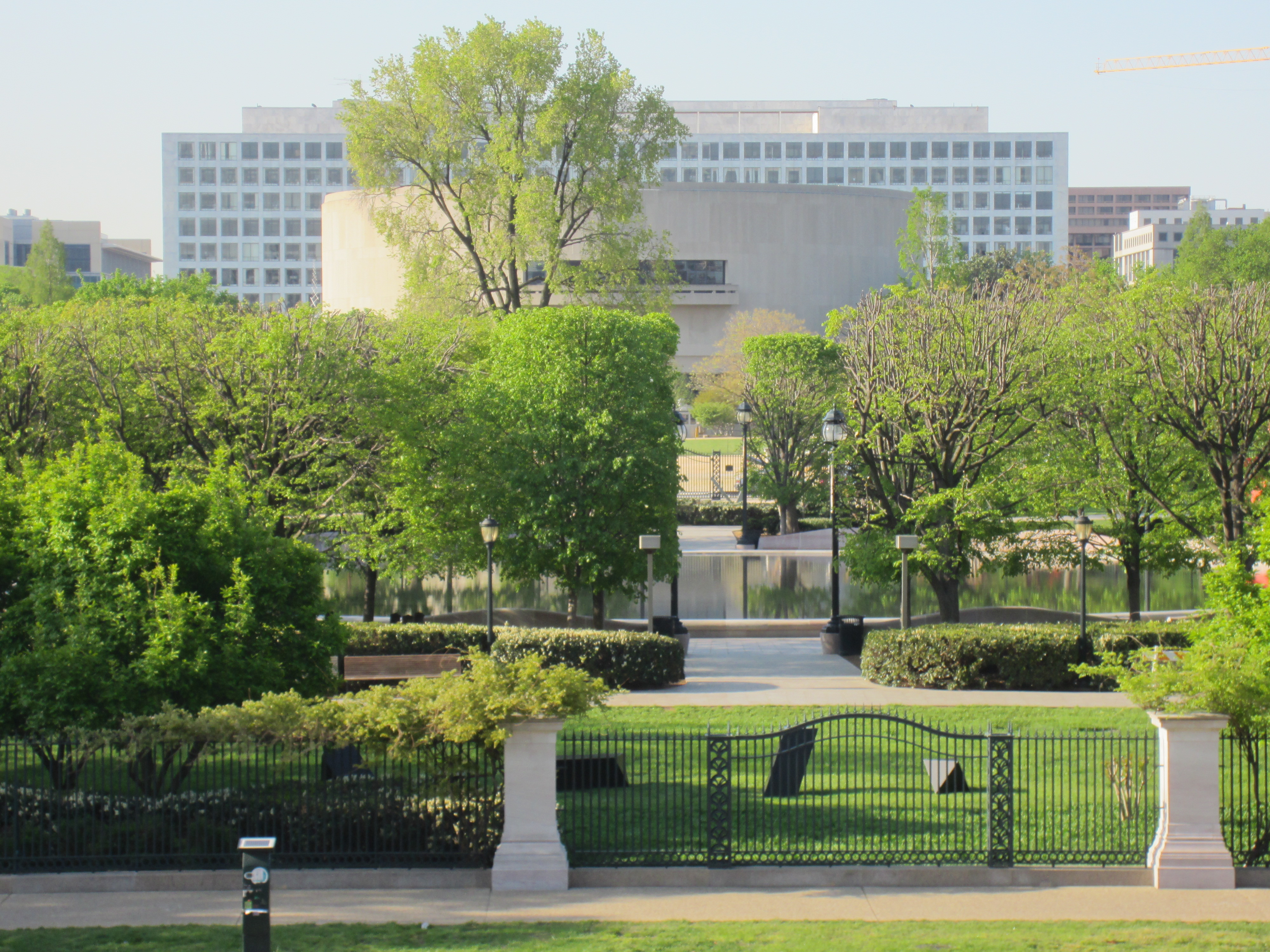
National Gallery of Art Sculpture Garden et Hirshhorn en 2013.

Élément final du complexe, le Sculpture Garden (jardin de sculptures) est achevé en 1999, plus de 30 ans après sa planification. À l'ouest du West Building, de l'autre côté de la 7th Street, les 6.1 acres (2.5 ha) du jardin de sculptures a été conçu par l'architecte paysagiste Laurie Olin comme une galerie extérieure pour la sculpture monumentale moderne.
Le Sculpture Garden contient des plantations d'espèces amérindiennes d'arbres à canopée et à fleurs, d'arbustes, de couverts végétaux et de plantes vivaces. Un bassin réfléchissant circulaire et une fontaine sont situés en son centre, que complètent des allées voutées en granit et en pierre concassée. Le bassin devient une patinoire pendant l'hiver. Les sculptures exposées dans l'espace paysager environnant comprennent des pièces de Marc Chagall, David Smith, Mark di Suvero, Roy Lichtenstein, Sol LeWitt, Tony Smith, Roxy Paine, Joan Miró, Louise Bourgeois et Hector Guimard.

### Rénovations
Le West Building a été rénové de 2007 à 2009. Bien que certaines galeries aient été fermées pendant un certain temps, d'autres sont restées ouvertes.
Après un témoignage devant le Congrès selon lequel l'East Building souffrait de « défaillances structurelles systématiques », la NGA a adopté un plan directeur de rénovation en 1999. Ce plan établissait le calendrier de fermeture du bâtiment et prévoyait la rénovation des systèmes de sécurité électronique, des ascenseurs et du système de CVC. L'espace entre les plafonds des galeries et les lucarnes du bâtiment (qui n'a jamais été achevé lors de la construction du bâtiment en 1978) serait rénové en deux galeries hexagonales de 12,260 pieds carrés (1 139 m²), éclairées par des puits de lumière. Un jardin de sculptures sur le toit serait également ajouté. Les responsables de la NGA ont déclaré que ces galeries abriteraient probablement de l'art moderne et que la création d'une « salle Rothko » distincte était possible.
À partir de 2011, la NGA a entrepris un programme de 85 millions de dollars pour la restauration de la façade de l'East Building .
En mars 2013, la National Gallery of Art a annoncé une augmentation de 68,4 millions de dollars pour la rénovation de l'East Building, dont 38,4 millions pour rénover l'installation mécanique intérieure de la structure et 30 millions pour créer un nouvel espace d'exposition. Étant donné que son espace intérieur angulaire rendait impossible la fermeture des galeries, la rénovation a nécessité la fermeture de tous les bâtiments, à l'exception de l'atrium et des bureaux à partir de décembre 2013. La structure est restée fermée pendant trois ans. Le cabinet d'architectes Hartman-Cox a supervisé les deux aspects de la rénovation.
Un groupe de bienfaiteurs — parmi lesquels Victoria et Roger Sant, Mitchell et Emily Rales et David Rubenstein — a financé la rénovation à titre privé, l'un des plus importants que la NGA ait reçu depuis une décennie d'après The Washington Post. Le personnel de la NGA a déclaré qu’il utiliserait la fermeture pour conserver des œuvres d’art, planifier des achats et développer des expositions. Des plans de rénovation des installations de conservation, de construction, de préparation des expositions, d'entretien des terrains, de bureaux, de stockage et d'autres installations internes étaient également prêts, mais ne seraient pas mis en œuvre avant de nombreuses années,.

## Collections

Jan van Eyck, L'Annonciation vers 1434.

La National Gallery of Art possède l'une des plus belles collections des beaux-arts du monde qui comprend un fonds de peintures américaines et européennes, des sculptures, des dessins, des photographies et des pièces d'arts décoratifs européens et américains.
Les collections de sculpture et d'arts décoratifs sont moins fournies mais comportent tout de même de très belles pièces, en particulier, pour la sculpture, un ensemble d'œuvres d'Auguste Rodin et d'Edgar Degas.

### Peintures
Les peintures de la collection permanente datent du Moyen Âge à nos jours. La collection de la Renaissance italienne comprend deux panneaux de La Maestà de Duccio, le Tondo Cook de Fra Angelico et Fra Filippo Lippi, L'Adoration des mages de Botticelli, L'Adoration des bergers de Giorgione, Le Festin des dieux de Giovanni Bellini et Titien, le Portrait de Ginevra de' Benci (le seul tableau de Léonard de Vinci en Amérique) et des œuvres de Titien et Raphaël .
Les collections comprennent des peintures de nombreux maîtres européens, dont une version de Saint Martin et le Mendiant du Greco et des œuvres de Matthias Grünewald, Lucas Cranach l'Ancien, Rogier van der Weyden, Albrecht Dürer, Frans Hals, Rembrandt, Johannes Vermeer, Francisco de Goya, Jean-Auguste-Dominique Ingres et Eugène Delacroix, entre autres.
Parmi les autres points forts de la collection permanente, figurent le deuxième des deux ensembles originaux de la série de peintures de Thomas Cole intitulée Le Voyage de la vie (le premier ensemble se trouve au Munson-Williams-Proctor Arts Institute à Utica (New York)) et la version originale de Watson et le Requin de John Singleton Copley (deux autres versions se trouvent au musée des Beaux-Arts (Boston) et au Detroit Institute of Arts).
Le musée possède également de nombreuses œuvres impressionnistes.

Leonardo da Vinci, Portrait de Ginevra de' Benci, vers 1474.
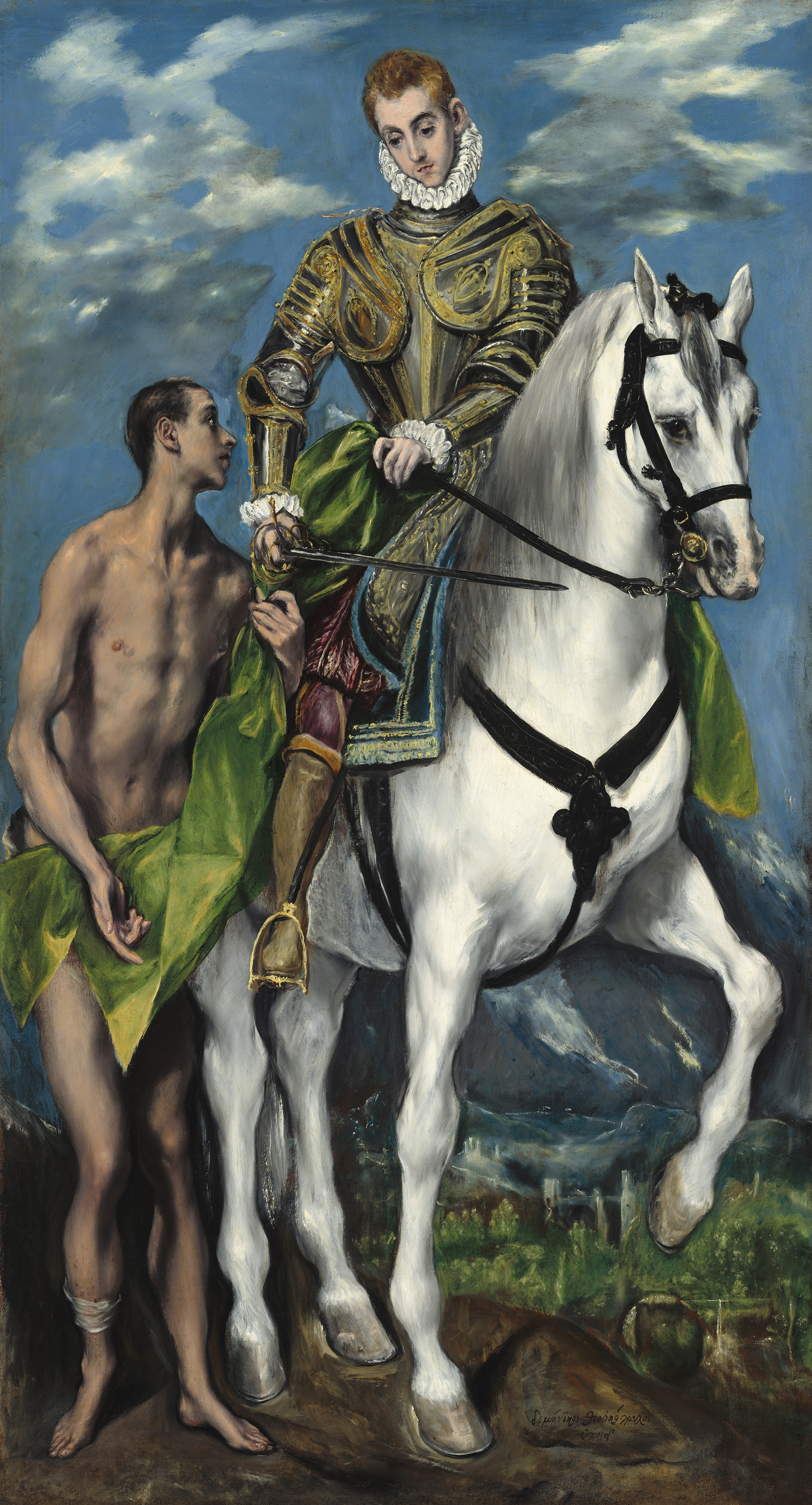
El Greco, Saint Martin et le Mendiant, vers 1597-1599[34].
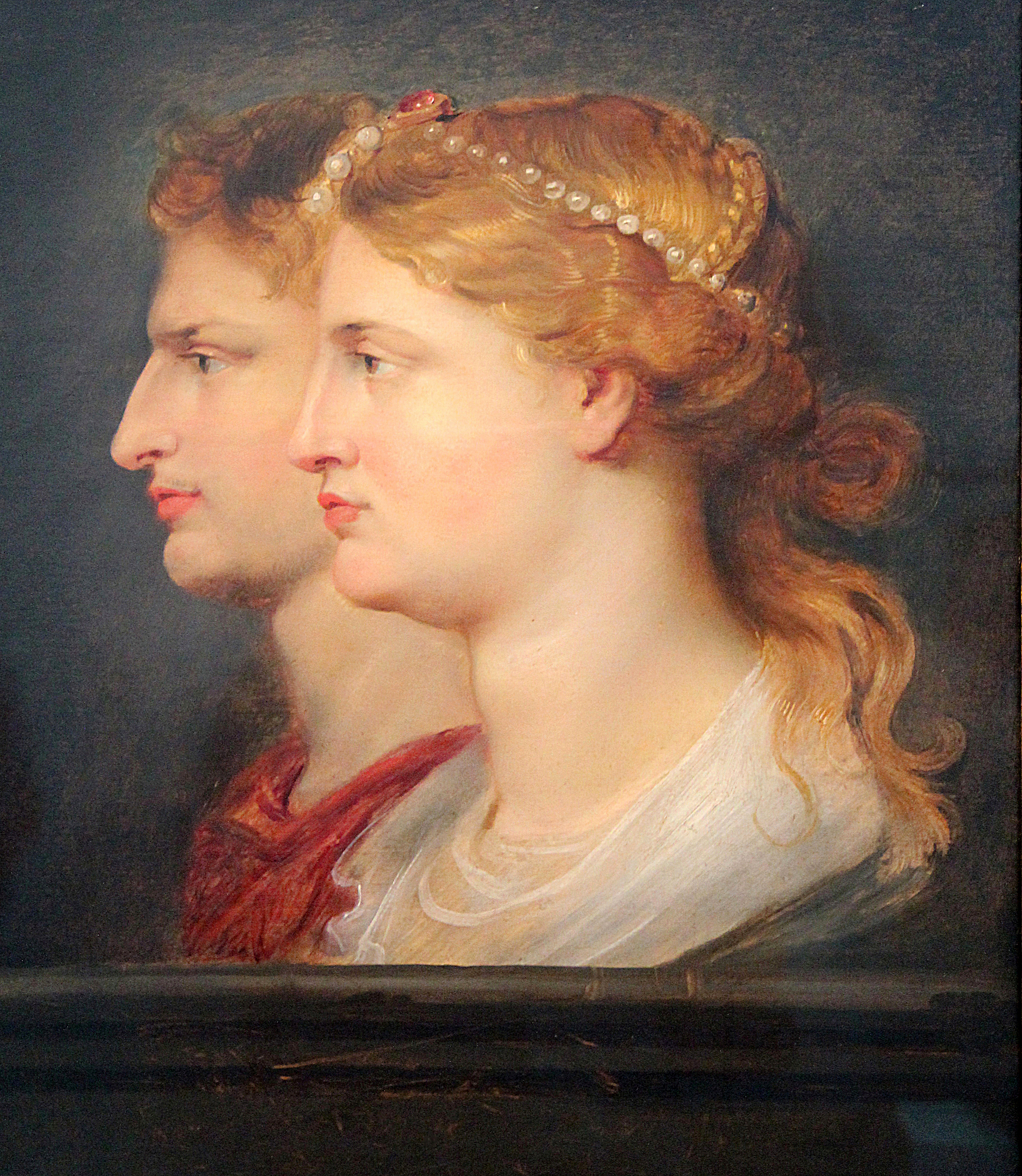
Pierre Paul Rubens, Germanicus et Agrippine, 1614.
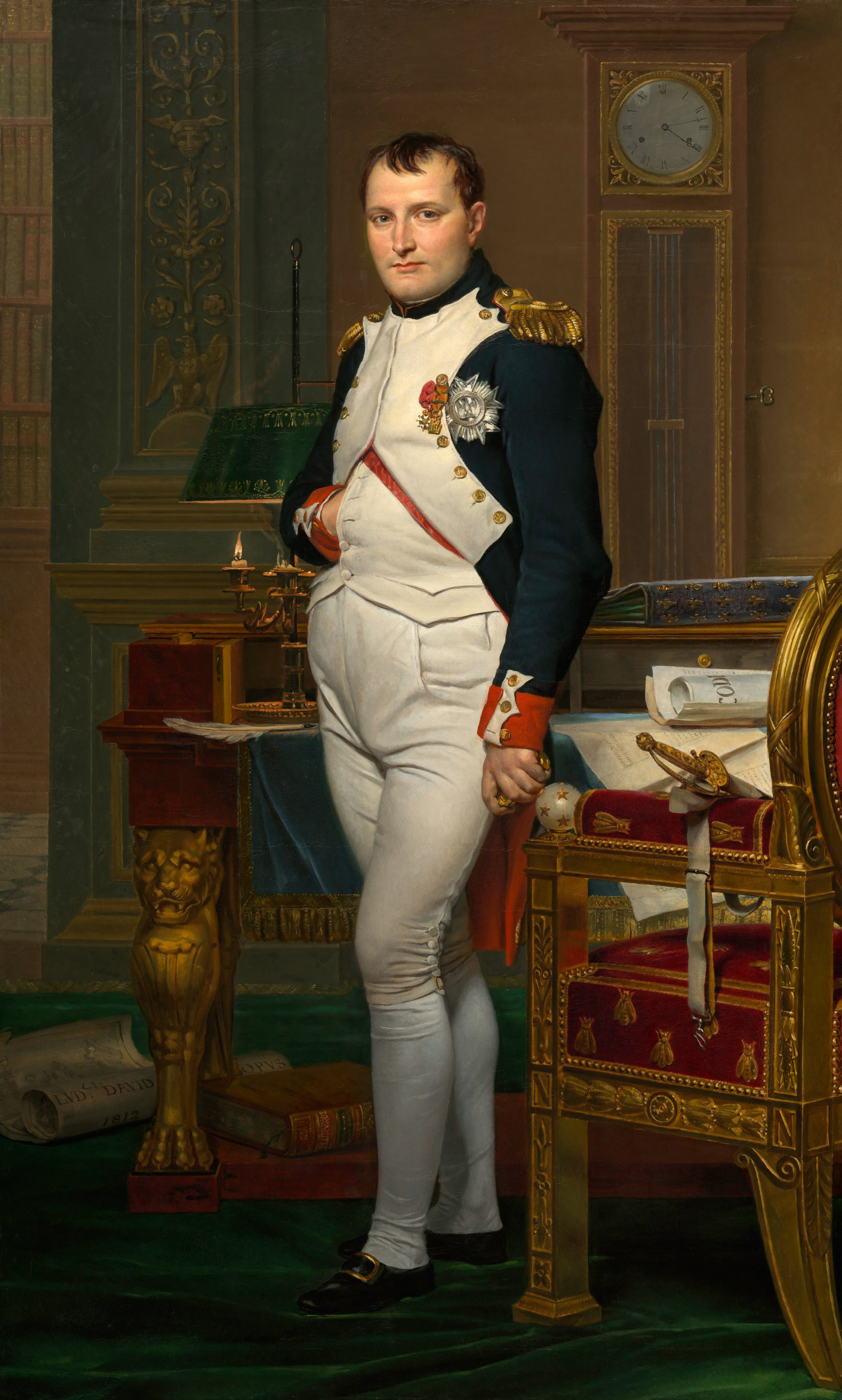
David, Napoléon dans son cabinet de travail, 1812.
Édouard Manet, Le Chemin de fer, 1872.

### Sculptures

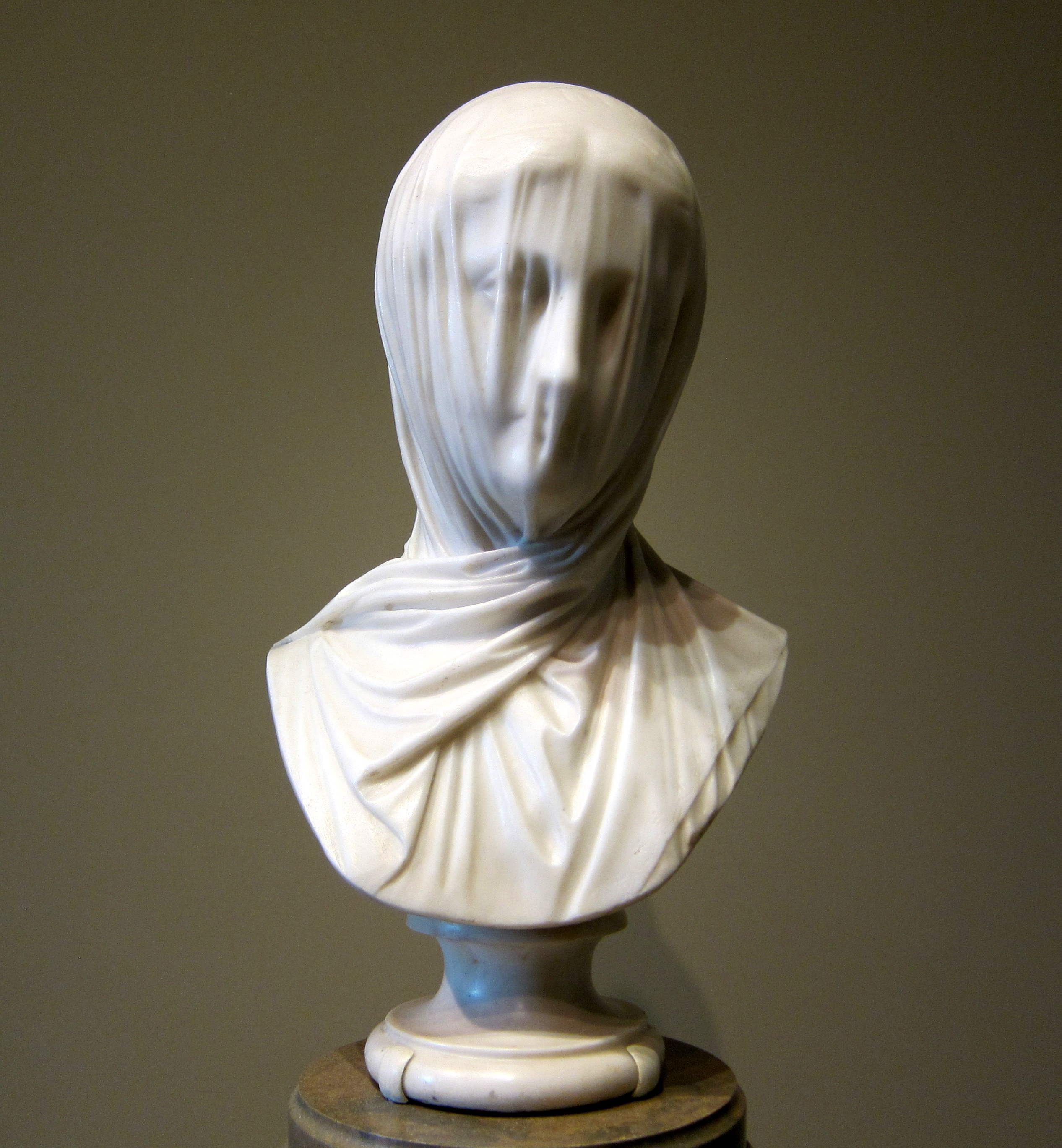
Anonyme italien, La Nonne voilée, vers 1863.

La collection de sculpture et d'arts décoratifs comprend des œuvres telles que le Calice de l'abbé Suger et un ensemble d'œuvres d'Auguste Rodin et d'Edgar Degas .
Parmi les chefs d’œuvre de la sculpture exposés dans le bâtiment ouest, le circuit propose : Auguste Rodin, Katherine Seney Simpson (1902-1903) ; Edgar Degas, Petite Danseuse de quatorze ans (1878-1881) ; Auguste Bartholdi, Allégorie de l'Afrique (1863-1865) ; Paul Gauguin, Père Paillard (1902) ; Pietro Magni, La Leggitrice (1856-1861) ; Le Bernin, Monsignor Francesco Barberini (1623) ; Philippe-Laurent Roland, Thérèse-Françoise Potain Roland (1782) ; Andrea Briosco — Riccio —, Mise au tombeau (1516-1520) ; Andrea del Verrocchio, Putto perché sur un globe (1480), Le Calice de l'Abbé Suger (1137-1140) ; Giovanni Paolo Negroli, Casque en forme de dauphin (1540-1545) ; Hiram Powers, Esclave grecque (1841-1843).

### Estampes
La collection d'estampes de la National Gallery comprend 75 000 estampes, en plus de livres illustrés rares. Elle comprend des collections d'œuvres d' Albrecht Dürer, Rembrandt, Giovanni Battista Piranesi, William Blake, Mary Cassatt, Edvard Munch, Jasper Johns et Robert Rauschenberg.
La collection débute avec 400 tirages donnés par cinq collectionneurs en 1941. En 1942, Joseph E. Widener fait don de la totalité de sa collection, soit près de 2 000 œuvres. En 1943, Lessing J. Rosenwald fait don de sa collection de 8 000 estampes anciennes et modernes ; entre 1943 et 1979, il fait don de près de 14 000 œuvres supplémentaires. En 2008, Dave et Reba White Williams font don de leur collection de plus de 5 200 estampes américaines.

## Liste sélective des œuvres de la collection de peinture européenne

### Moyen Âge
- Duccio di Buoninsegna : Nativité avec les prophètes Isaïe et Ézéchiel (1308-1311).
- Giotto : Vierge à l'Enfant (v. 1310-1315).

### Renaissance
- Fra Angelico : L'Adoration des mages (v. 1445), La guérison de Palladia par saint Côme et saint Damien (v. 1438-1443).
- Giovanni Bellini : Le Festin des dieux (1514-1529).
- Jérôme Bosch : La mort et l'avare (v. 1485-1490).
- Sandro Botticelli : Vierge à l'Enfant avec anges (1465-1470), Vierge à l'Enfant (v. 1470), Portrait de Julien de Médicis (v. 1478-1480), L'Adoration des mages (v. 1478-1482), Portrait de jeune homme (v. 1482-1485), L'Adoration de l'Enfant (1480-1490).
- Cima da Conegliano : Vierge à l'Enfant avec saint Jérôme et saint Jean-Baptiste (1495), Sainte Hélène (1498)
- François Clouet : Dame au bain (1571)
- Piero di Cosimo : La Visitation avec saint Nicolas et saint Antoine abbé (v. 1489-1490), Allégorie (v. 1500)
- Lucas Cranach l'Ancien : Un prince de Saxe (v. 1517), La Crucifixion avec la conversion du centurion (1536)
- Dosso Dossi : Énée et Achate sur la côte libyenne (v. 1520), Circé et ses amoureux dans un paysage (v. 1525)
- Albrecht Dürer : Madone Haller (1498)[36]
- Jan van Eyck : L'Annonciation (v. 1434-1436).
- Giorgione : L'Adoration des bergers,  Portrait d'un gentilhomme vénitien (v. 1510)
- Matthias Grünewald : La Petite Crucifixion (v. 1511-1520).
- Fra Filippo Lippi : Vierge à l'Enfant (1440-1445).
- Raphaël : La Petite Madone Cowper (v. 1505), La Madone Niccolini Cowper (1508), La Madone du duc d'Albe (v. 1510).
- Titien : Saint Jean l'Évangéliste à Patmos (v. 1547), Portrait de Pietro Bembo (v. 1539).
- Léonard de Vinci : Portrait de Ginevra de' Benci (v. 1474).
- Rogier van der Weyden : Portrait d'une femme (v. 1460).

Renaissance
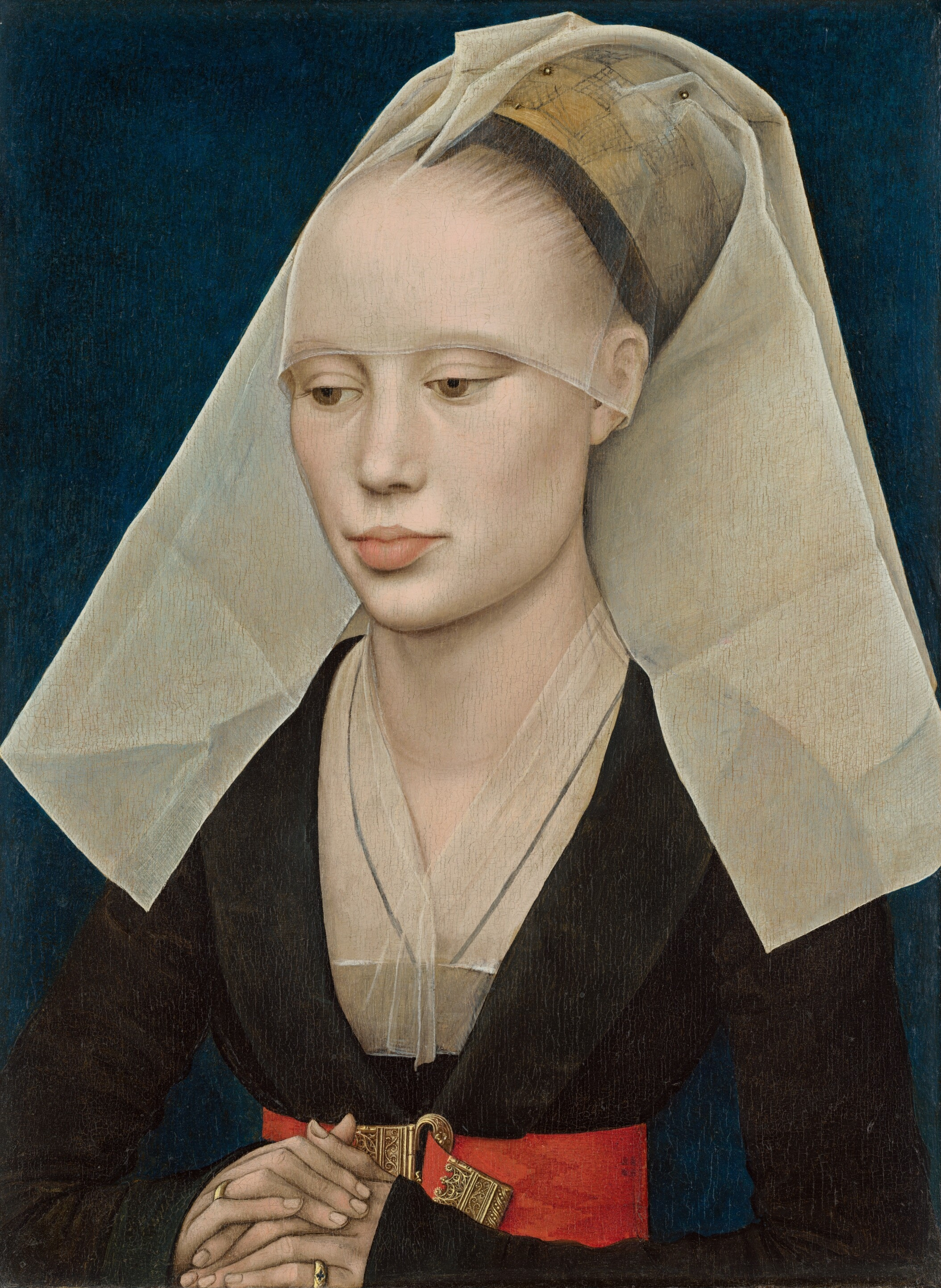
Rogier van der Weyden, Portrait d'une dame, vers 1460.
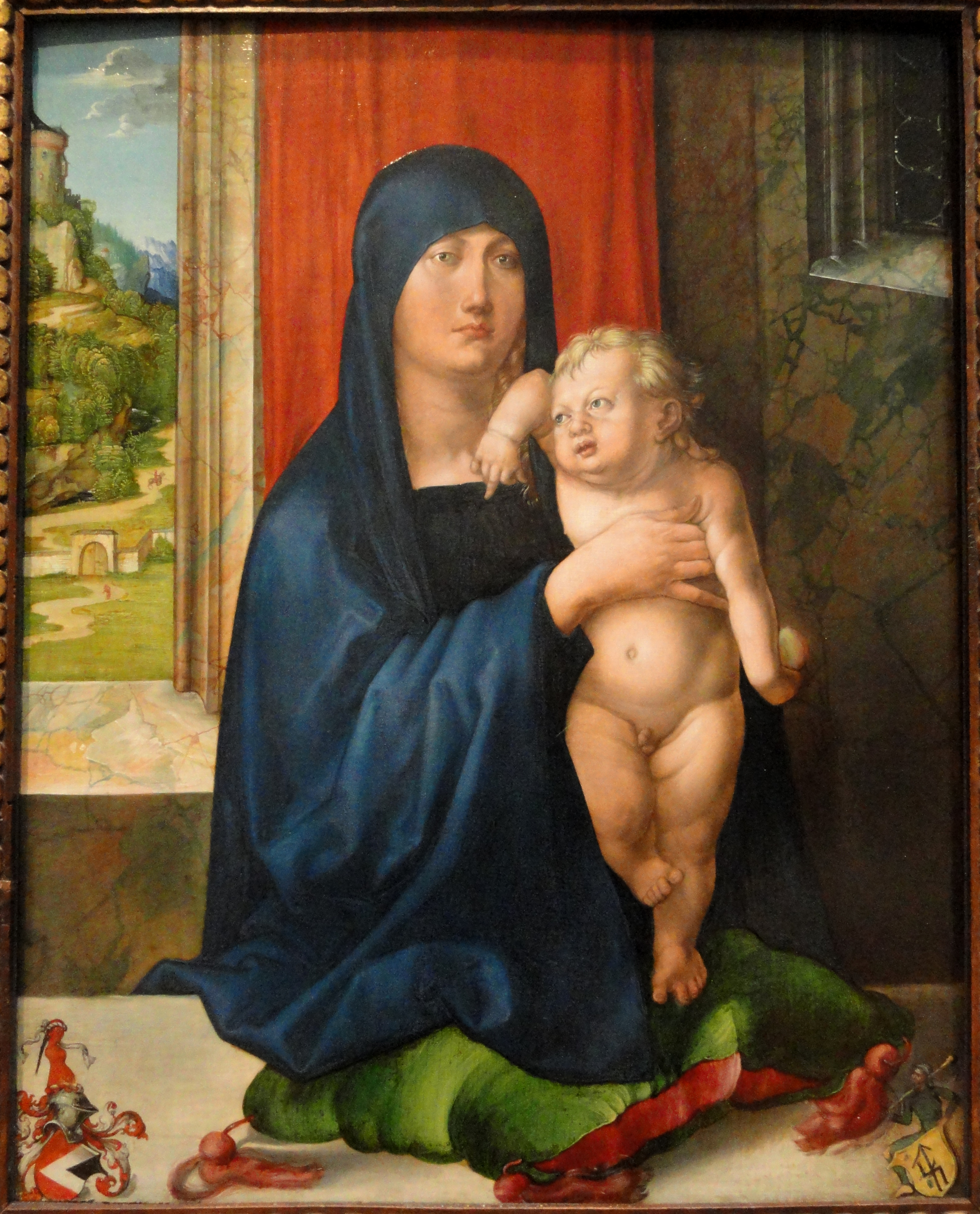
Albrecht Dürer, Madone Haller, 1498.
Piero di Cosimo, Allégorie, vers 1500.
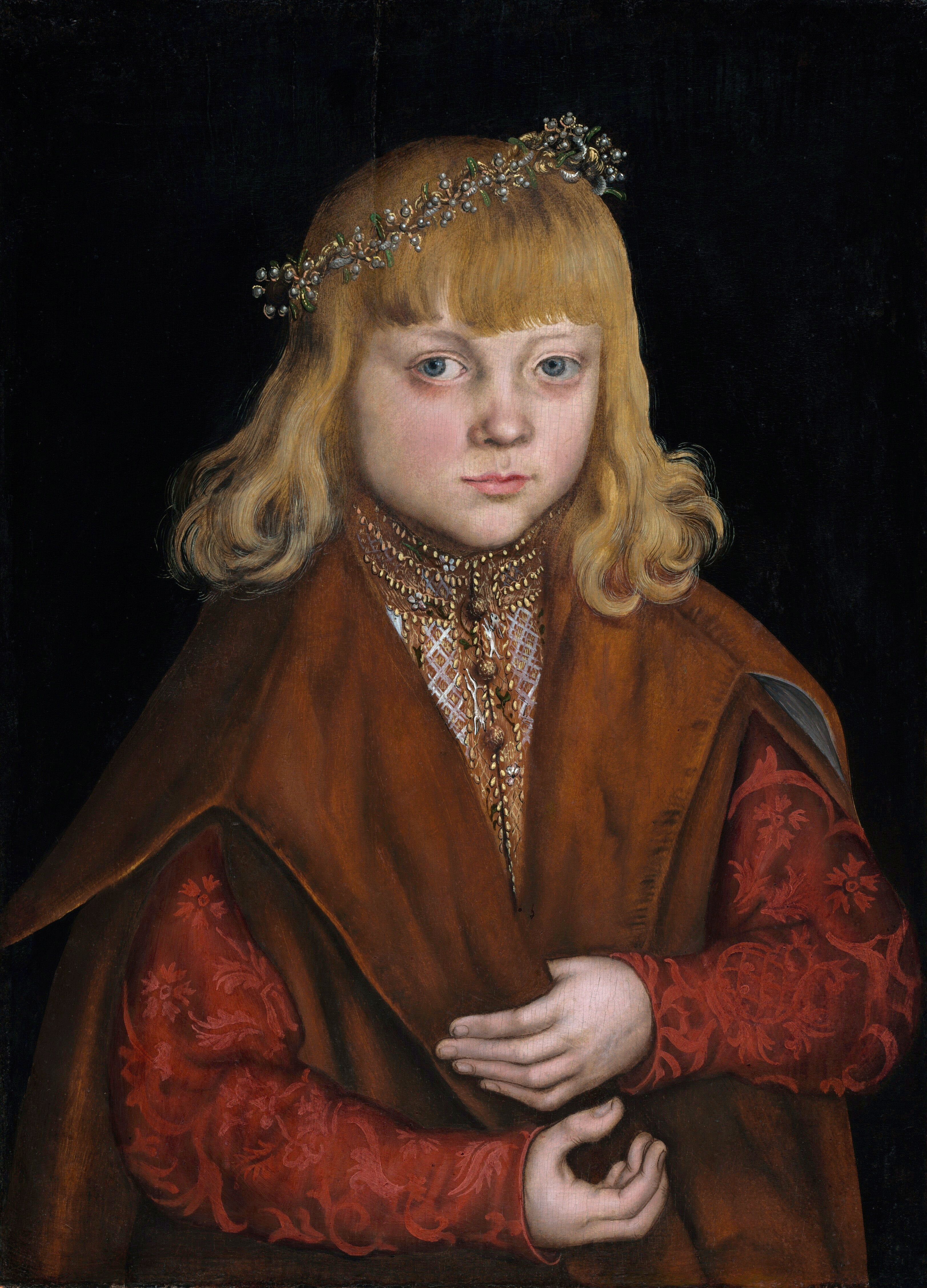
Lucas Cranach l'Ancien, Un prince de Saxe, vers 1517.
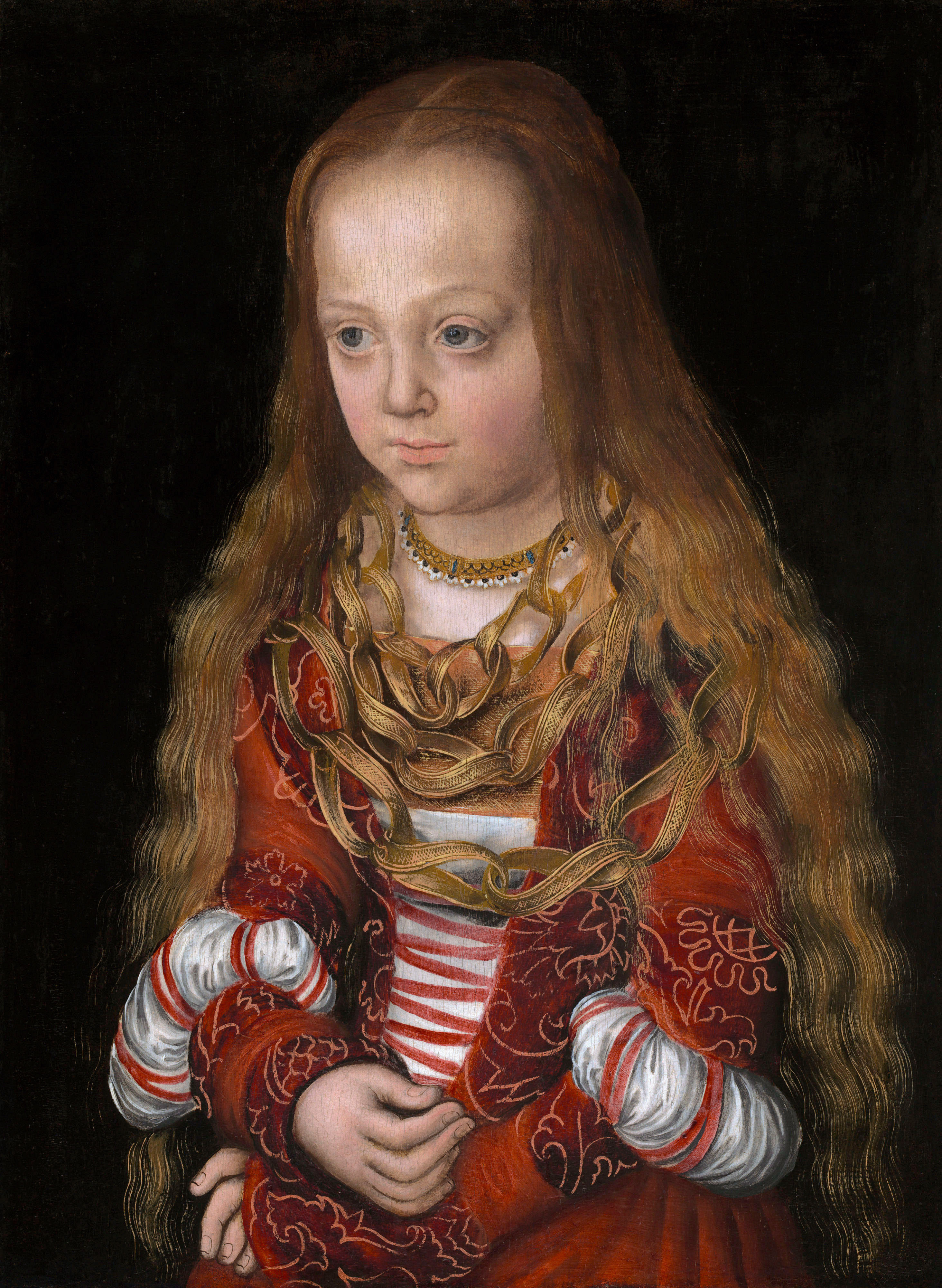
Lucas Cranach l'Ancien, Une princesse de Saxe, vers 1517.
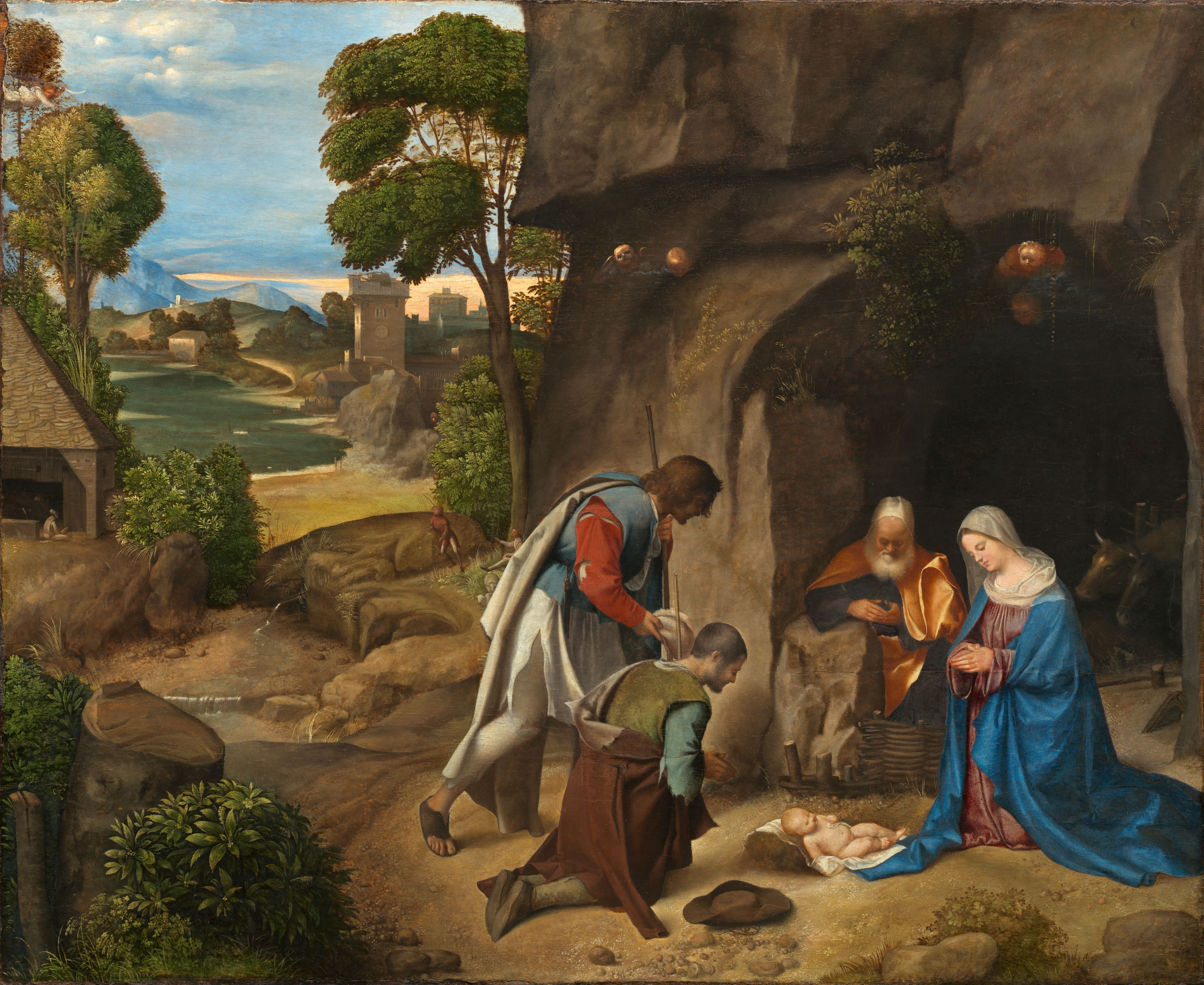
Giorgione, L'Adoration des bergers, vers 1500.
Raphaël, La Petite Madone Cowper, 1505.
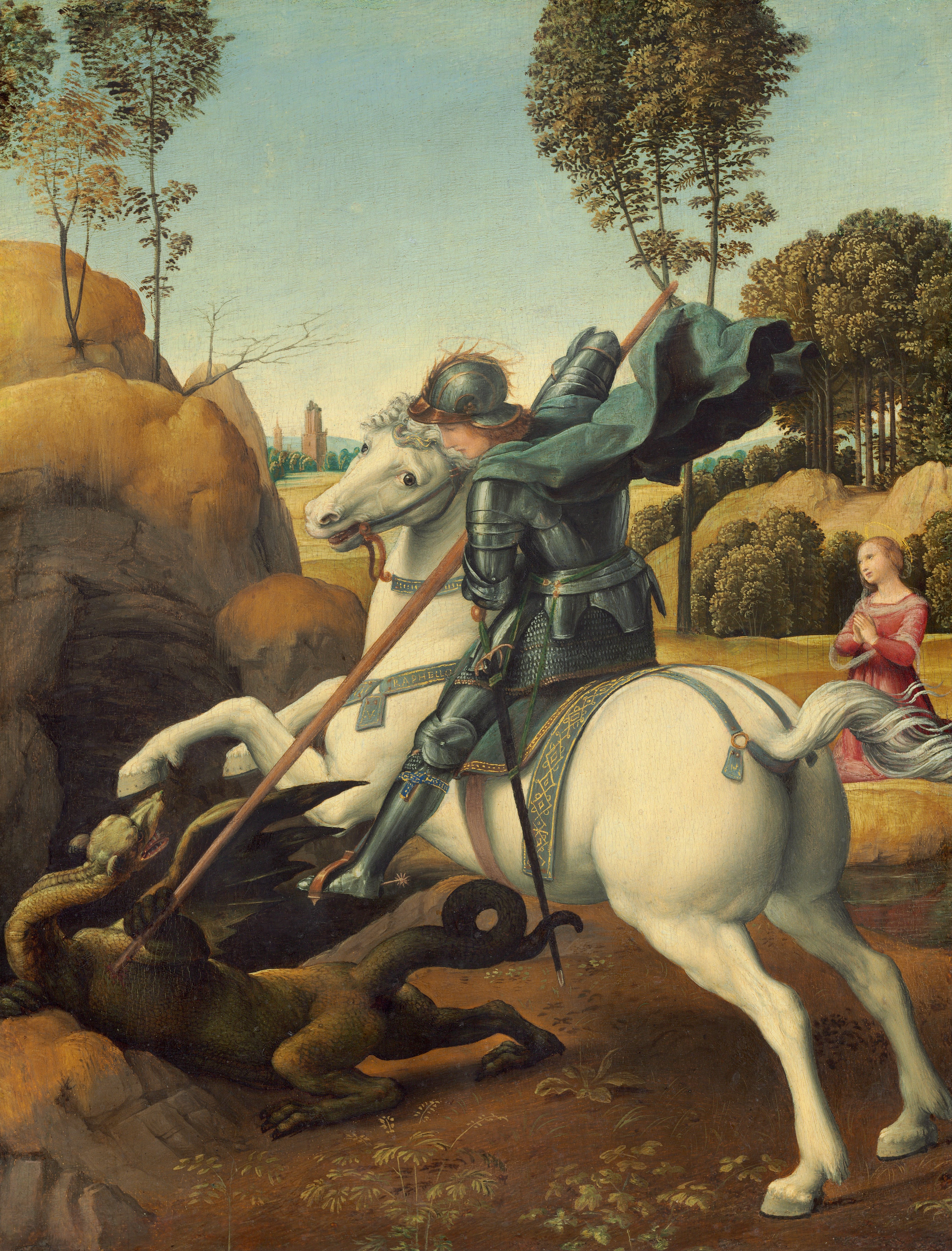
Raphaël, Saint Georges et le Dragon, 1506.
Raphaël, La Madone d'Alba, 1510.
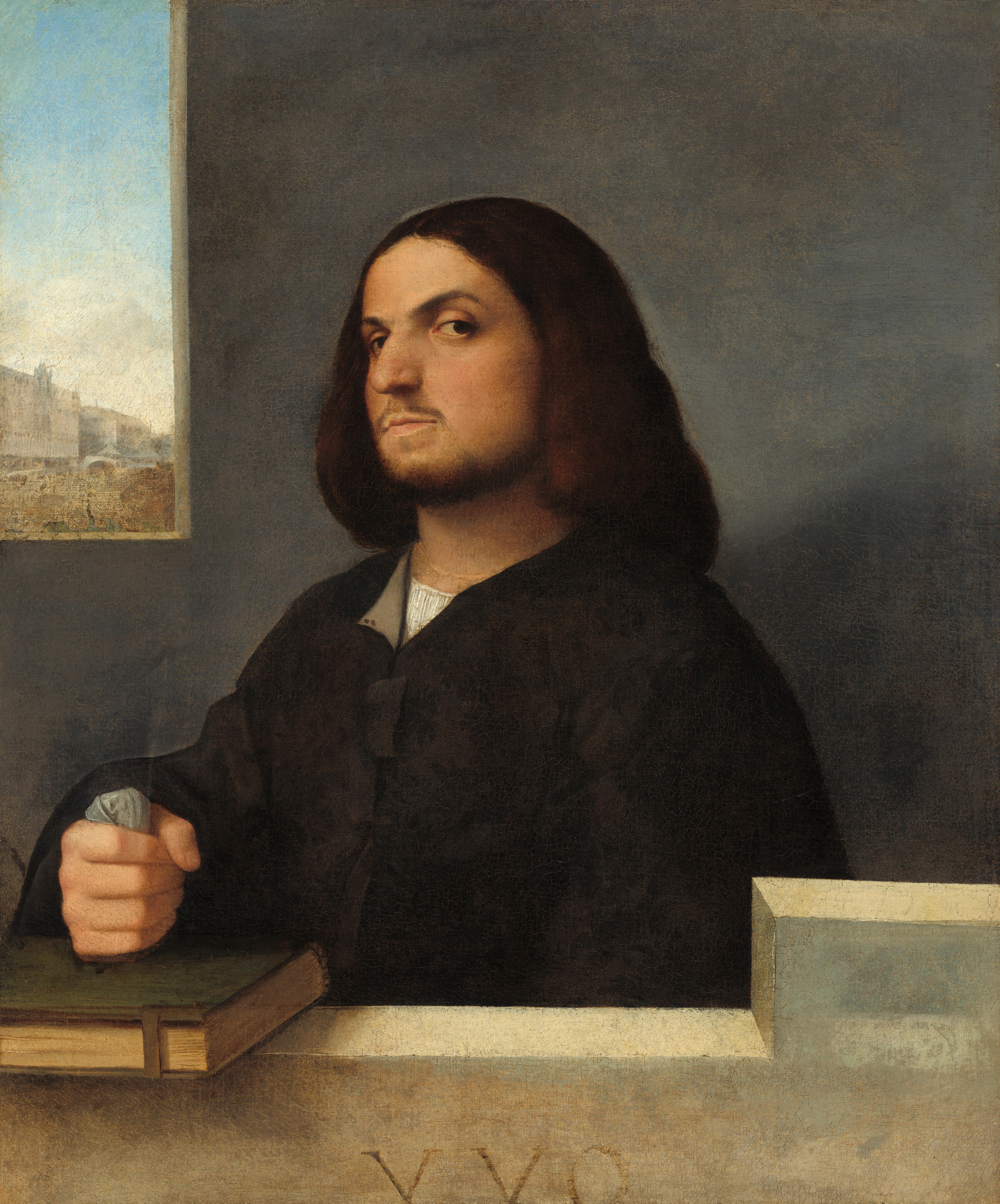
Giorgione et Titien, Portrait d'un noble vénitien, vers 1507.
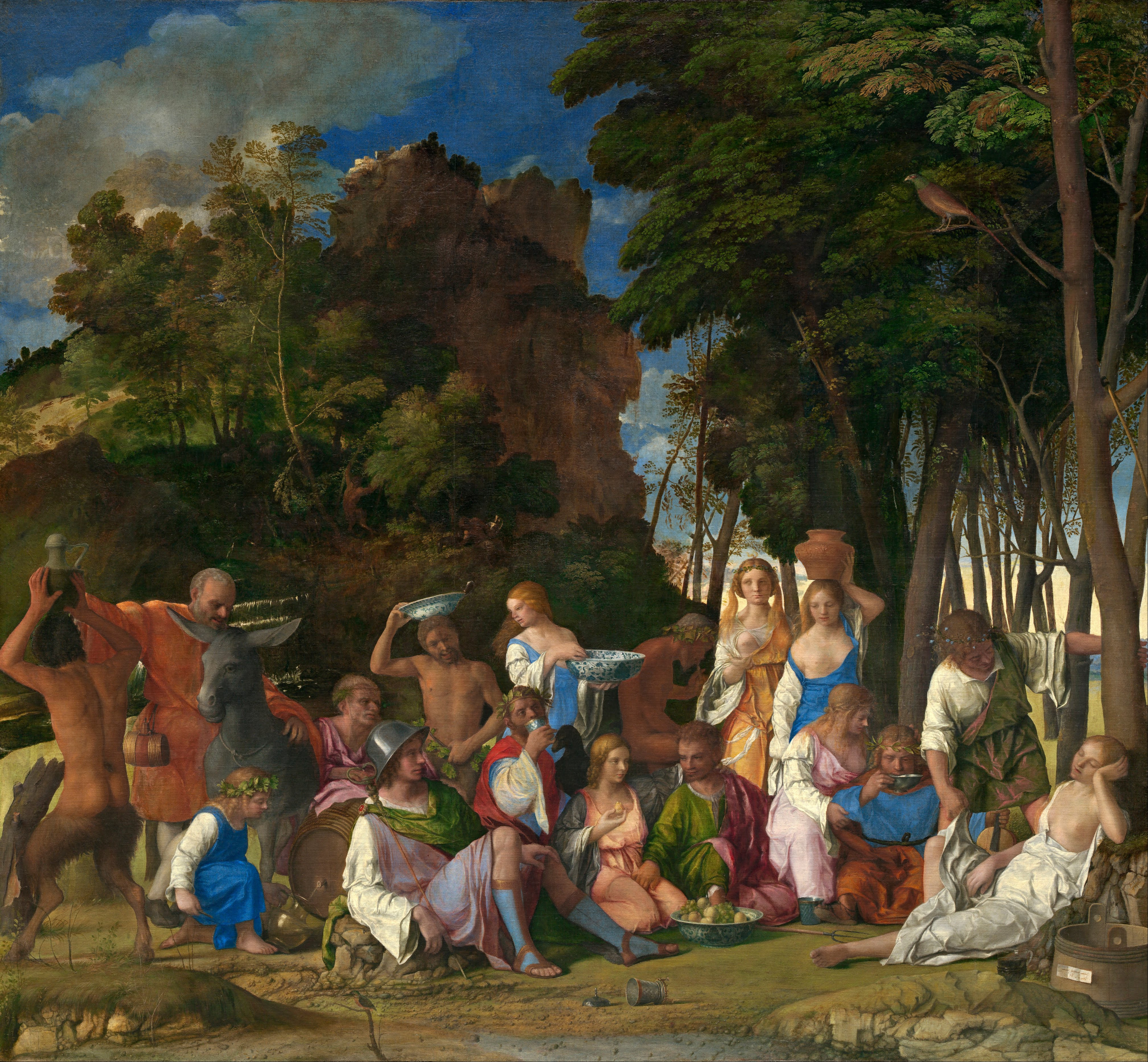
Giovanni Bellini et Titien, Le Festin des dieux, 1514-1529.
Titien, Vénus au miroir, vers 1555.

### XVIIesiècle
- Claude Gellée : Le Jugement de Pâris (1645-1646).
- Frans Hals : Adrian van Ostade (1646-1648).
- Bartolomé Esteban Murillo : Deux Femmes à la fenêtre
- Nicolas Poussin : Le Baptême du Christ (1641-1642).
- Rembrandt : Lucrèce (1664), Autoportrait (1659), Le Moulin (1645-1648), Philémon et Baucis (1658).
- José de Ribera : Le Martyre de saint Barthélémy (1634).
- Pierre Paul Rubens : Jeune Femme de profil (v. 1613), La marquise Brigida Spinola Doria (1606), Daniel dans la fosse aux lions (v. 1613), La Chute de Phaéton (v. 1604-1605).
- Diego Vélasquez
- Johannes Vermeer : Femme à la balance (v. 1664), Jeune Femme écrivant une lettre (v. 1665).
- Francisco de Zurbarán : Sainte Lucie (v. 1625-1630).

XVIIe siècle
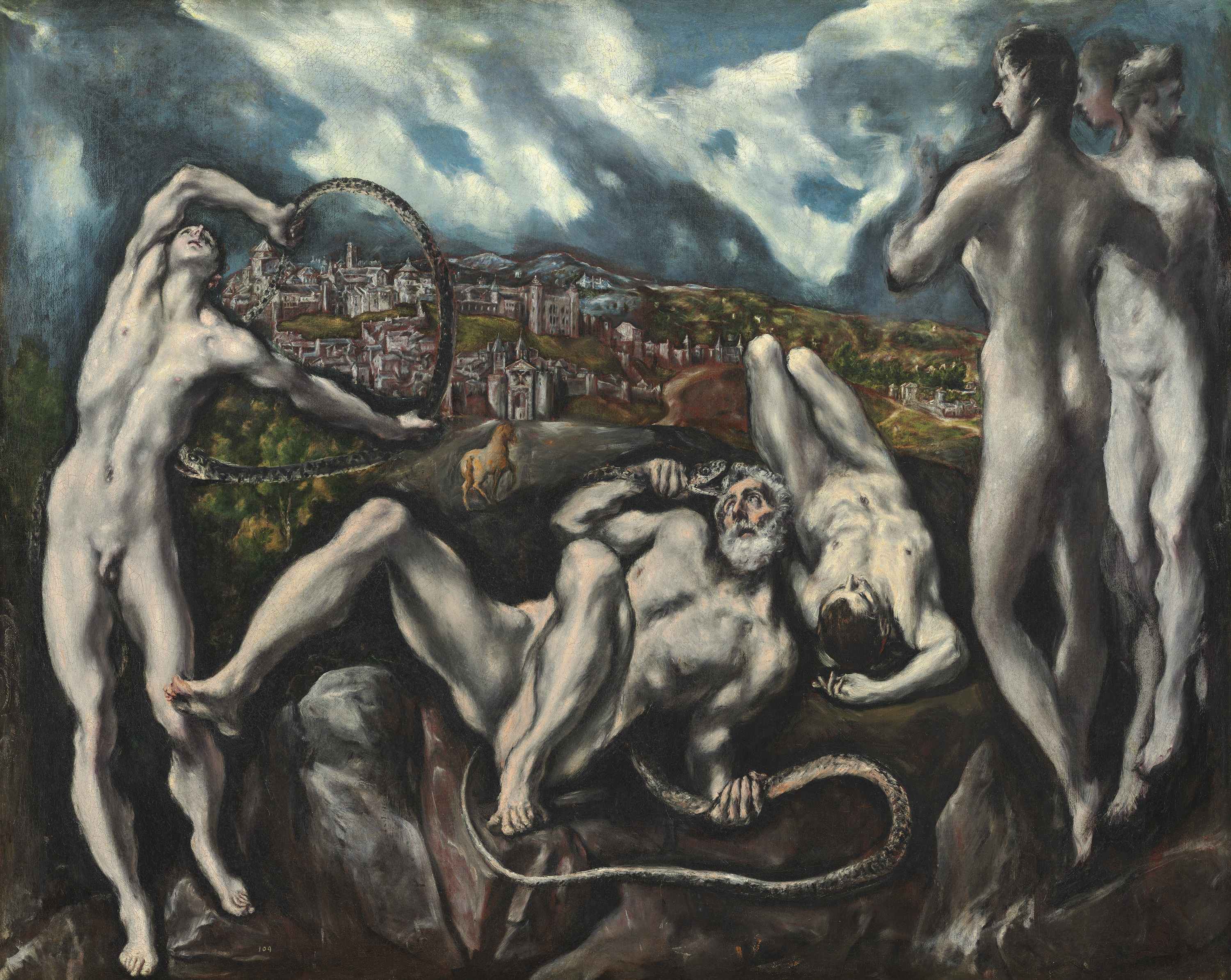
Le Greco, Laocoon, 1604–1616.
Nicolas Poussin, L'Assomption de la Vierge, vers 1626.
Rembrandt, Le Moulin, 1648.
Rembrandt, Autoportrait avec béret et col droit, 1659.
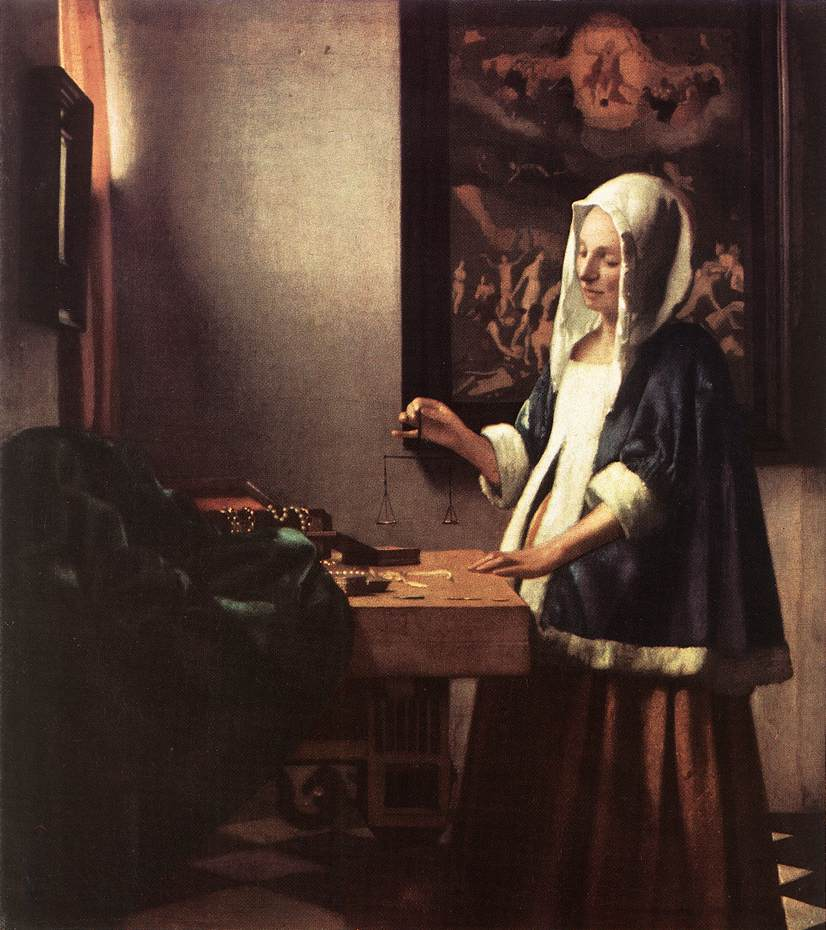
Johannes Vermeer, La Femme à la balance, 1662-1665.
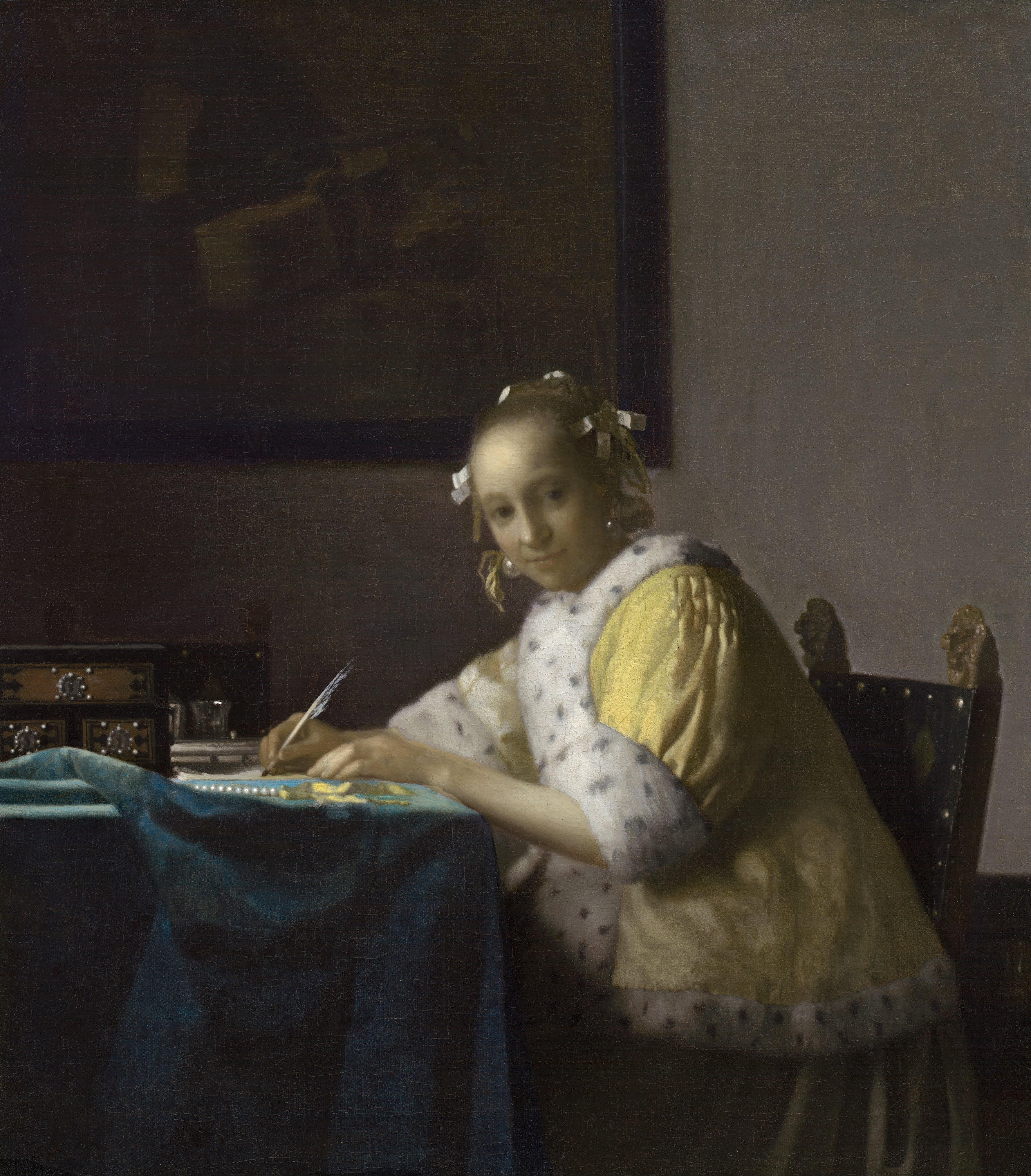
Johannes Vermeer, Jeune Femme écrivant une lettre,  1665-1666.
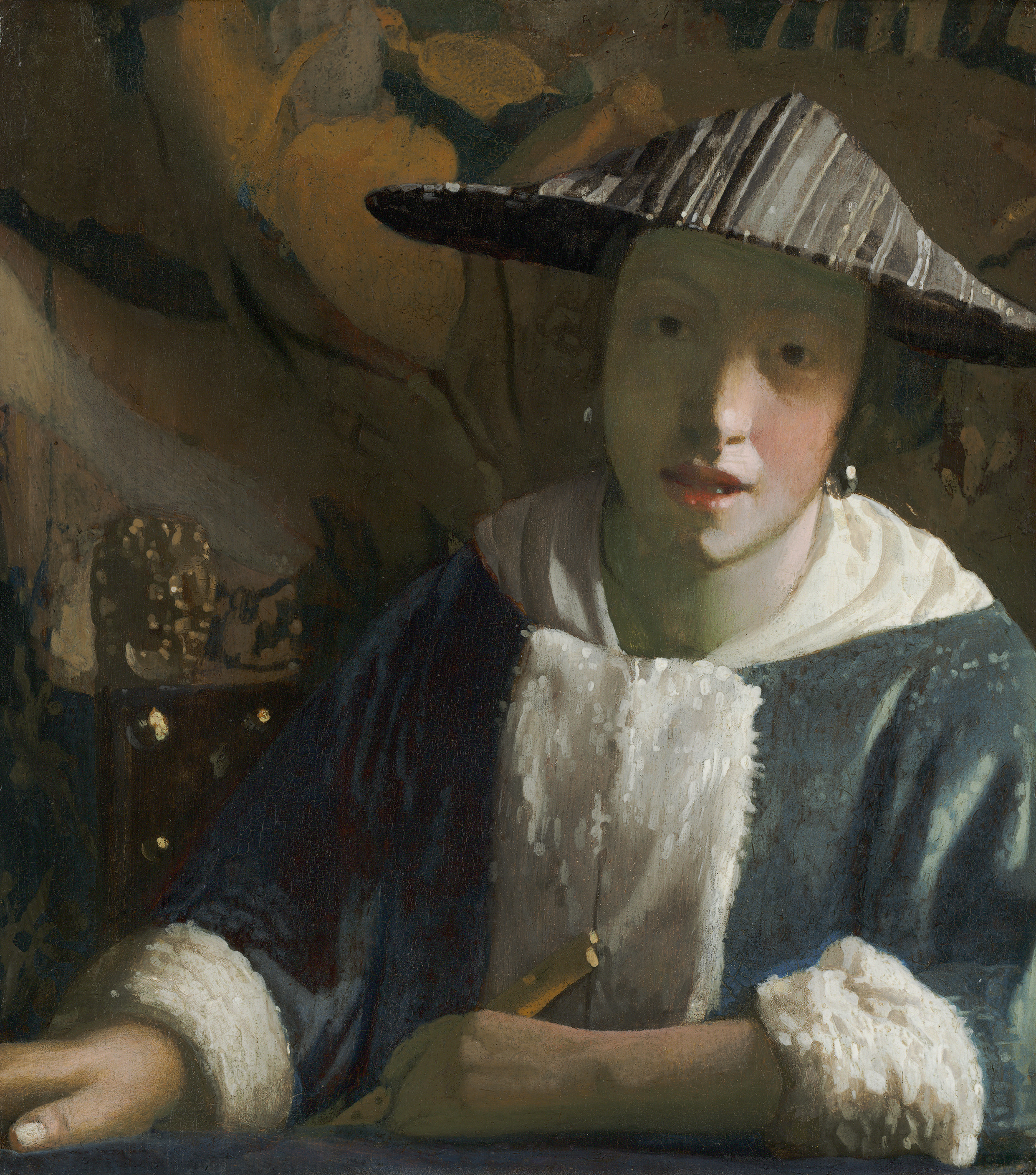
Johannes Vermeer, La Jeune Fille à la flûte, 1665-1670.
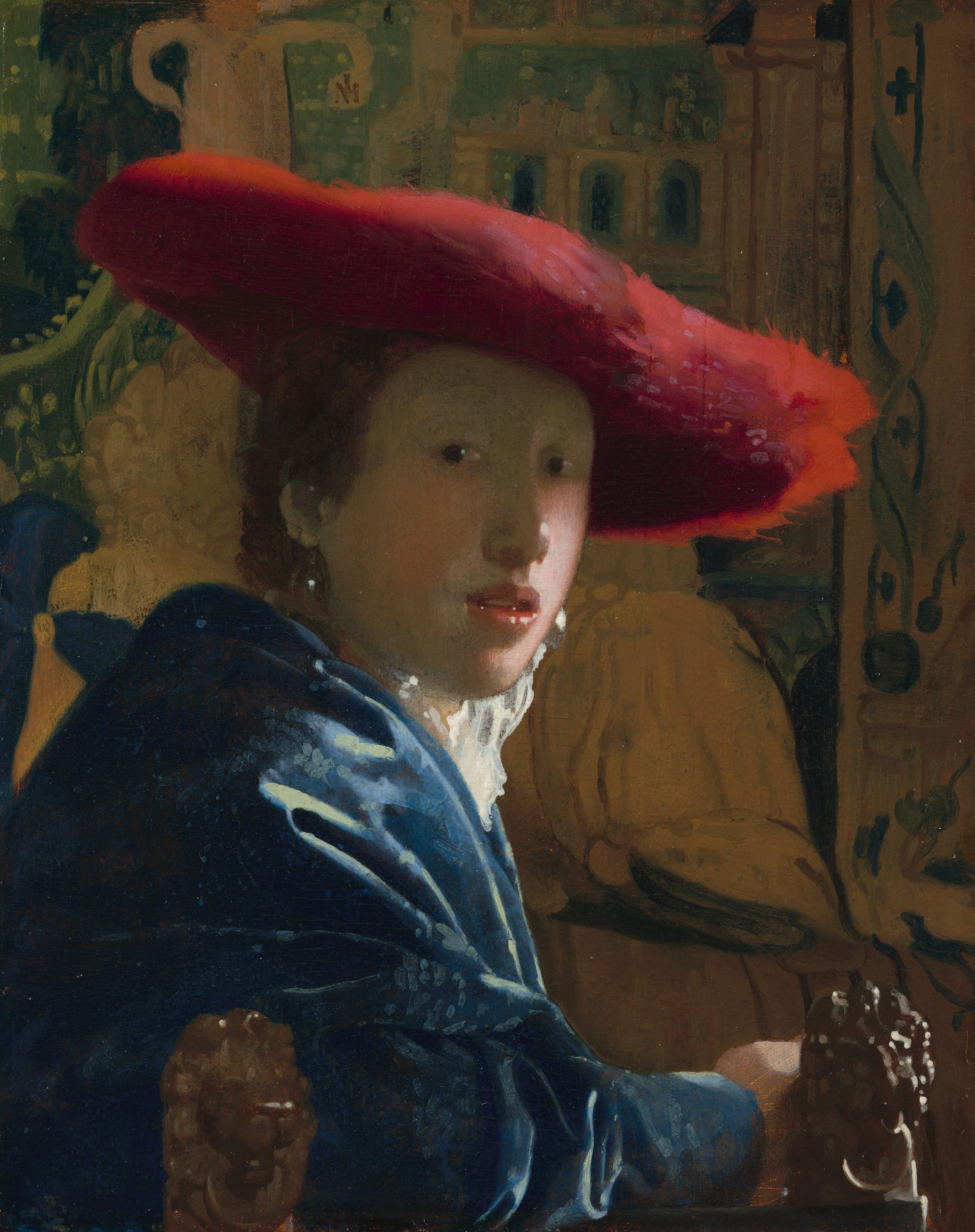
Johannes Vermeer, La Fille au chapeau rouge, 1665-1666.

### XVIIIesiècle
- François Boucher : Le Bain de Vénus (1751), La lettre d'amour (1750).
- Jean Siméon Chardin : Le Château de cartes (1737), La Cuisinière (1738), La Garde attentive (1747).
- Jean-Honoré Fragonard : Le Cheval fondu (1767-1773), L'Heureuse fécondité (après 1769), La Visite à la nursery (avant 1784), L'Amour folie (v.1775), La Visite à la nourrice (v.1775), Diane et Endymion (v.1765), L'Escarpolette (v.1765).
- Thomas Gainsborough : Rivage avec pêcheurs (1781-1782), Madame Richard Brinsley Sheridan (1785-1786).
- Francisco de Goya : Portrait de la marquise de Pontejos (1786).
- Jan van Huysum : Nature morte aux fleurs et fruits (v. 1715).
- Joshua Reynolds : Lady Caroline Howard (v. 1778), Lady Elizabeth Delmé et ses enfants (1777-1779).
- Antoine Watteau : Cérès (L'Été) (1715-1716), Comédiens italiens (v. 1720).

XVIIIe siècle
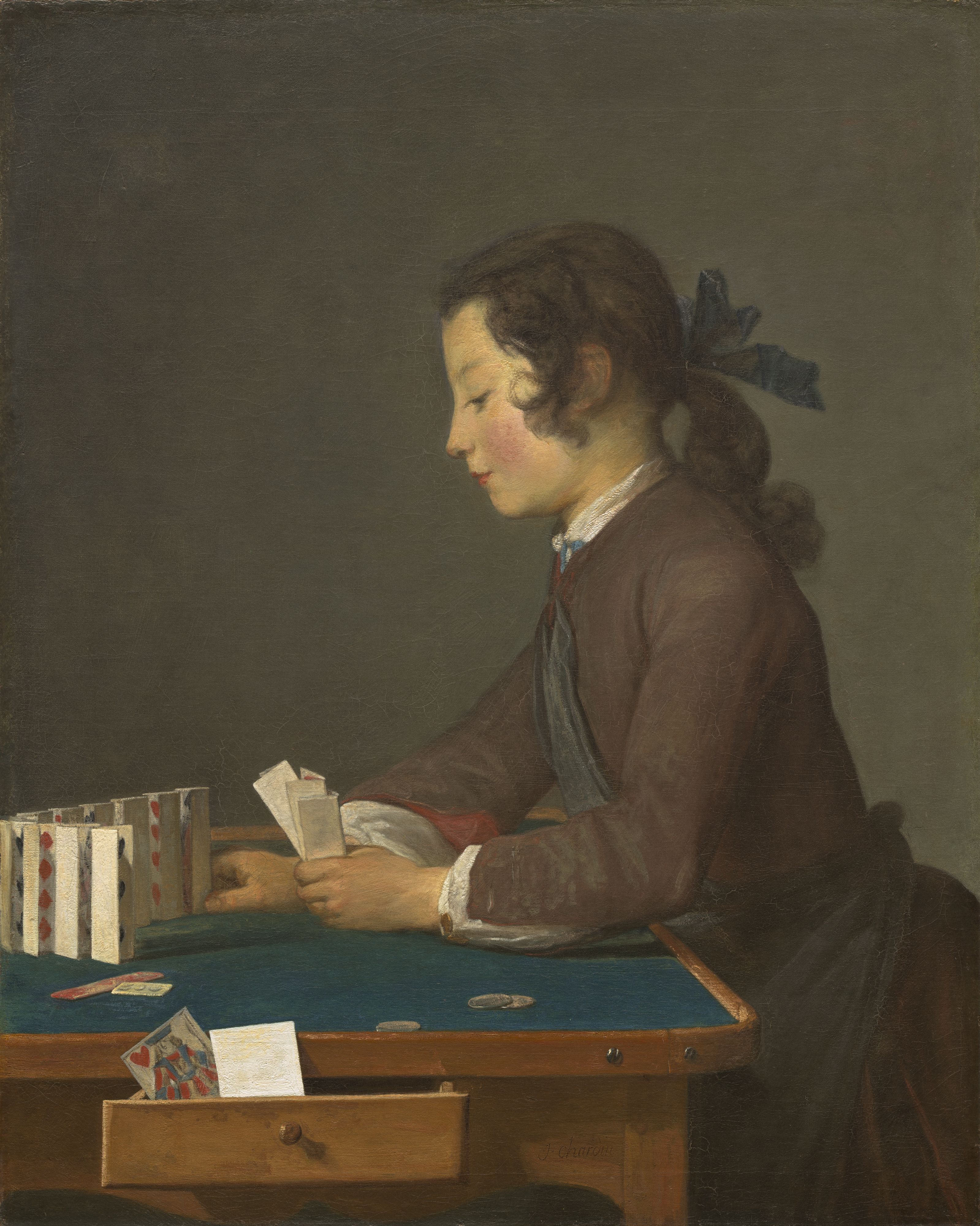
Jean Siméon Chardin, Le Château de cartes, 1737
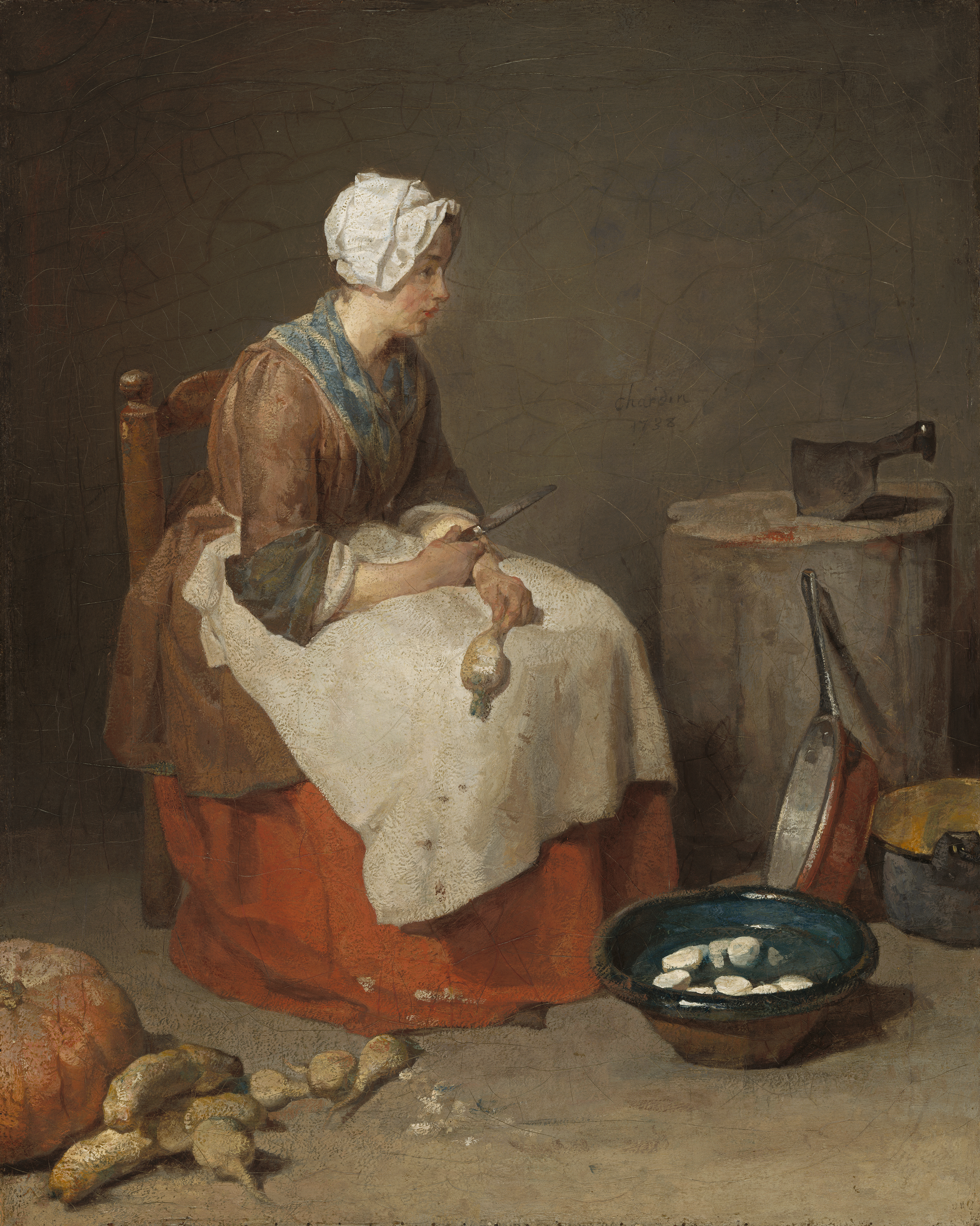
Jean Siméon Chardin, La Cuisinière, 1738
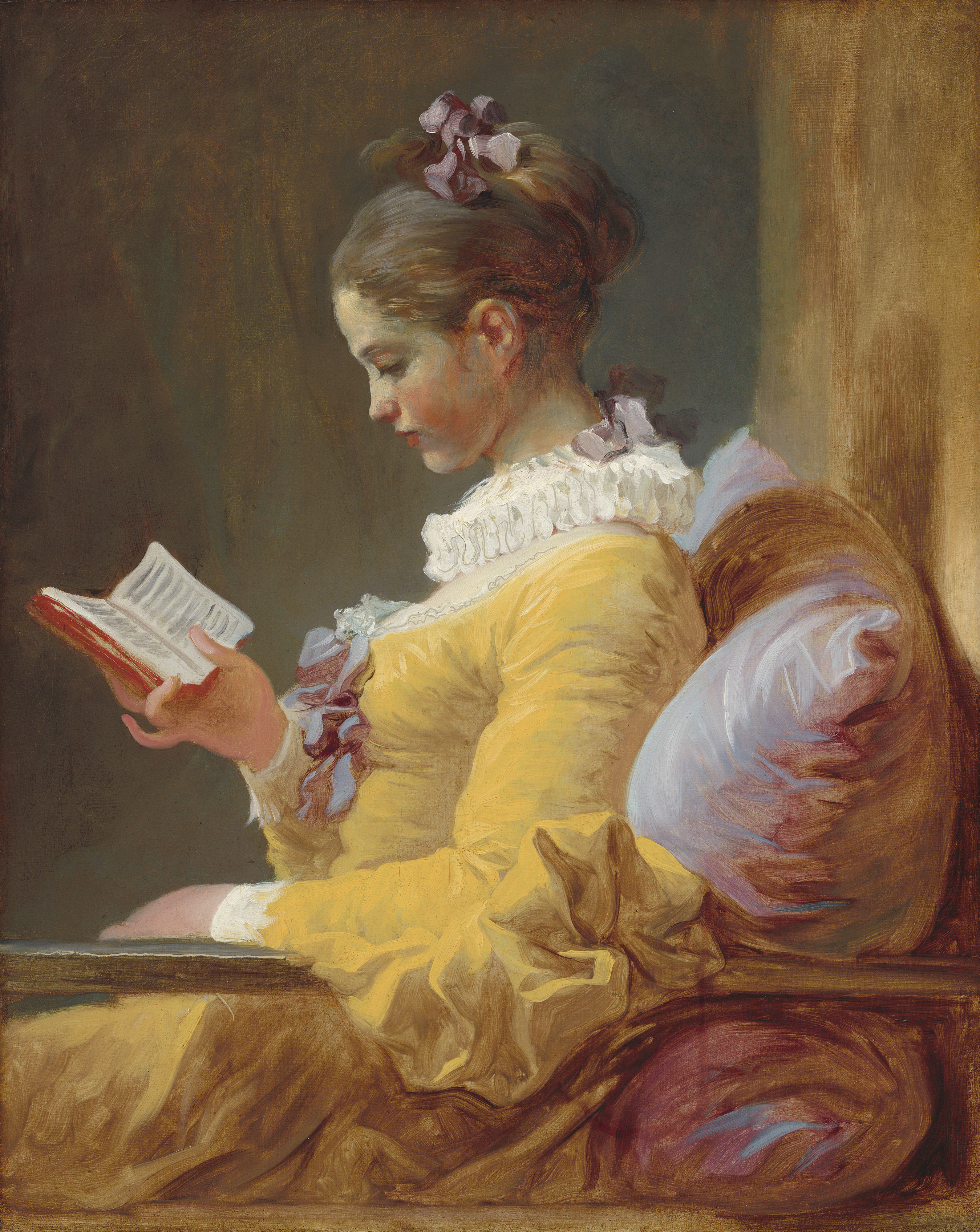
Jean-Honoré Fragonard, La Liseuse, 1776
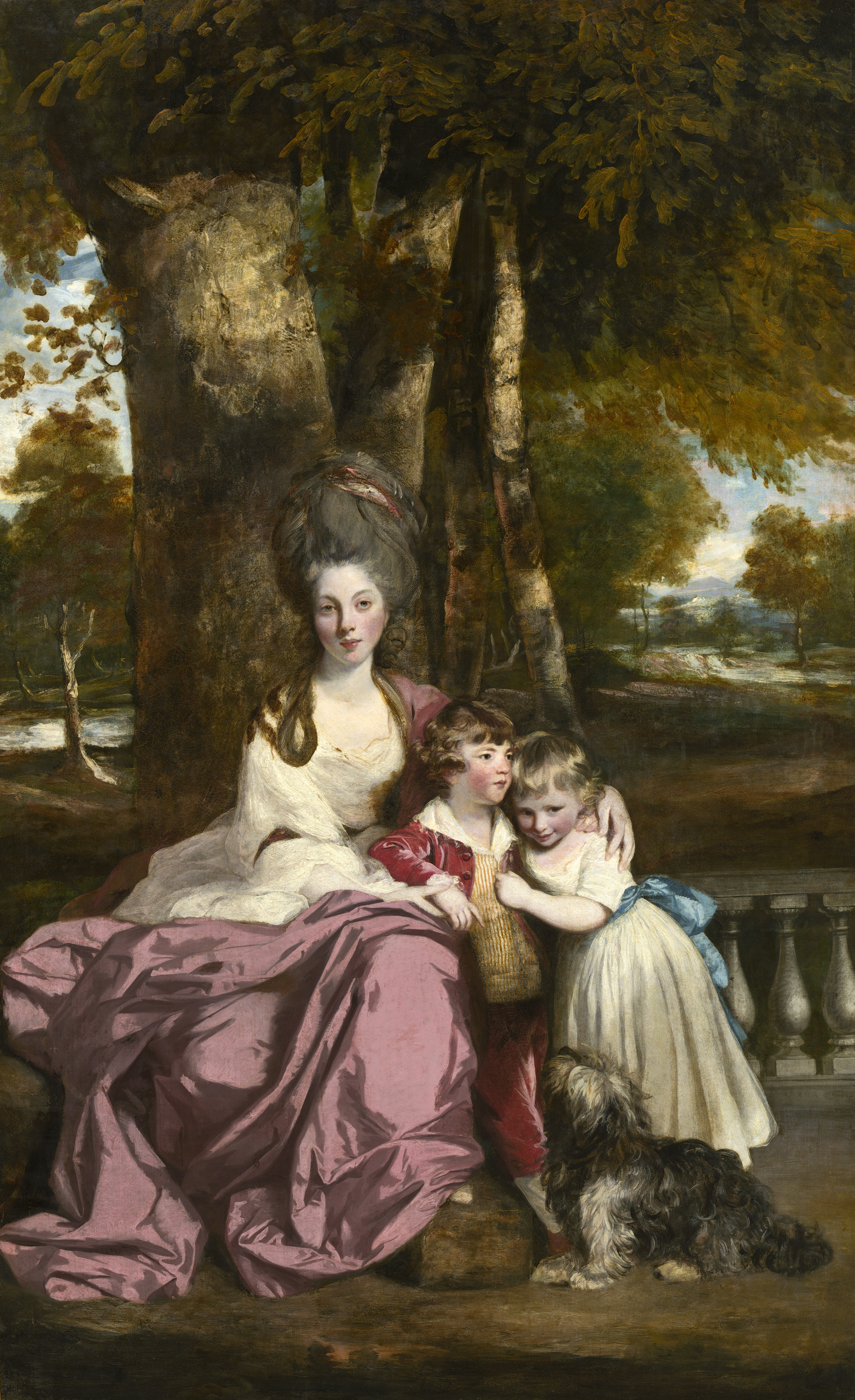
Joshua Reynolds, Lady Elizabeth Delmé et ses enfants, 1777-1779
Francisco de Goya, Portrait de la marquise de Pontejos, 1786

### XIXesiècle
- Frédéric Bazille : Jeune Femme aux pivoines (1870)
- William Blake : Grand Dragon rouge (v.1805).
- Gustave Caillebotte : Périssoires (1877).
- Paul Cézanne : Arlequin (1888).
- John Constable : Wivenhoe Park (1816).
- Jean-Baptiste Camille Corot : Forêt de Fontainebleau (vers 1830) ; Ville-d'Avray (1865).
- Gustave Courbet : Jeune femme lisant (1866-1868).
- Jacques-Louis David : Napoléon dans son cabinet de travail (1812).
- Edgar Degas : Portrait de Théodore de Broutelles en jockey (étude vers 1884)
- Eugène Delacroix : Combat d'Arabes dans les montagnes (1863), Tigre (v.1830).
- Paul Gauguin : Autoportrait au nimbe (1889), Parau na te varua ino (1892)
- Vincent van Gogh : Ferme en Provence (1888), La Cueillette des olives (1889), Jeune Fille en blanc (1890), Nature morte : vase aux roses roses (1890)
- Jean-Auguste-Dominique Ingres
- Édouard Manet : L'Acteur tragique (1866), L'Homme mort (v.1864), Le Vieux Musicien (1862).
- Jean-François Millet : Leconte de Lisle (vers 1840-1841)
- Berthe Morisot : Vue du petit port de Lorient (1869)
- Camille Pissarro : Deux Femmes causant au bord de la mer, Saint-Thomas (1856)
- Auguste Renoir : Diane chasseresse (1867), Femme d'Alger (1870), Claude Monet (1872), Le Pont-Neuf (1872)[37], Femme au chat (vers 1875), La Petite Fille à l'arrosoir (1876), Canotiers à Chatou (1876).
- Alfred Sisley : La Prairie (1875), Les Berges de l'Oise (1877-1878).
- Henri Rousseau : Rendez-vous dans la forêt (1889), L'Enfant aux rochers (1895-1897).
- Paul Sérusier : Ferme au Pouldu (1890).
- Henri de Toulouse-Lautrec : La Visite médicale (1894), Marcelle Lender dansant le Boléro dans '"Childéric" (1895-1896)
- Joseph Mallord William Turner : Venise : la Douane et San Giorgio Maggiore (v.1834), Marinier ajoutant du charbon à la lueur de la lune (v.1835).
- Édouard Vuillard : Le Corsage rayé, 1895.

XIXe siècle
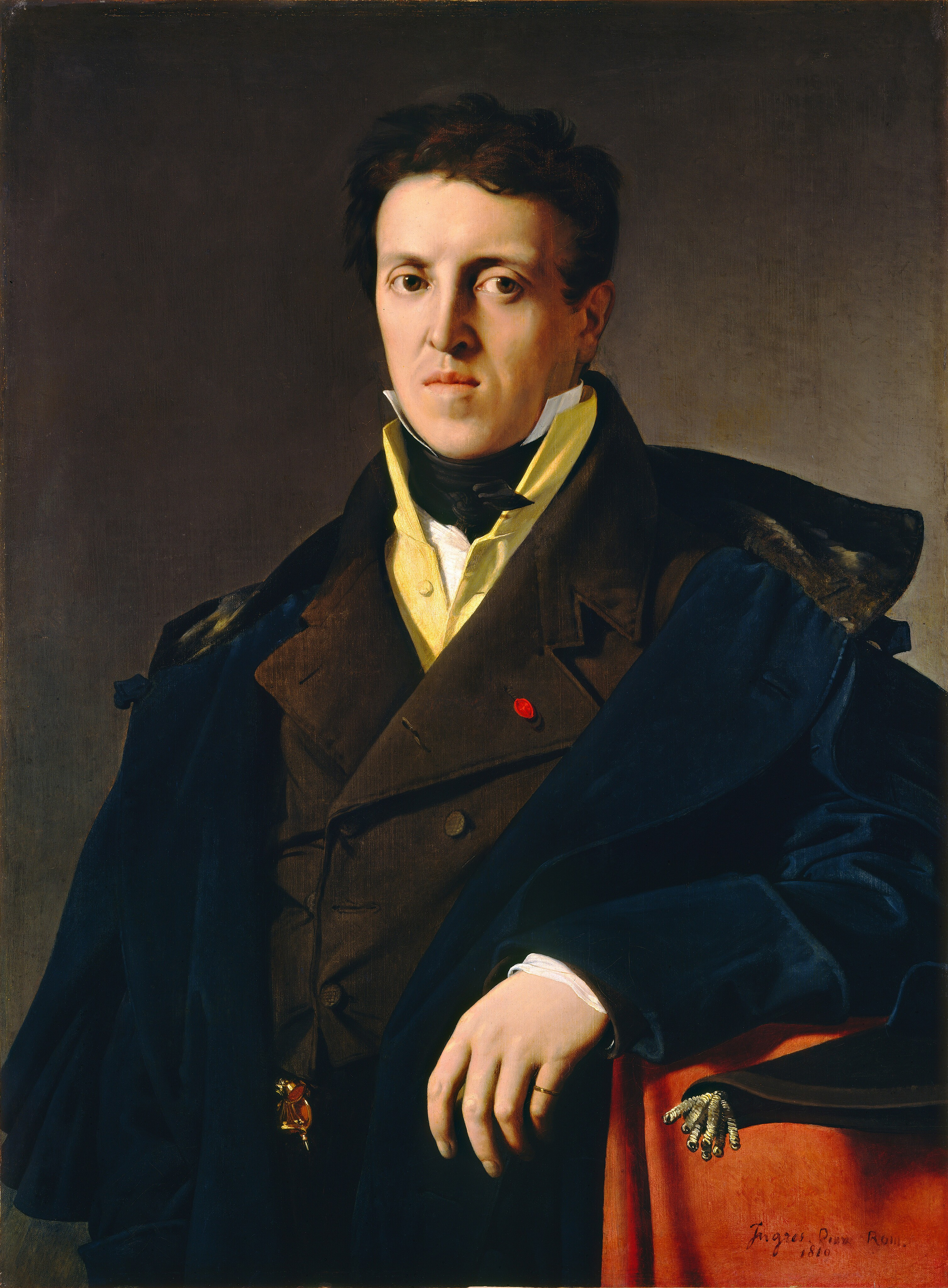
Jean-Auguste-Dominique Ingres, Marcotte d'Argenteuil, 1810
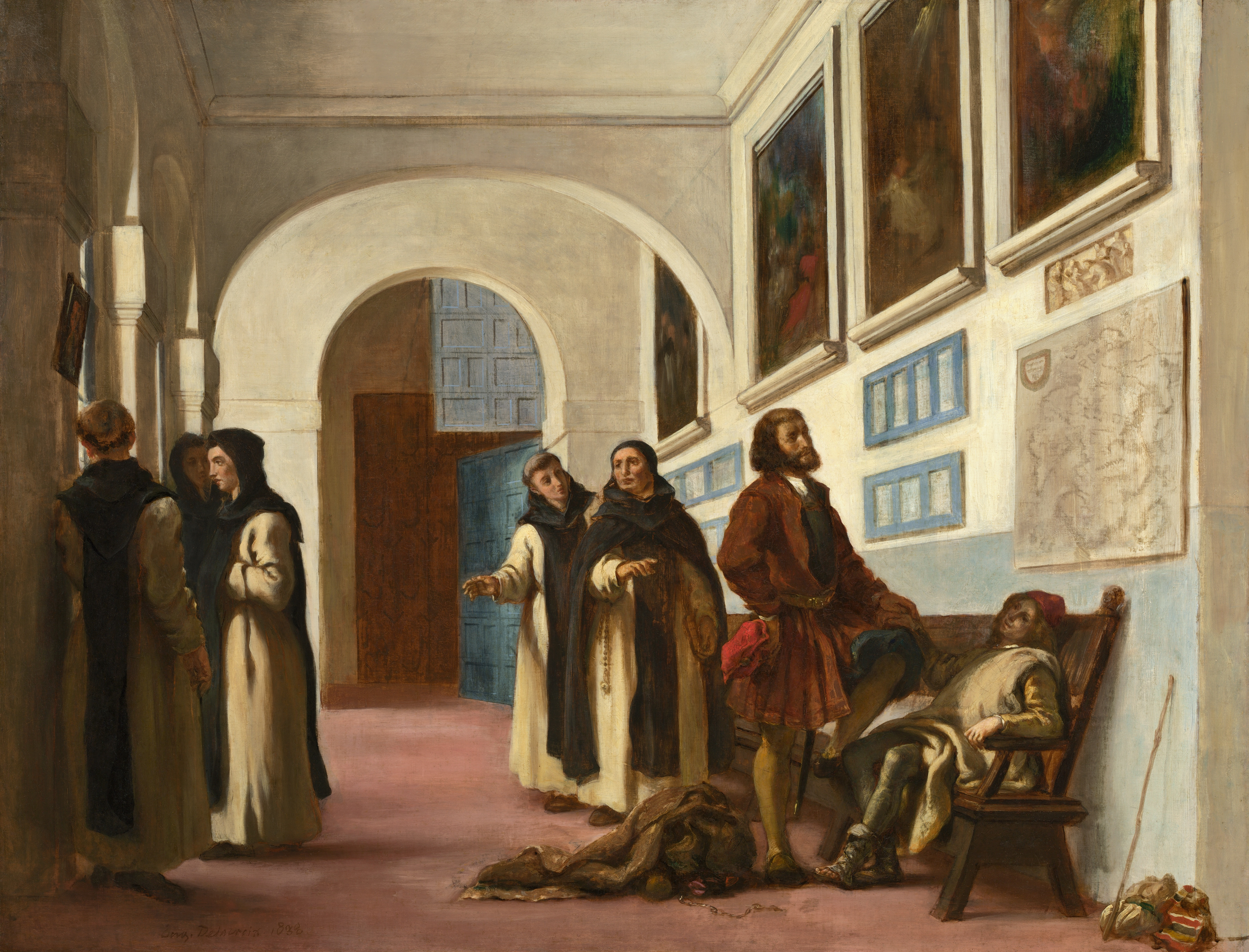
Eugène Delacroix, Colomb et son fils à La Rábida, 1838
Édouard Manet, Le Vieux Musicien, 1862
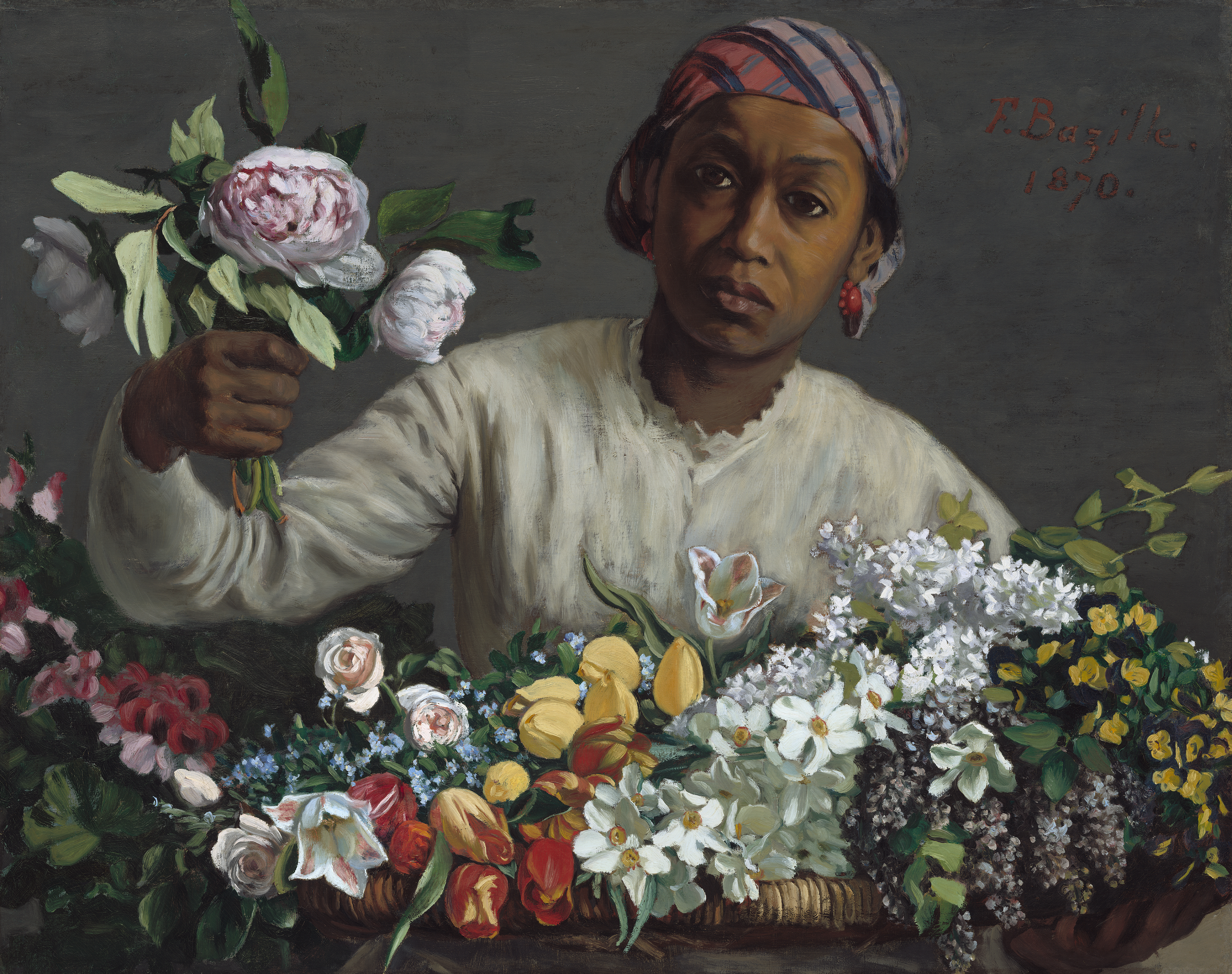
Frédéric Bazille, Jeune Femme aux pivoines, 1870
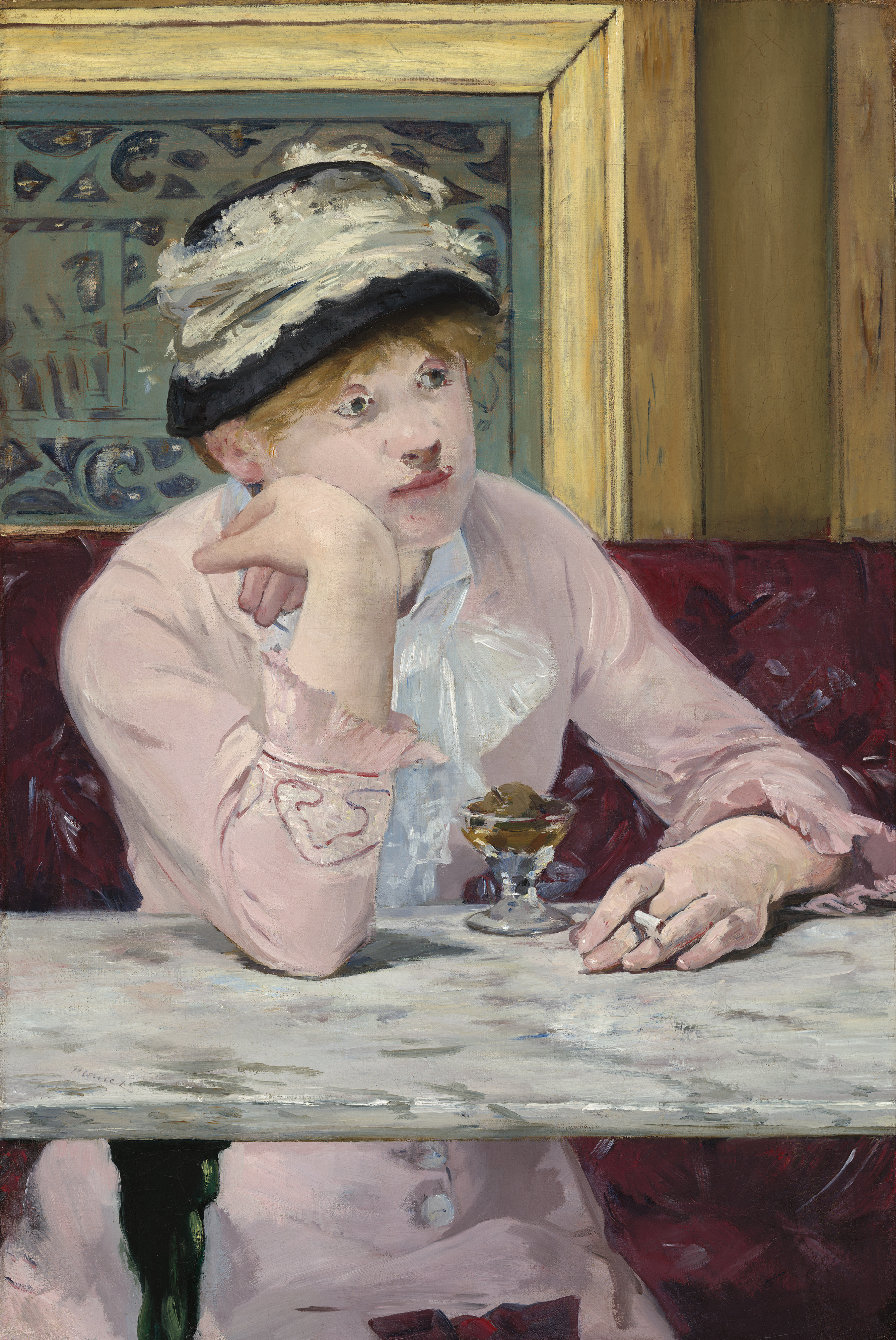
Édouard Manet, La Prune, 1878
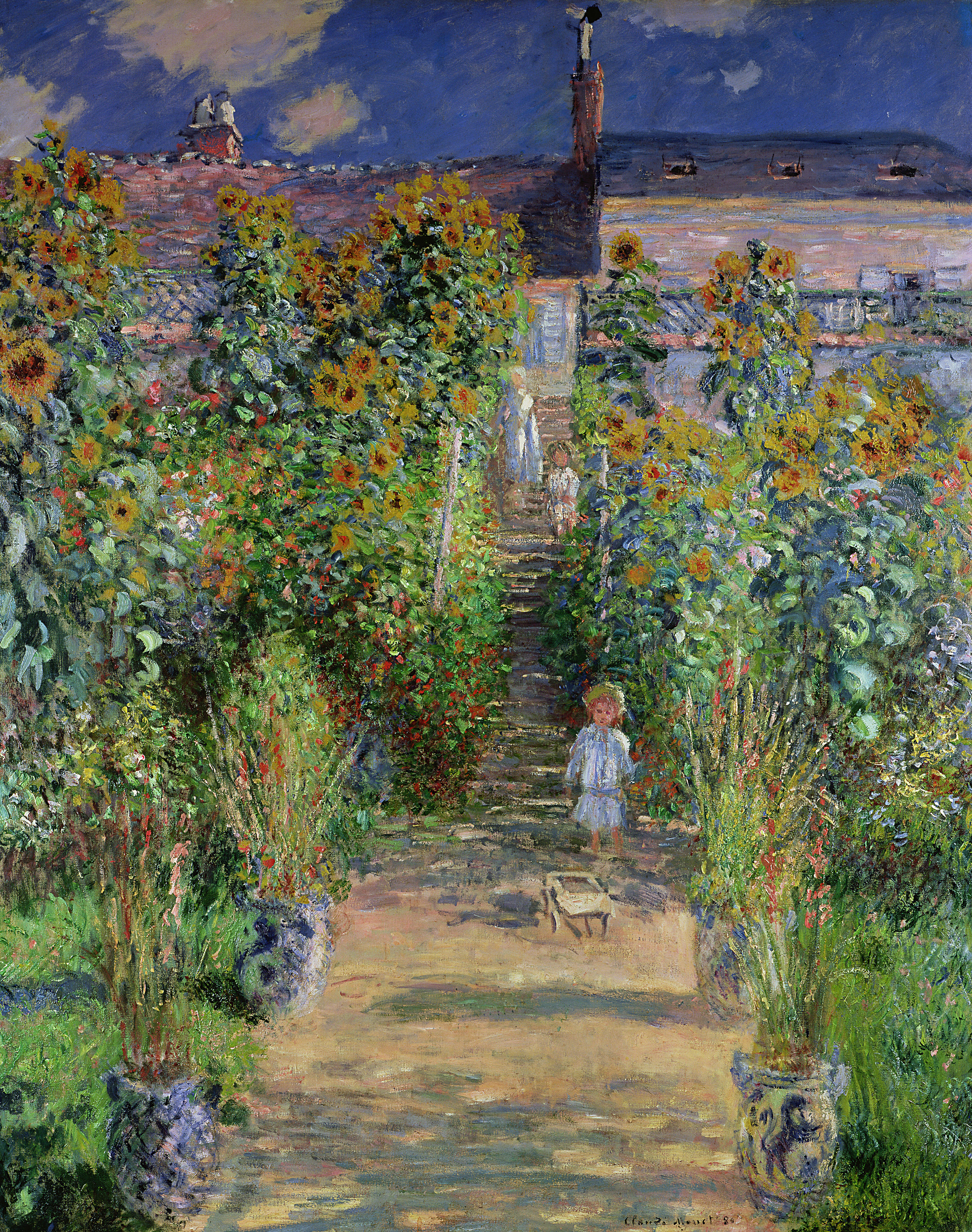
Claude Monet, Le Jardin de Monet à Vétheuil, 1880
Vincent van Gogh, Autoportrait avec palette, August 1889
Paul Gauguin, Autoportrait au nimbe, 1889
Paul Cézanne, Garçon au gilet rouge, 1888–1890
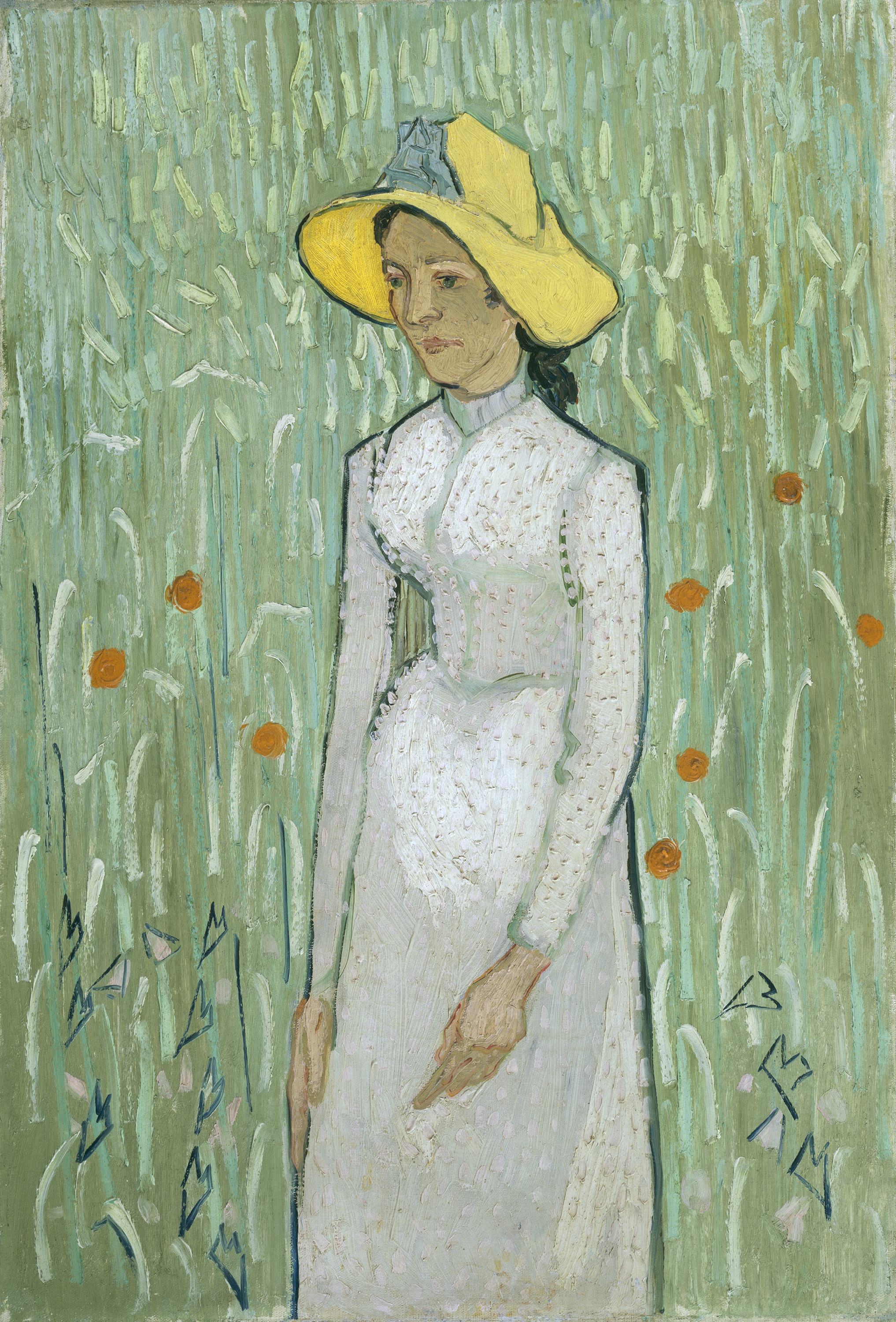
Vincent van Gogh, Jeune Fille en blanc, 1890
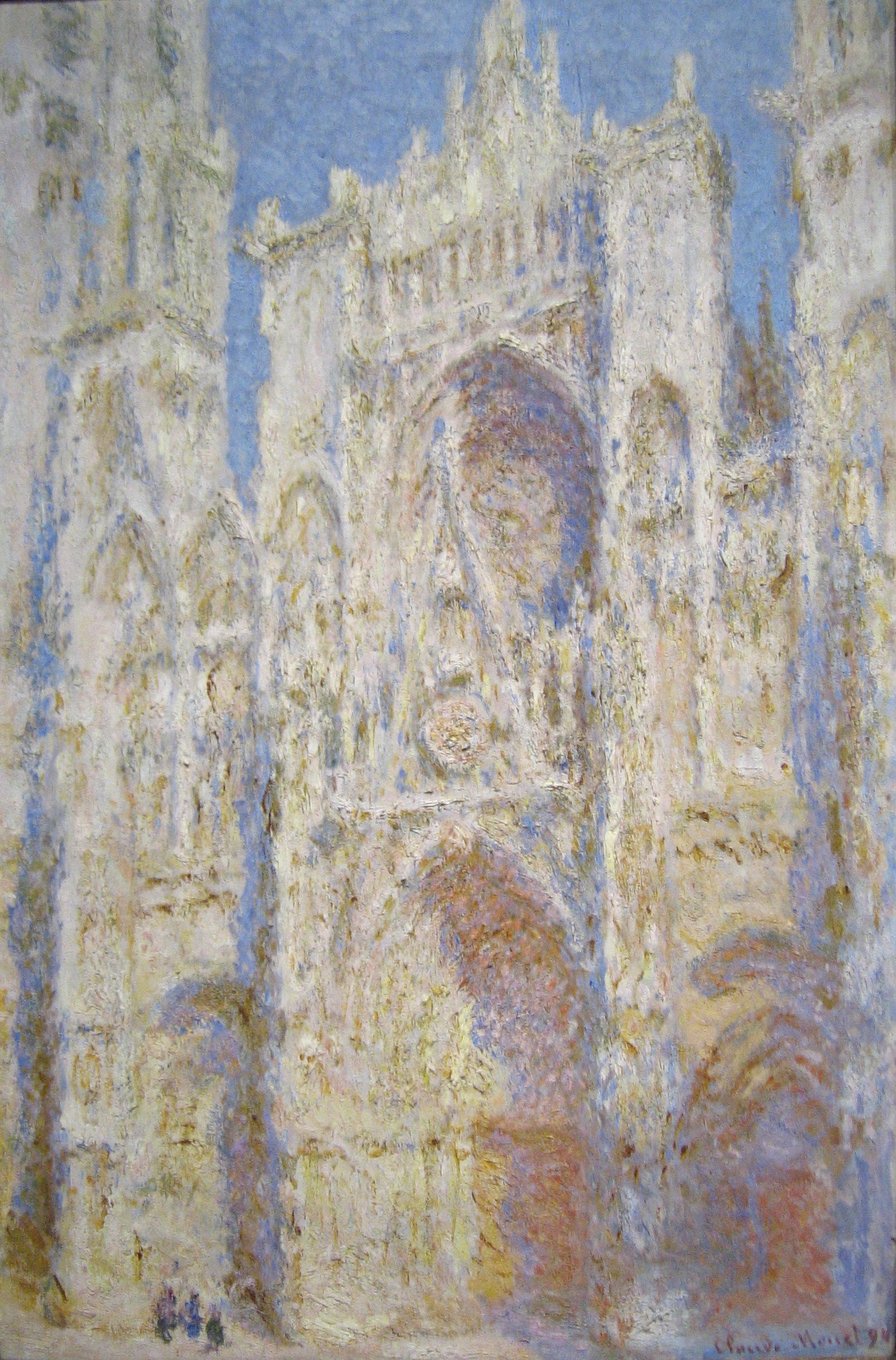
Claude Monet, Cathédrale de Rouen, le portail, soleil, 1894
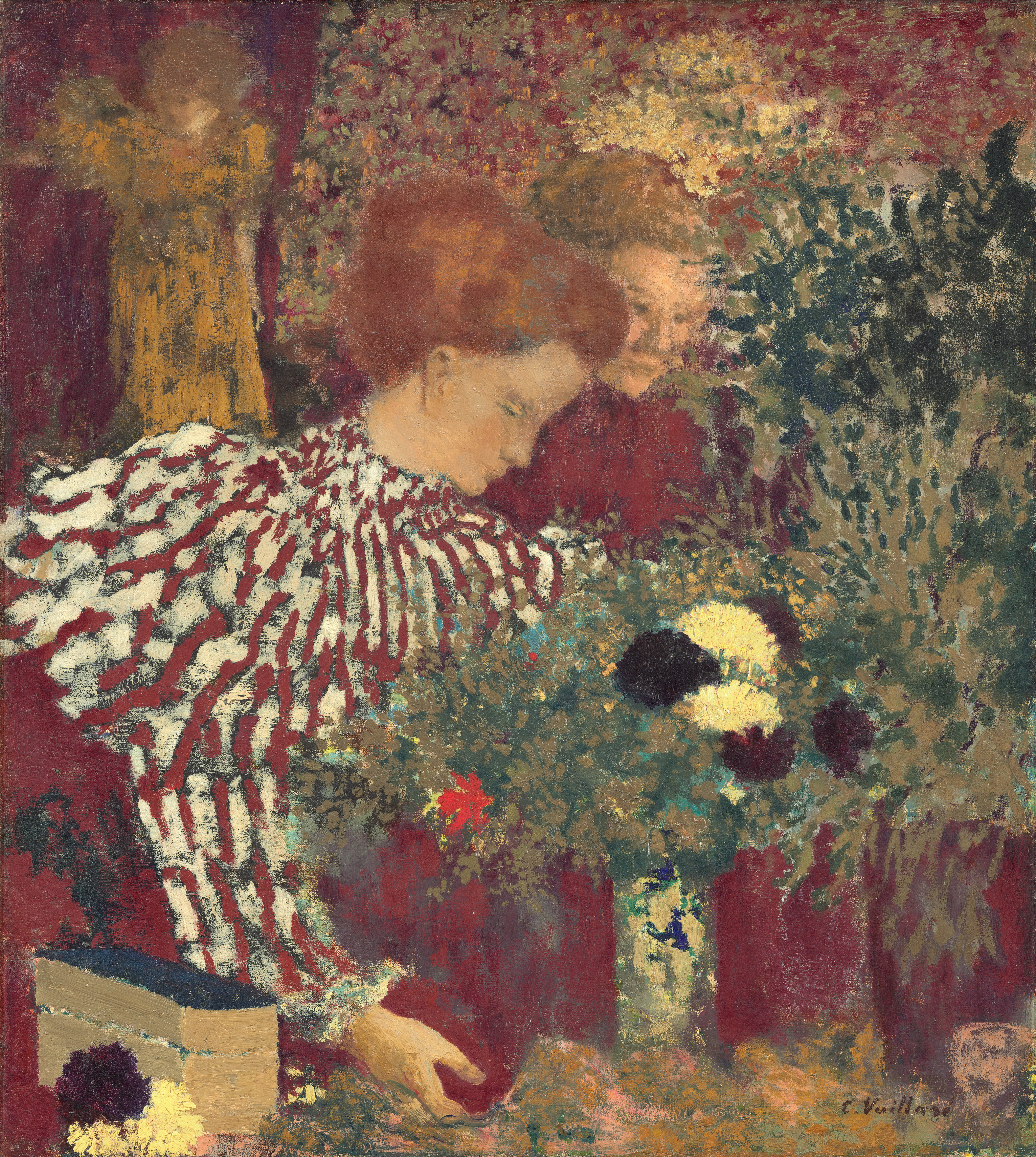
Édouard Vuillard, Le Corsage rayé, 1895

### XXesiècle
- André Derain : Montagnes à Collioure (1905)
- Albert Gleizes : Les Joueurs de football (1912-1913)
- Gustav Klimt : Le Bébé (1917-1918)
- Roger de La Fresnaye : Les Baigneurs (1912)
- René Magritte : La Condition humaine (1933), Le Blanc-Seing (1965)
- Henri Matisse : Fenêtre ouverte, Collioure (1905), Les Gorges du Loup (1920-1925), Odalisque aux bras levés (1923), Pianiste et Joueurs de dames (1924), Femme assise dans un fauteuil (1940), Nature morte à la dormeuse (1940), Grande Décoration aux masques (1953)
- Joan Miró : La Ferme (1921-1922)
- Amedeo Modigliani : Adrienne (1917), Chanteuse de café-concert (1917), Madame Kisling (vers 1917), Nu sur un coussin bleu (1917), Portrait de Léon Bakst (1917), Soutine assis à une table (1917), La Bohémienne (1919)
- Francis Picabia : La Procession, Séville (1912)
- Pablo Picasso : Famille de saltimbanques (1905)
- Auguste Rodin
- Henri Rousseau : La Jungle équatoriale (1909), Forêt tropicale avec singes (1910)

XXe siècle
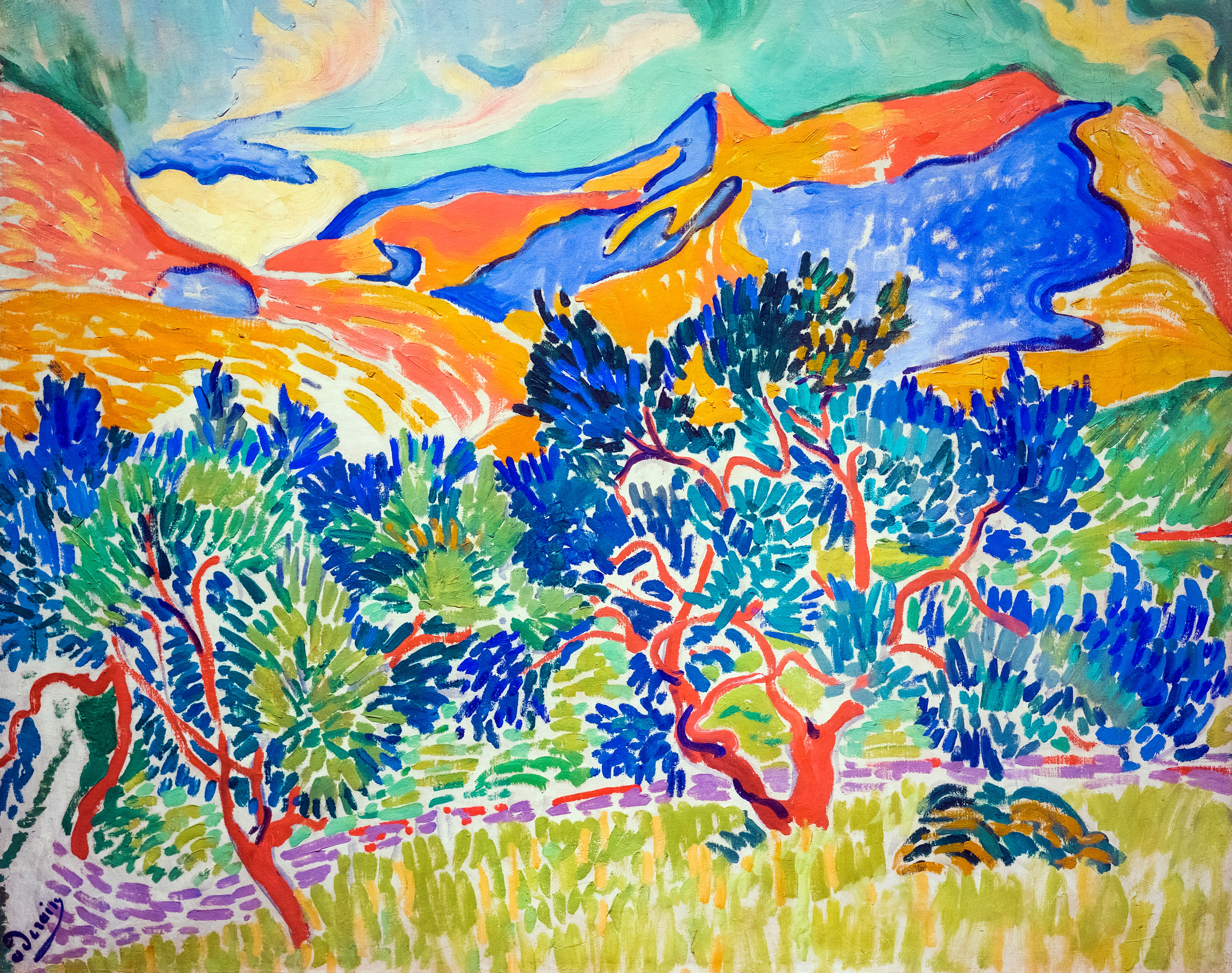
André Derain, Montagnes à Collioure, 1905.
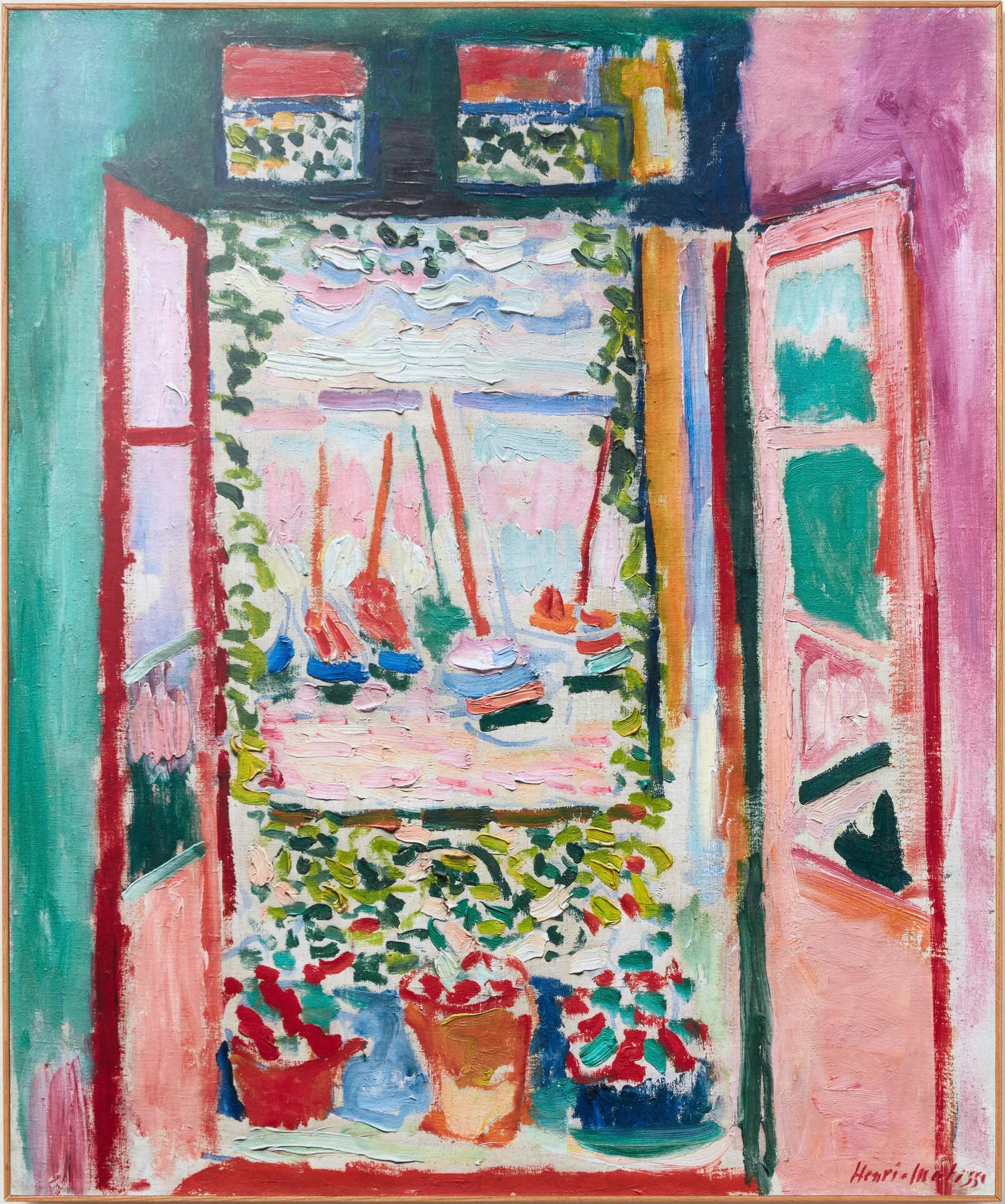
Henri Matisse, Fenêtre ouverte, Collioure, 1905.
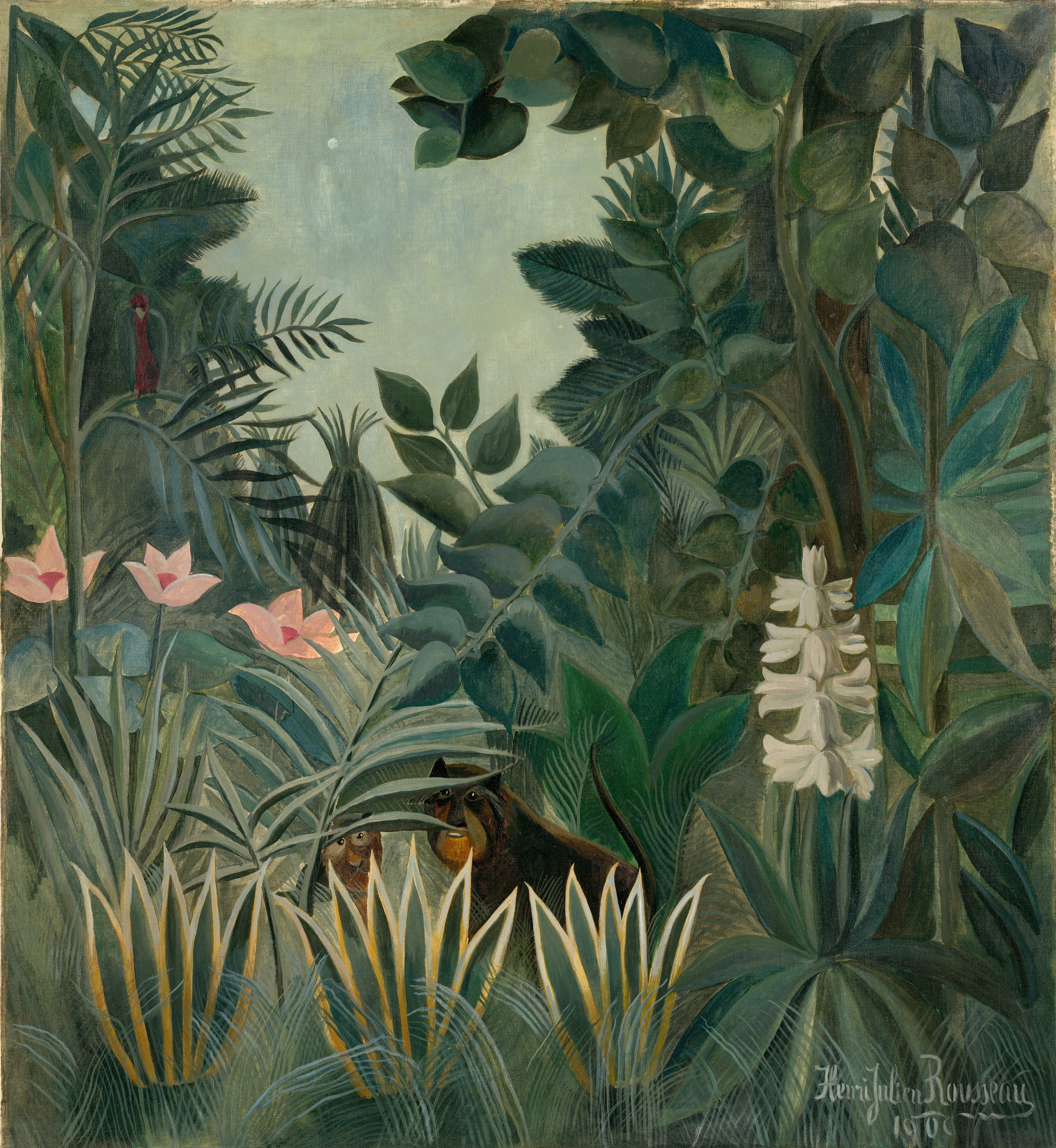
Henri Rousseau, La Jungle équatoriale, 1909.
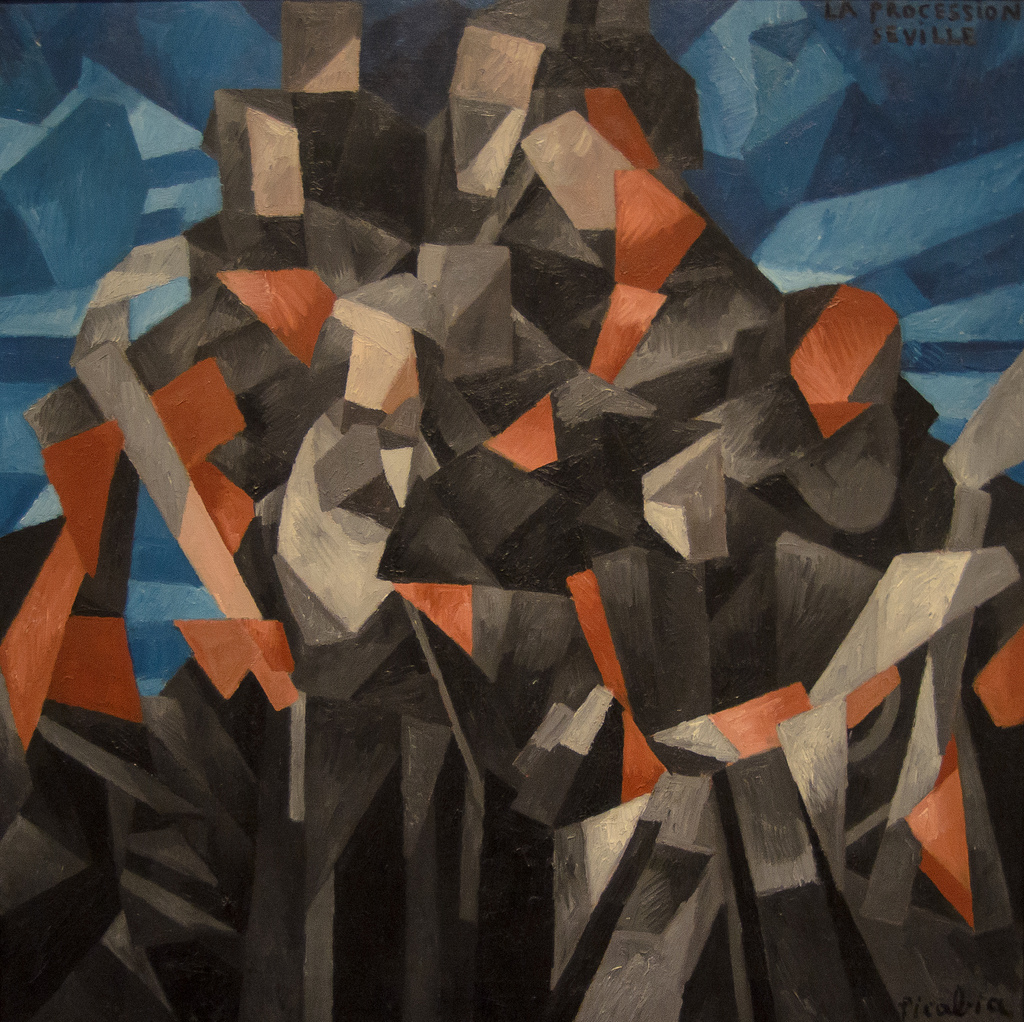
Francis Picabia, La Procession, Séville, 1912.
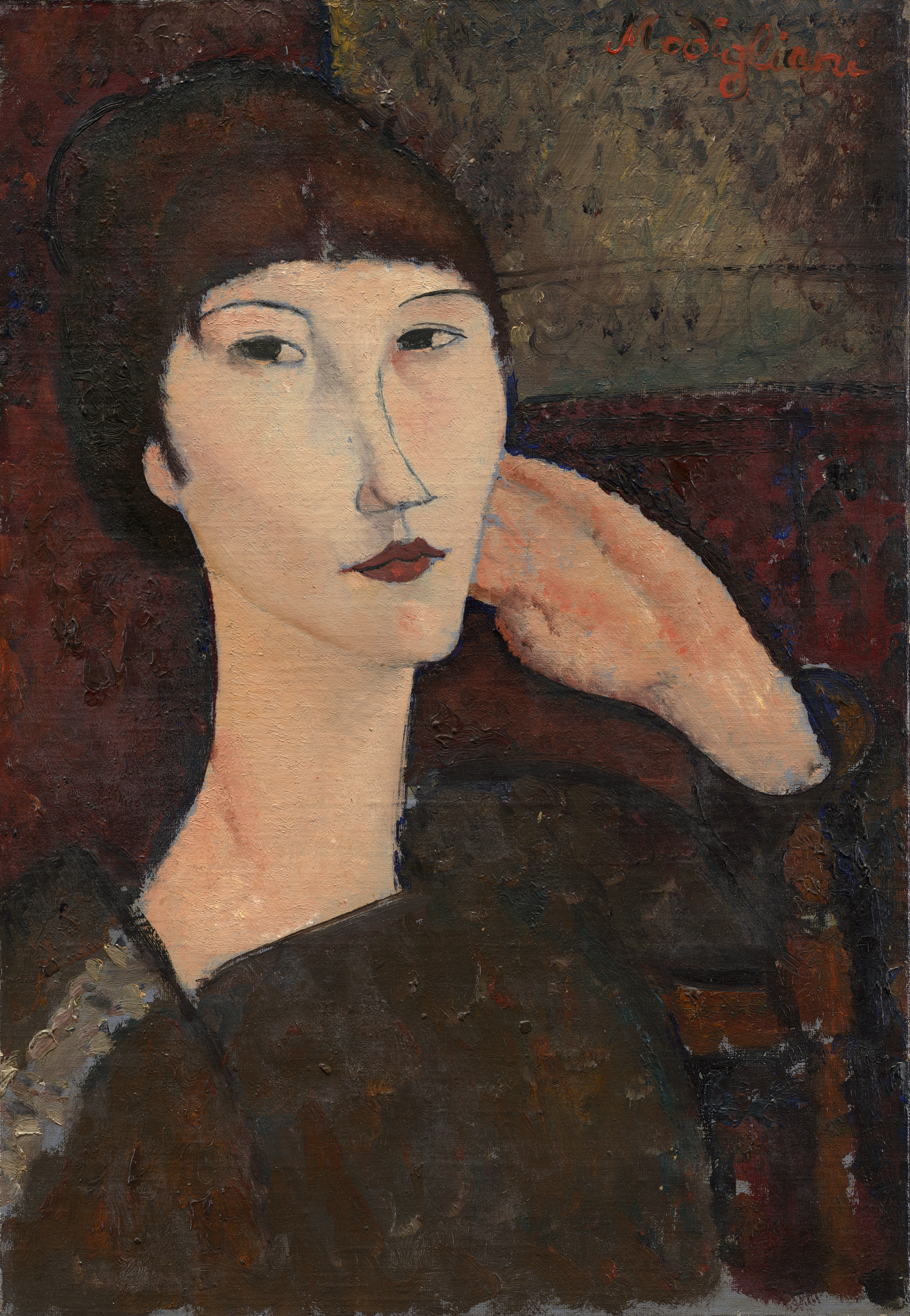
Amedeo Modigliani, Adrienne, 1917.
Amedeo Modigliani, Nu sur un coussin bleu, 1917.
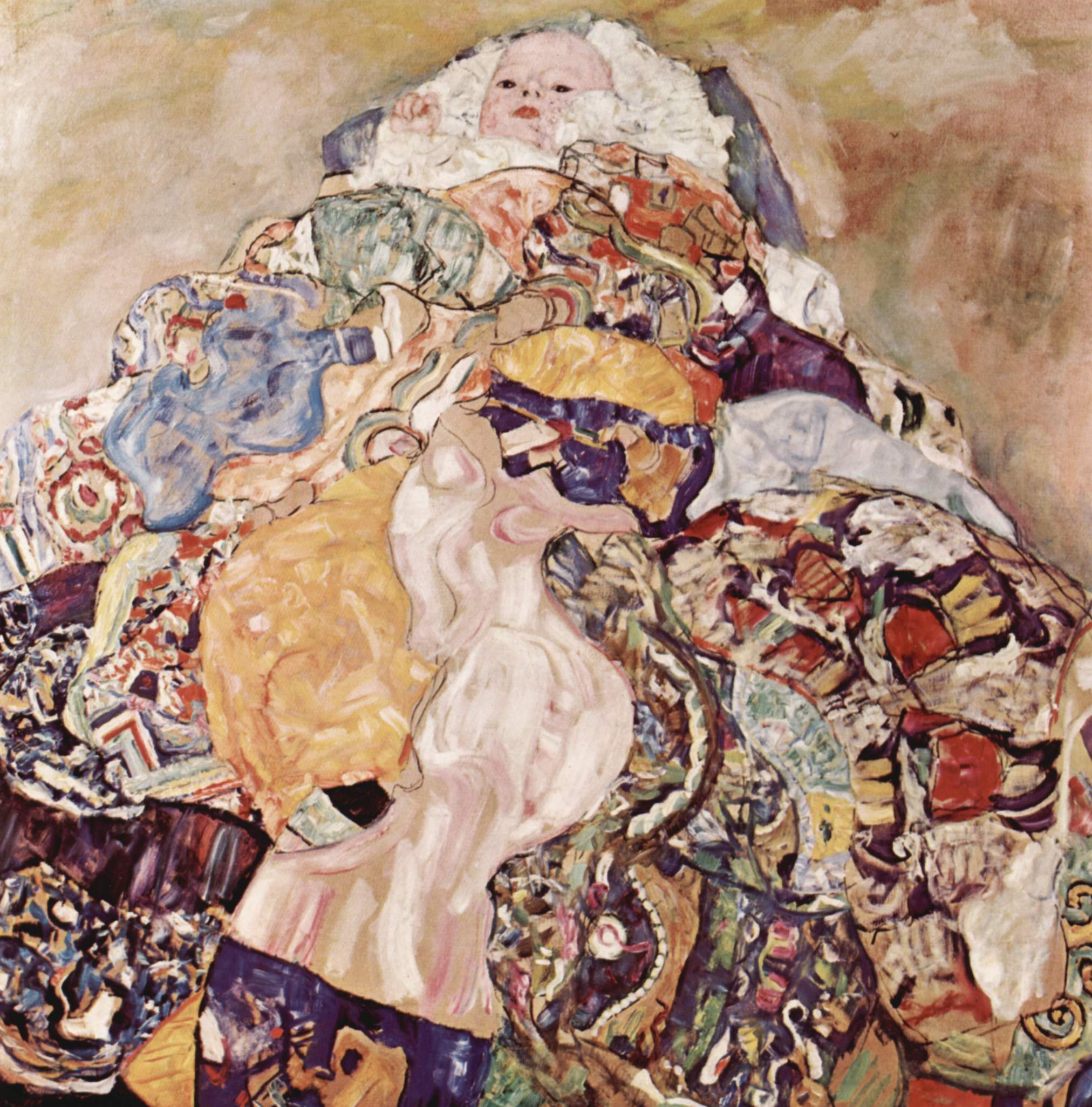
Gustav Klimt, Le Bébé, 1917-1918.
Amedeo Modigliani, La Bohémienne, 1919.
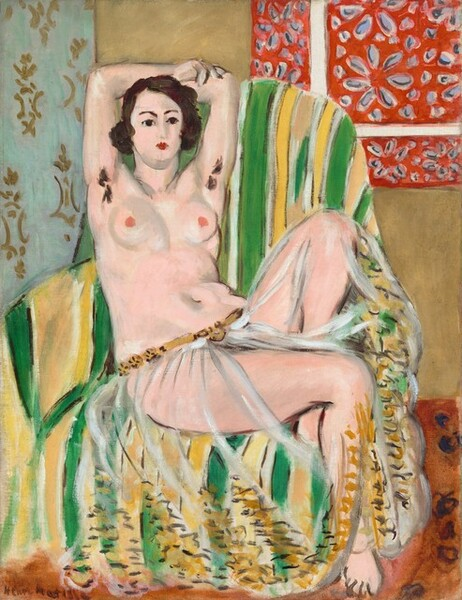
Henri Matisse, Odalisque aux bras levés, 1923.

## Liste sélective des œuvres de la collection de peinture et sculpture américaines

### XVIIIesiècle
- John Singleton Copley, Watson et le Requin, 1778
- Edward Savage, La famille Washington (1789-1796)
- Gilbert Stuart : Mrs Richard Yates (1793-1794), Le Patineur, 1782
- Benjamin West : Le Colonel Guy Johnson (1776).

XVIIIe siècle
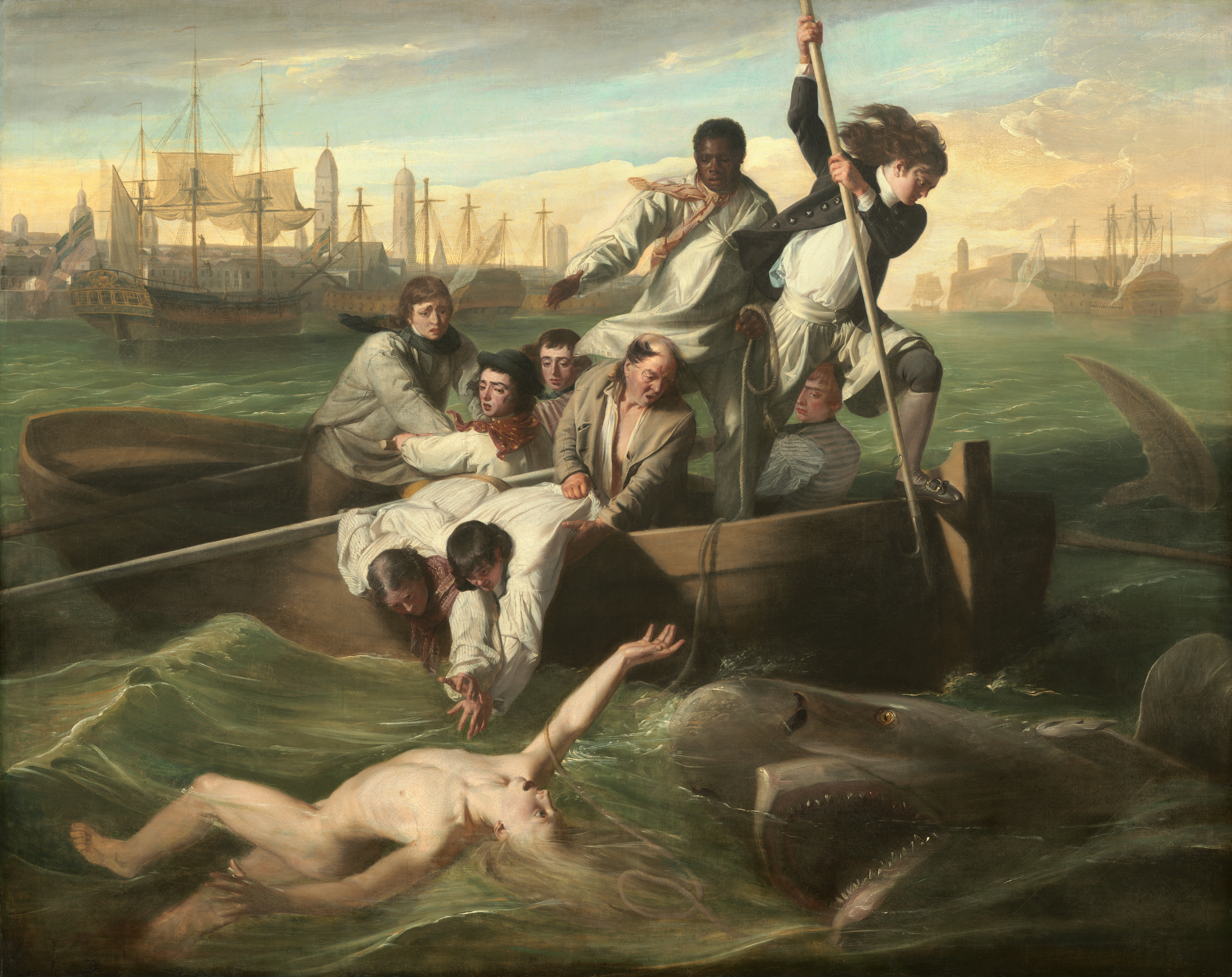
John Singleton Copley, Watson et le Requin, (original version), 1778.
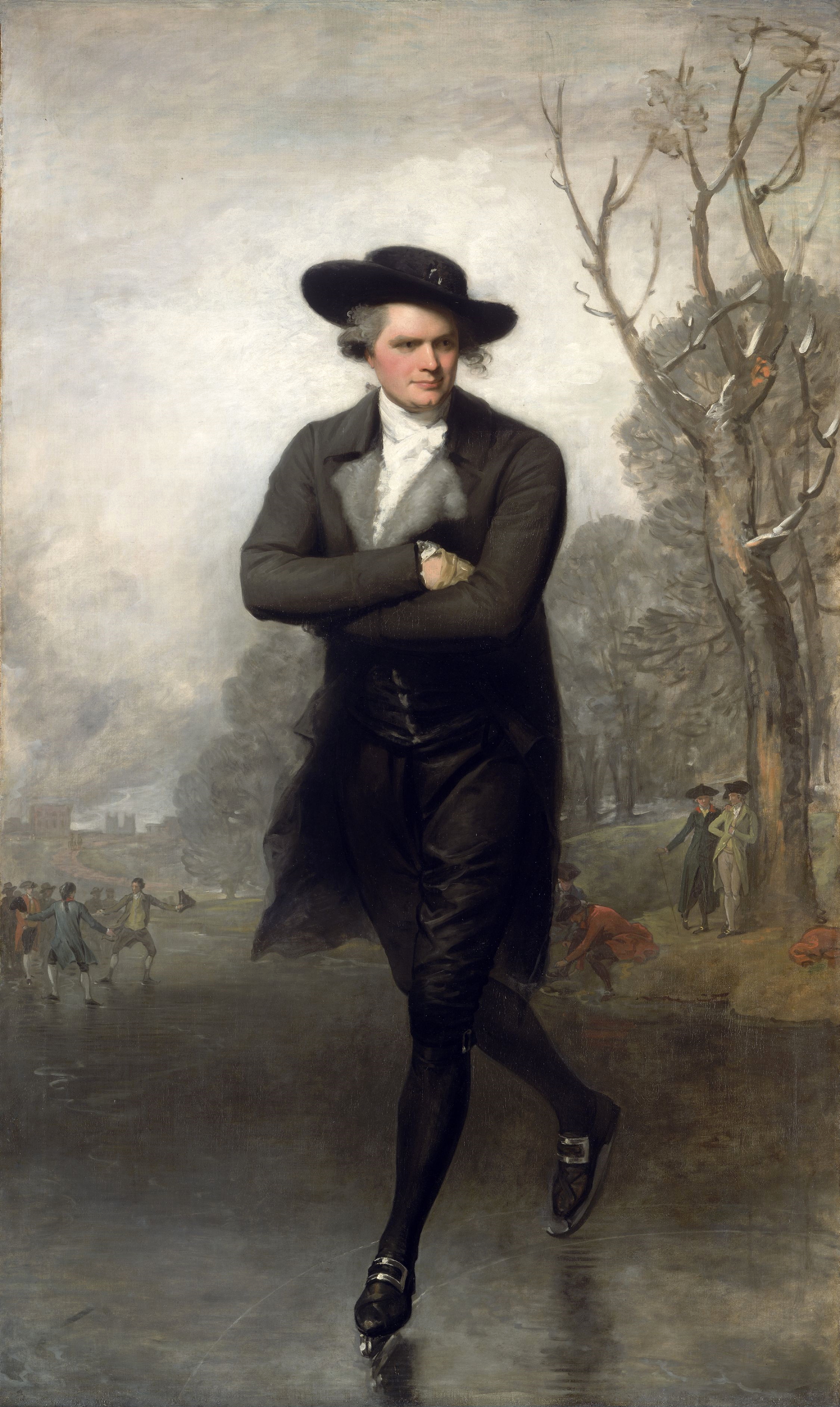
Gilbert Stuart, Le Patineur, 1782.
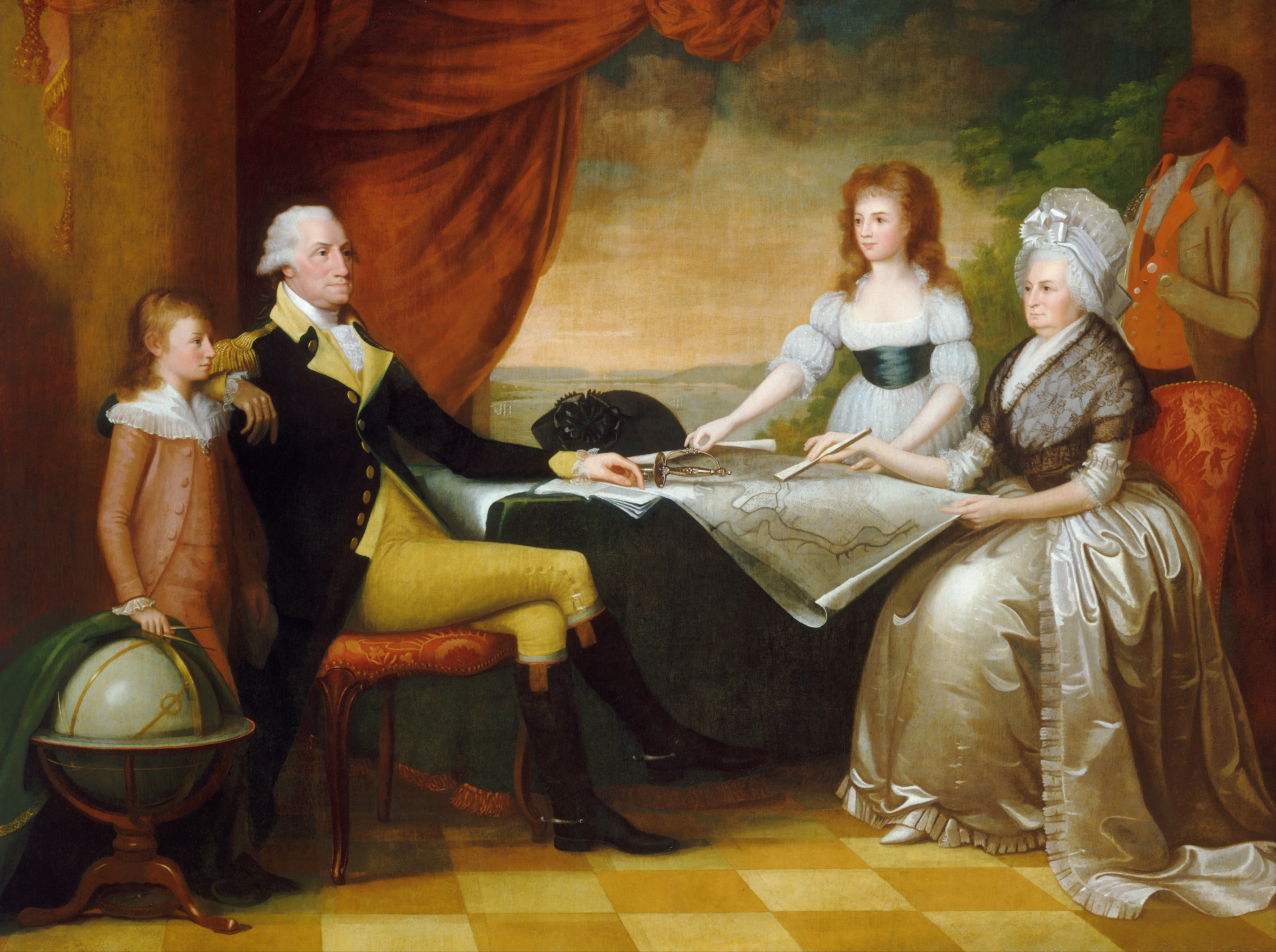
Edward Savage, La famille Washington, 1789-1796

### XIXesiècle
- Albert Bierstadt : Le Dernier des bisons (1888).
- Mary Cassatt : Promenade en barque (1893).
- Frederic Edwin Church : Niagara (1857), El Rio de Luz (1877).
- Thomas Cole : Le Voyage de la vie (1842), Vue d'un passage de montagne dit le défilé des Montagnes Blanches (défilé Crawford) (1839).
- Jasper Francis Cropsey : Automne sur le fleuve Hudson (1860).
- Martin Johnson Heade : l'Orchidée de Cattleya et trois colibris brésiliens (1871), Baie de Rio de Janeiro (1864).
- Winslow Homer : La Corne du dîner (1870), Le vent se lève (Un vent favorable) (1873), Automne (1877).
- John Frederick Kensett : Rocher de Beacon, port de Newport (1857).
- Fitz Hugh Lane : Goélettes de bois le soir dans la Baie de Penobscot (1860).
- John Singer Sargent : Rue à Venise (1882)
- James Abbott McNeill Whistler : Symphonie en blanc n° 1 : La Jeune Fille en blanc (1861-1863).

XIXe siècle
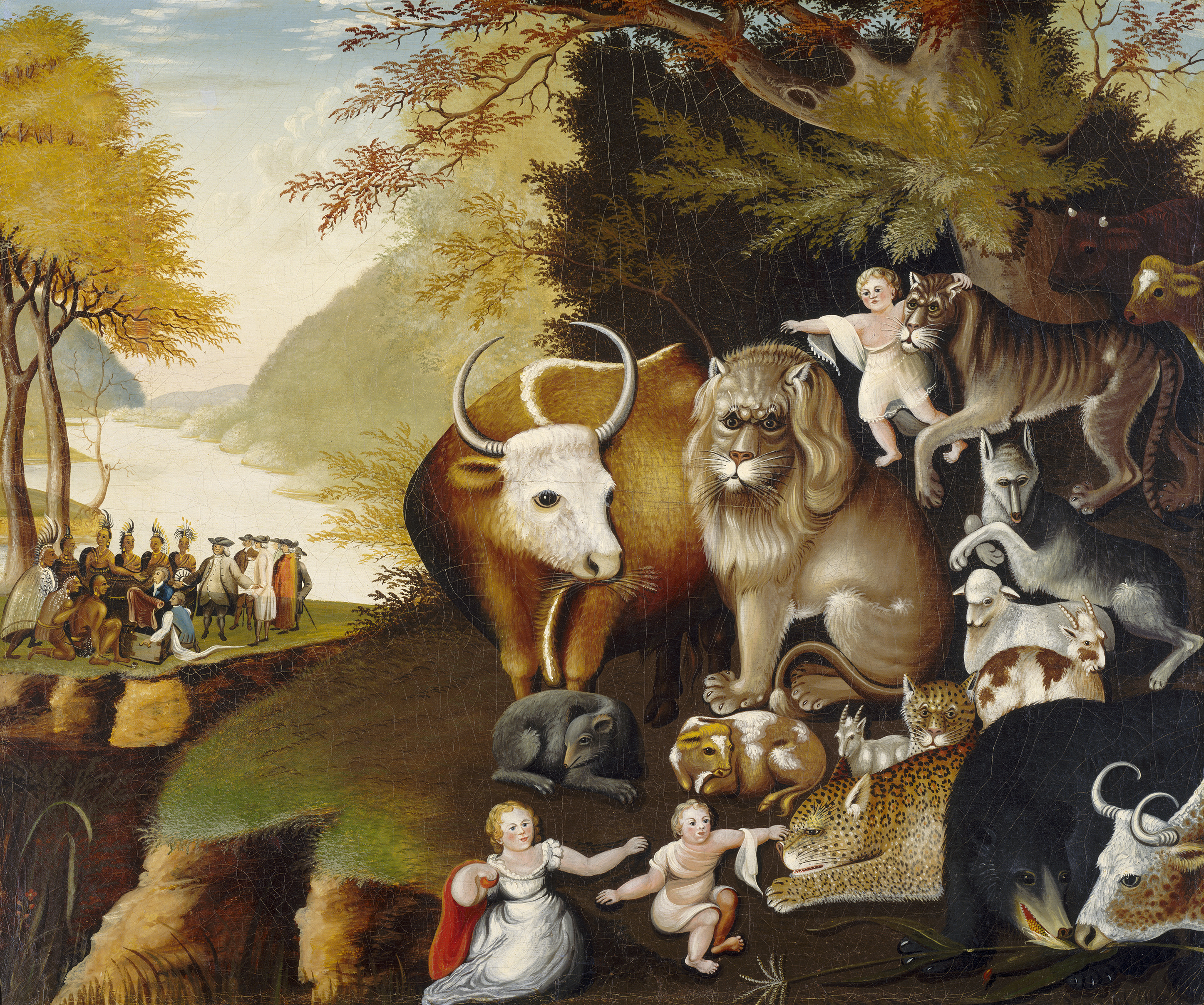
Edward Hicks, Peaceable Kingdom, c. 1834.
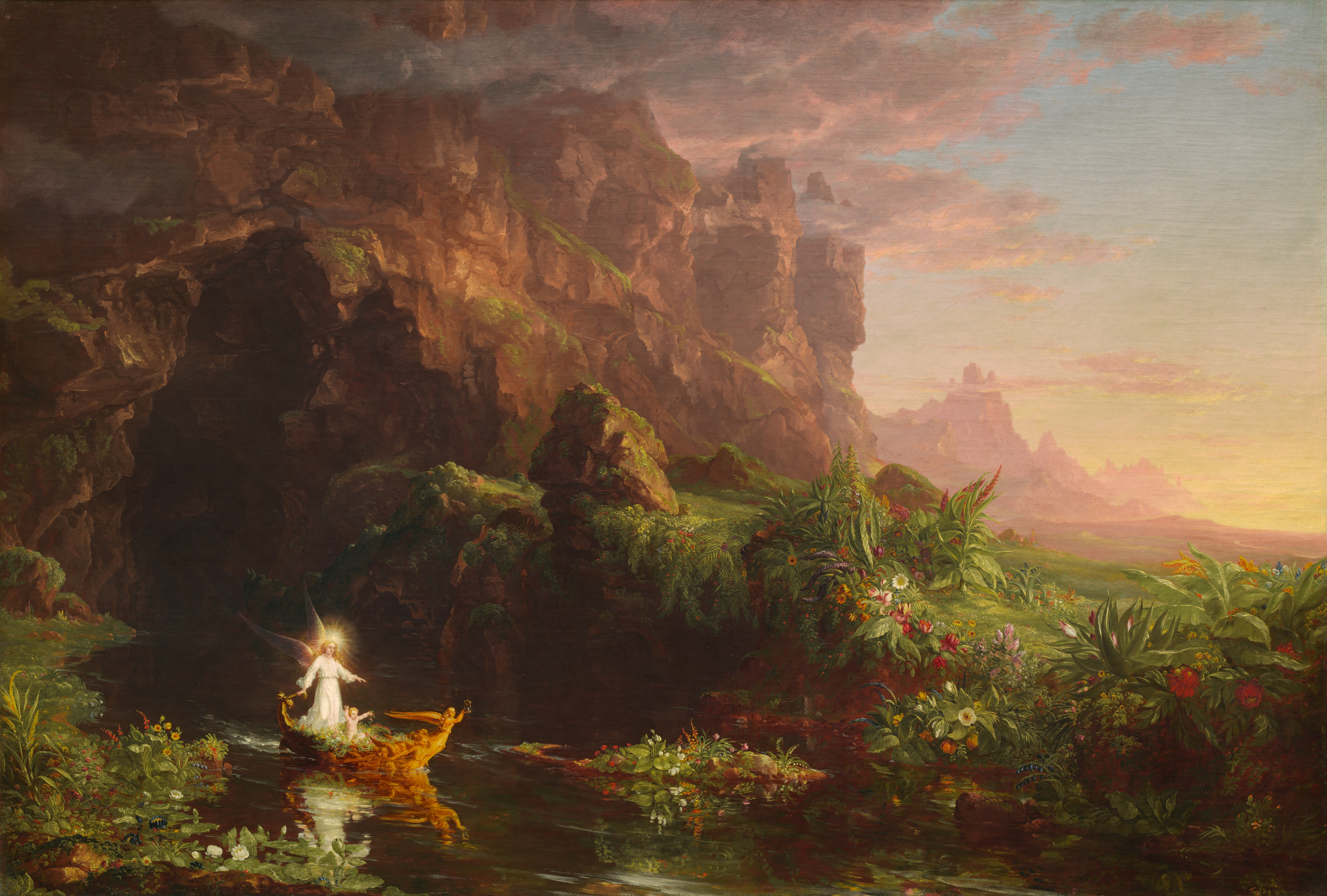
Thomas Cole, Le Voyage de la vie : Enfance.
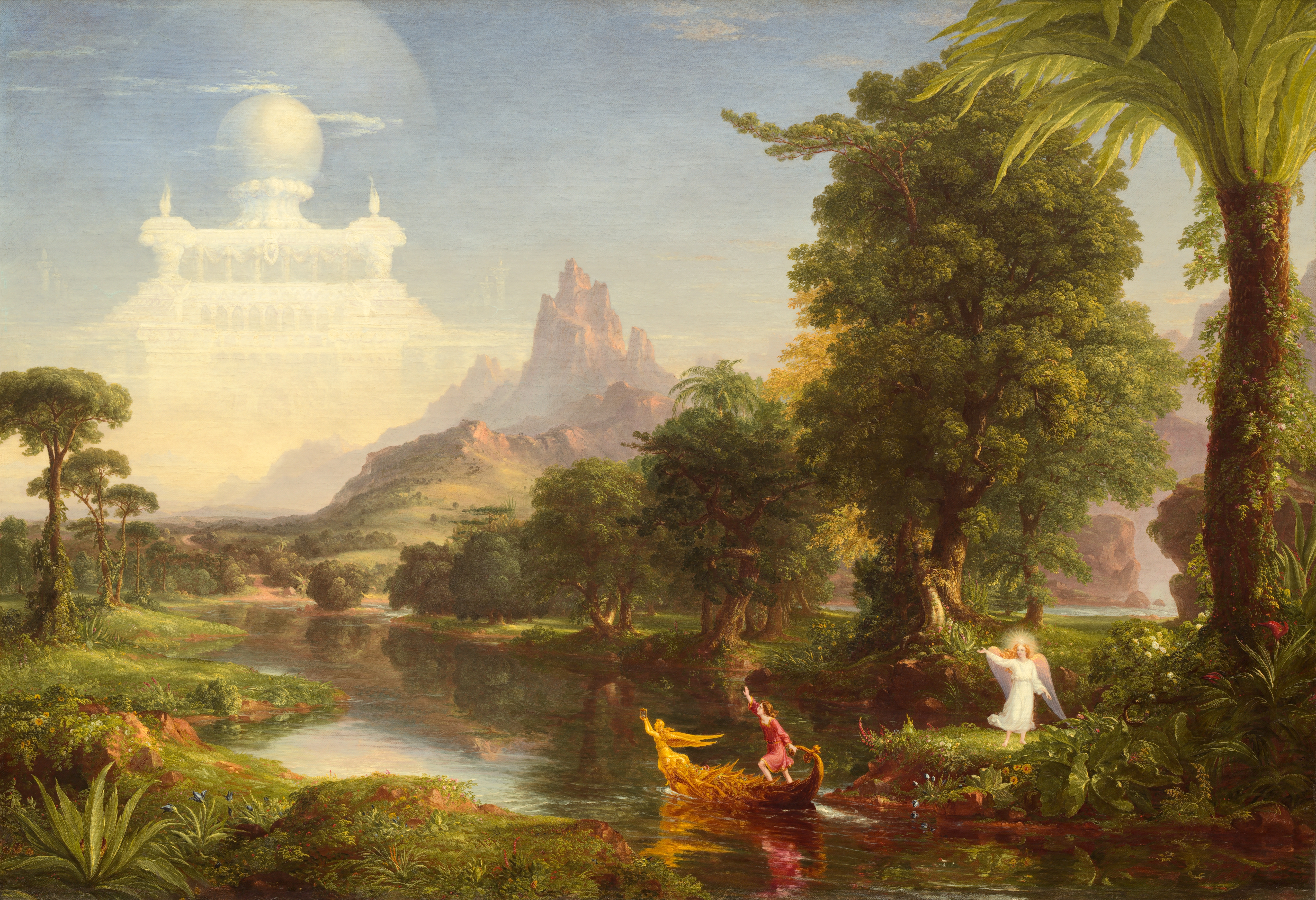
Thomas Cole, Le Voyage de la vie : Jeunesse.
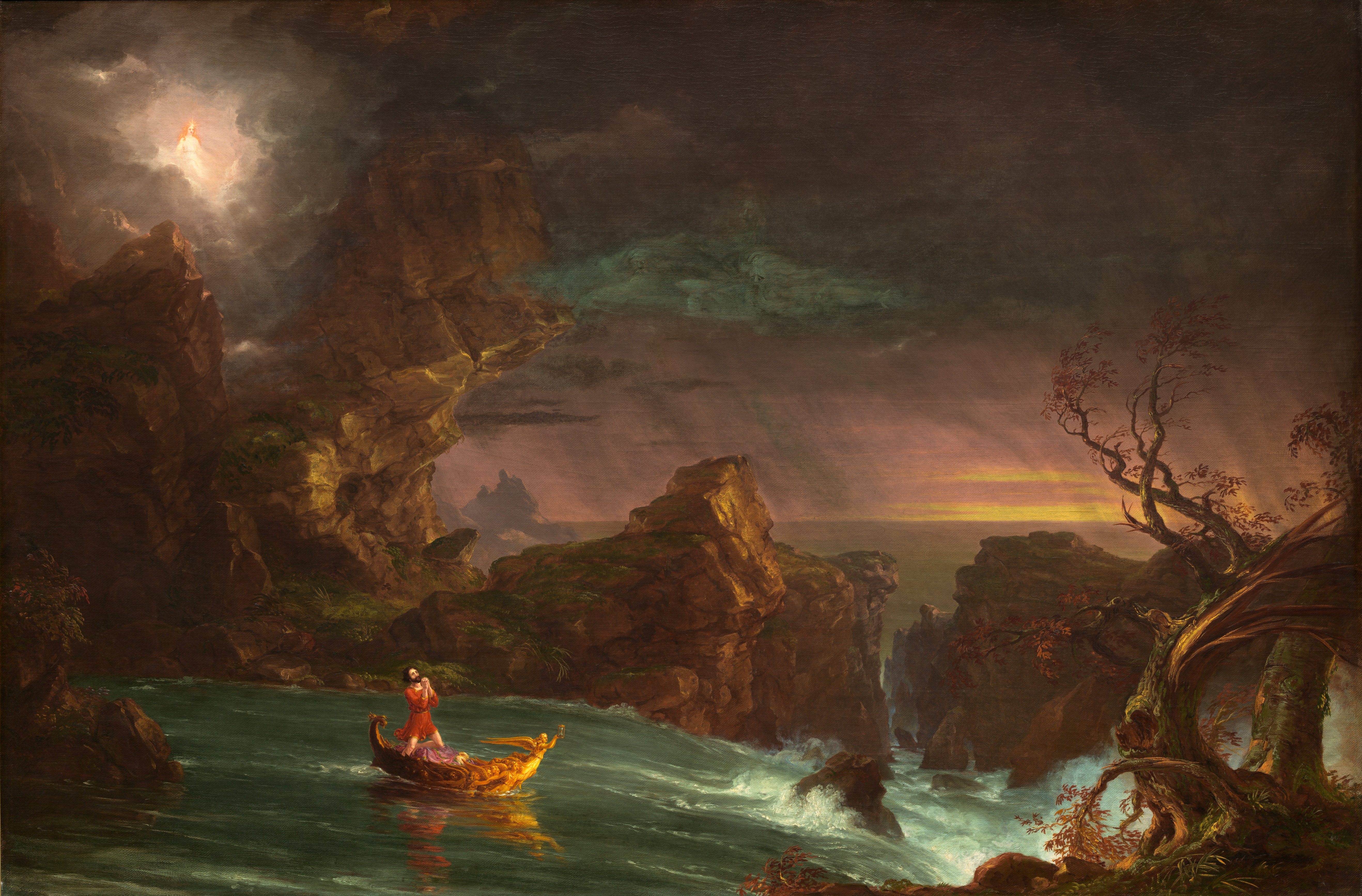
Thomas Cole, Le Voyage de la vie : Maturité.
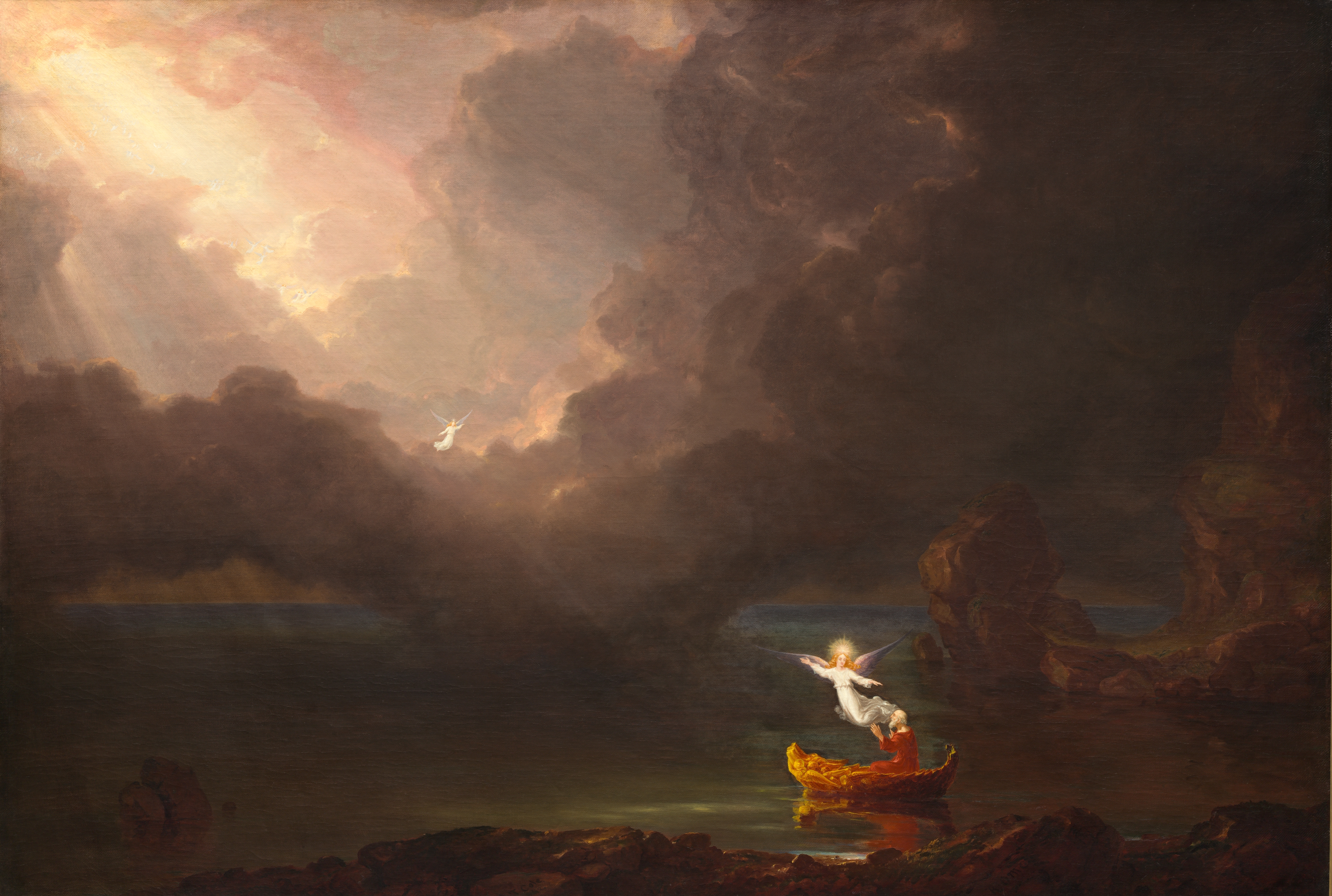
Thomas Cole, Le Voyage de la vie : Vieillesse.
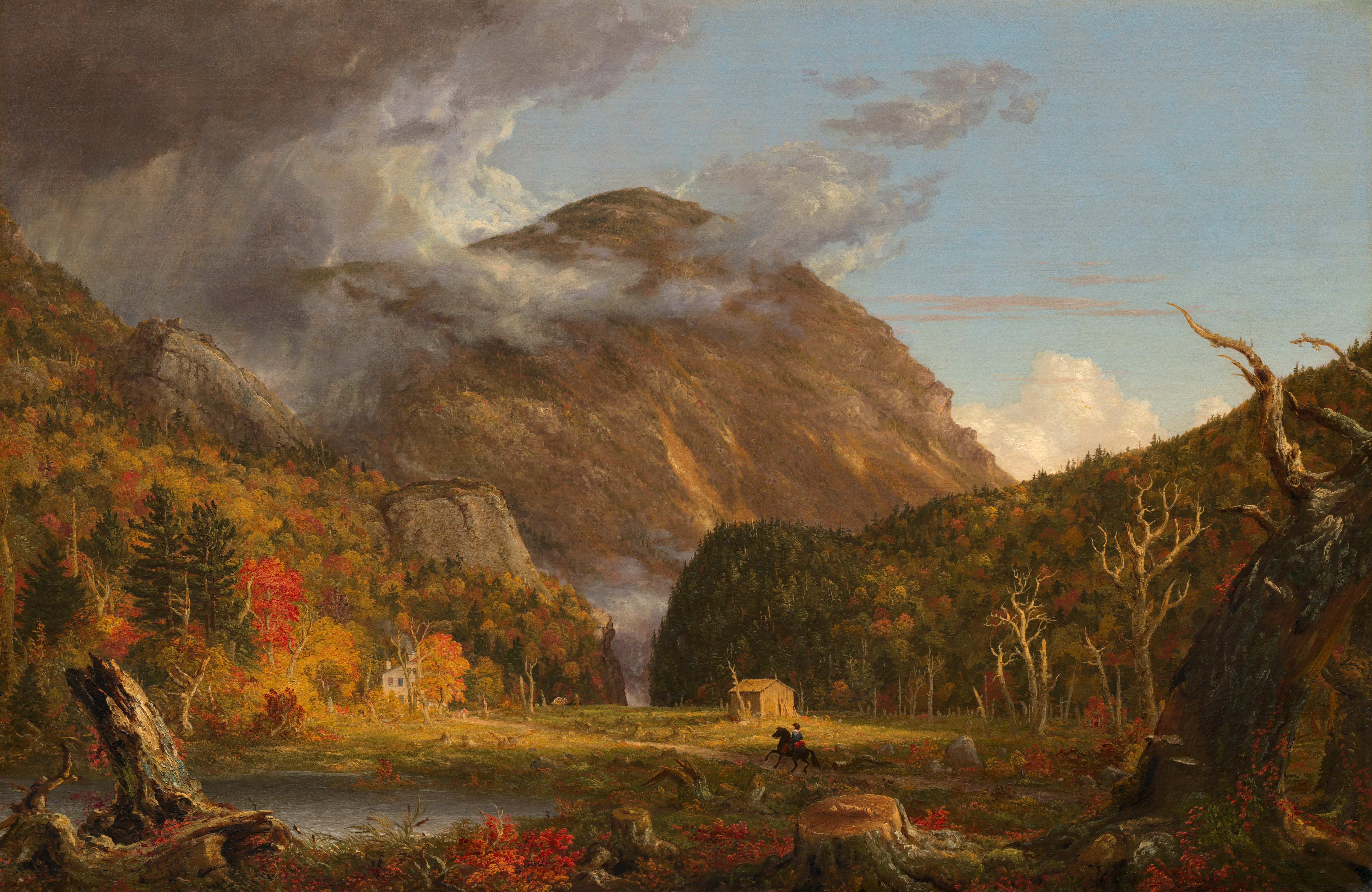
Thomas Cole, A View of the Mountain Pass Called the Notch of the White Mountains (Crawford Notch), 1839.
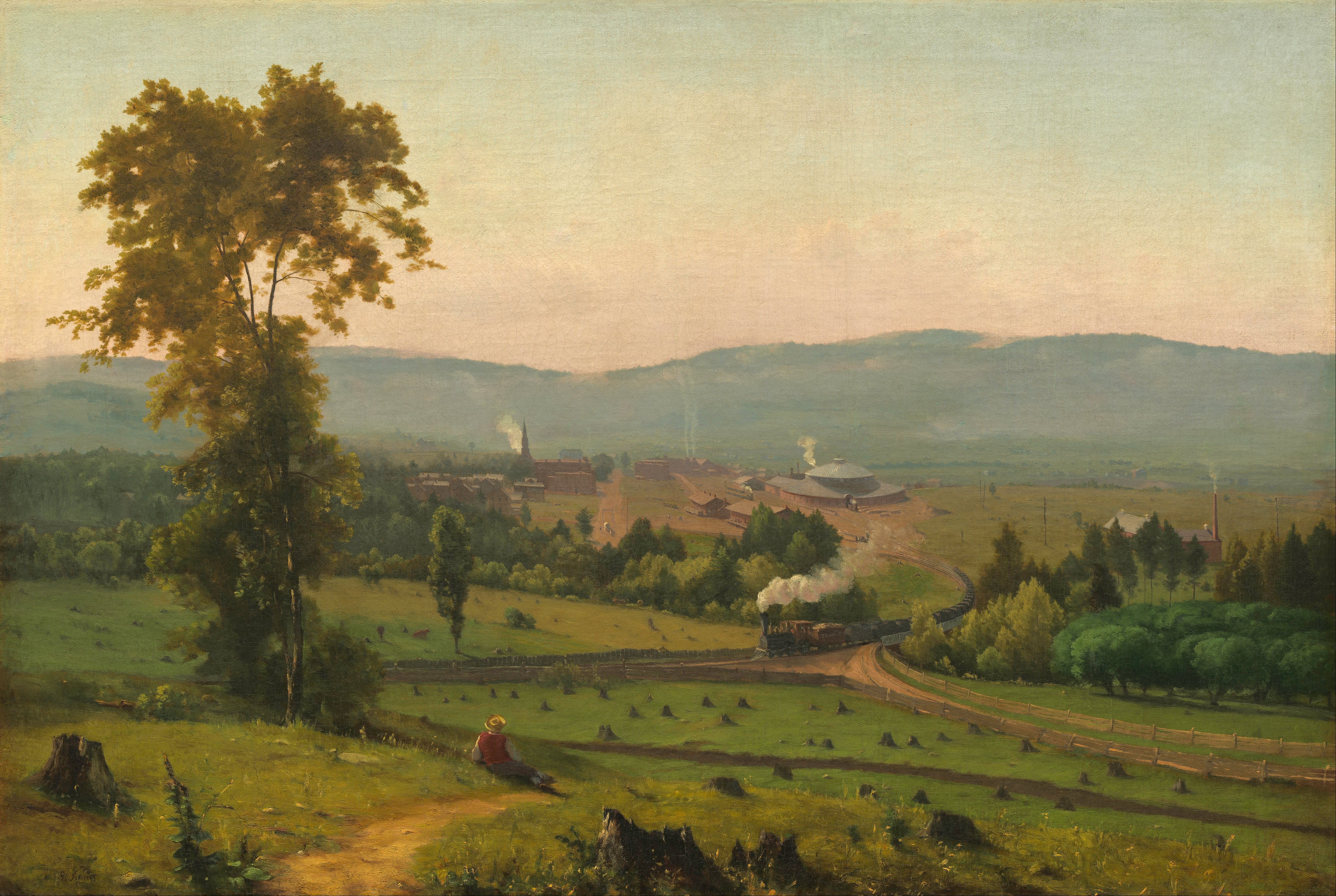
George Inness, The Lackawanna Valley, 1855.
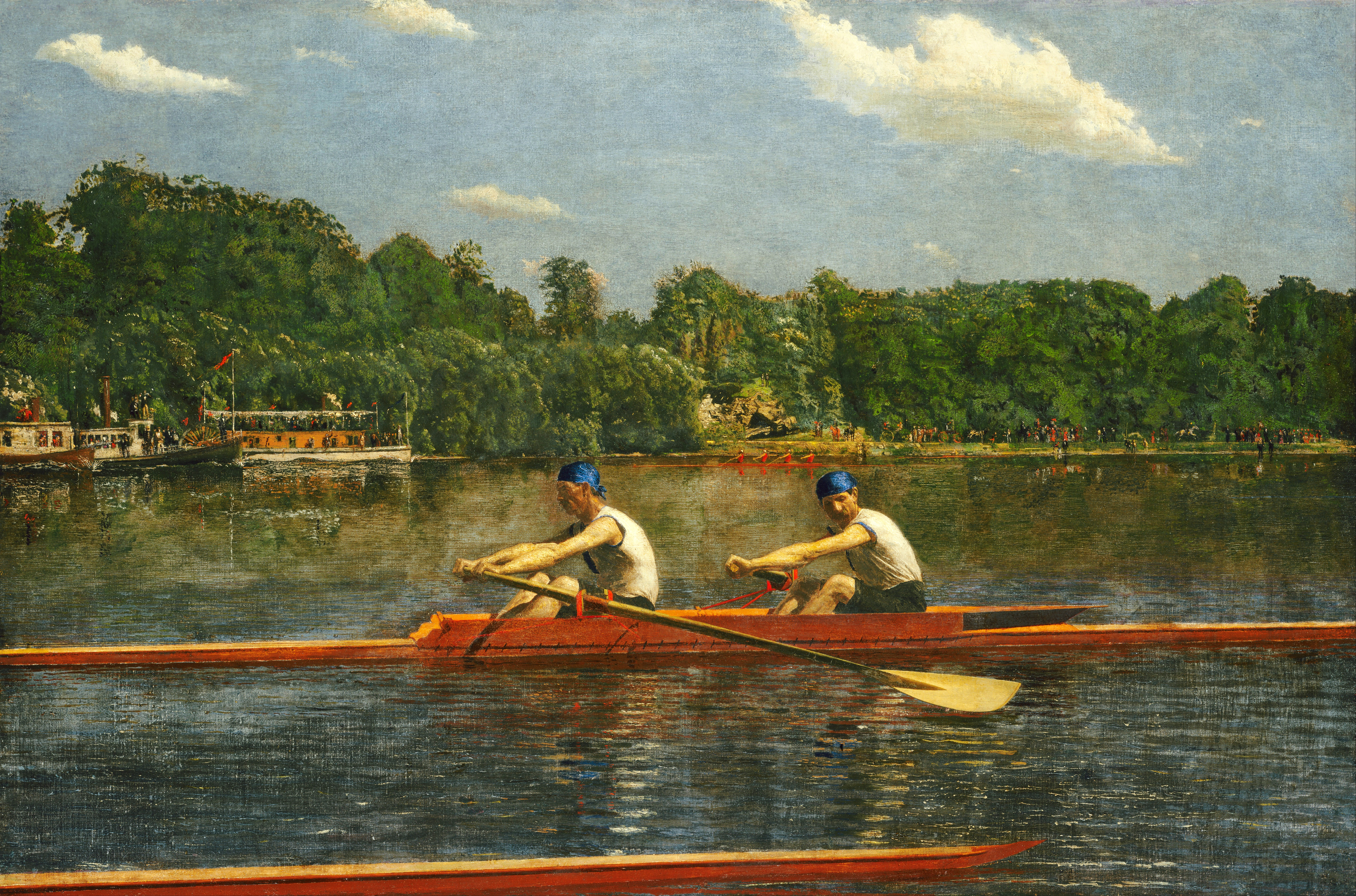
Thomas Eakins, The Biglin Brothers Racing, 1873.
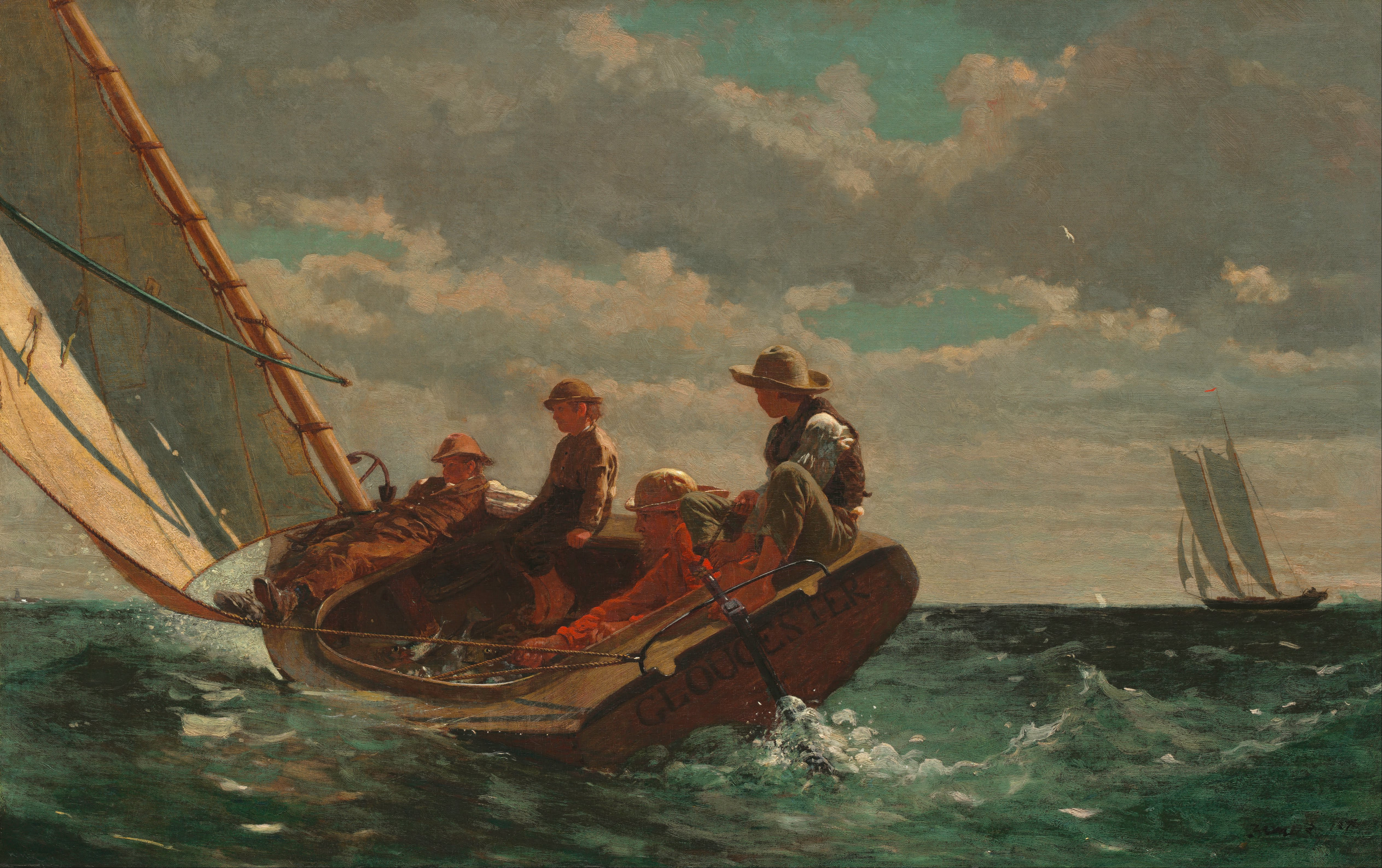
Winslow Homer, Le vent se lève (Un vent favorable), 1873–1876.
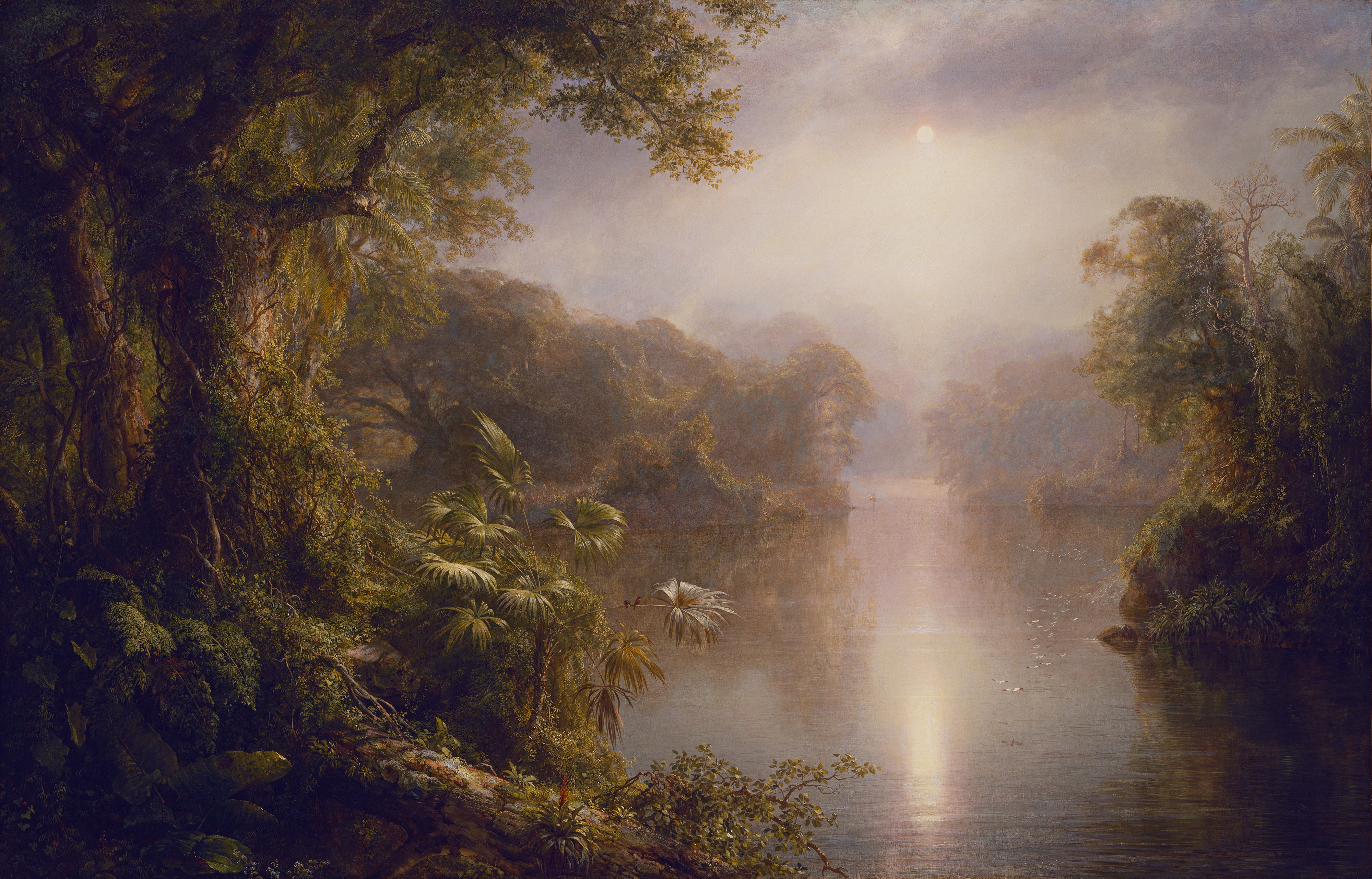
Frederic Edwin Church, El Rio de Luz,  1877.
Mary Cassatt, The Loge, 1882.
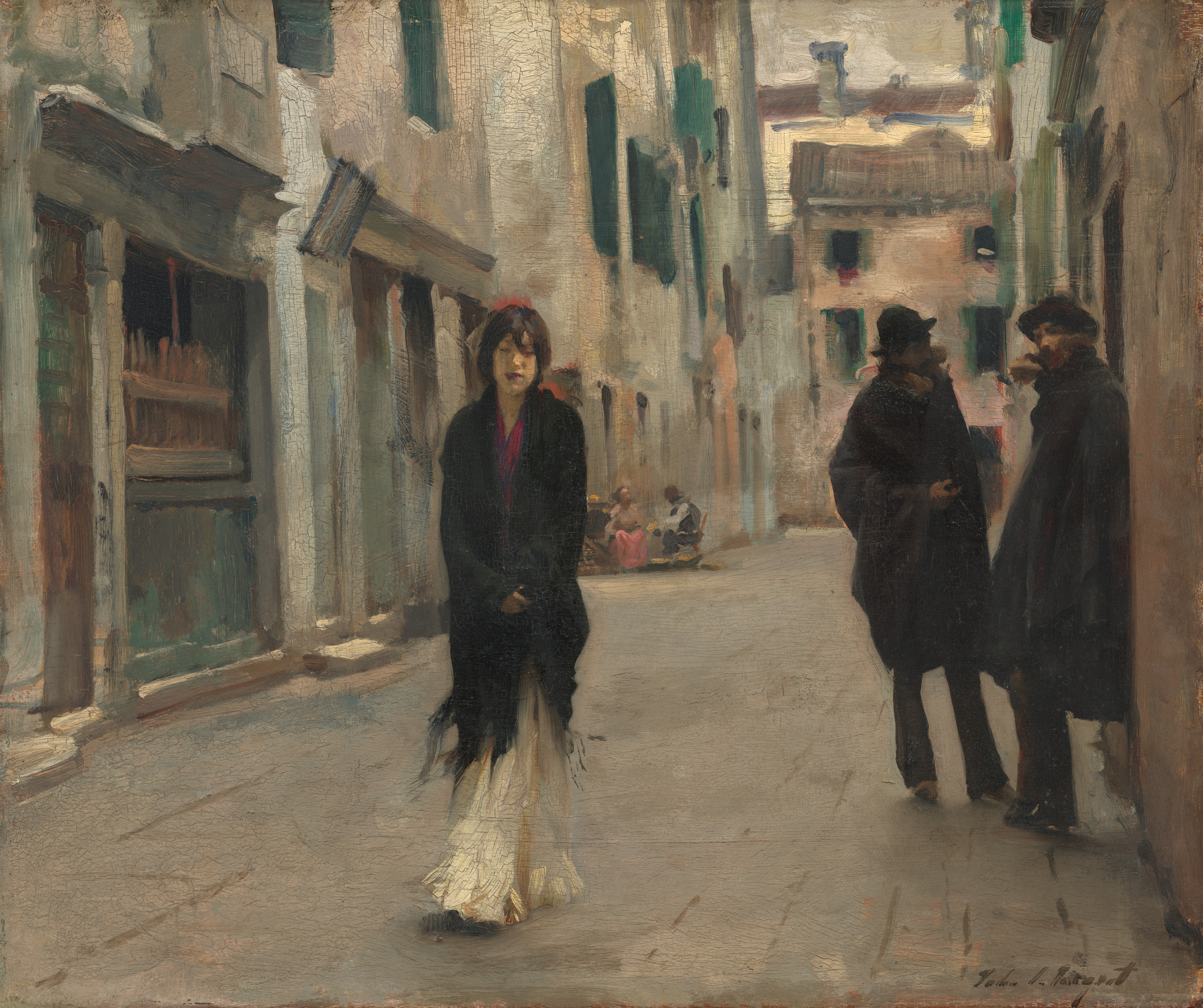
John Singer Sargent, Rue à Venise, 1882.
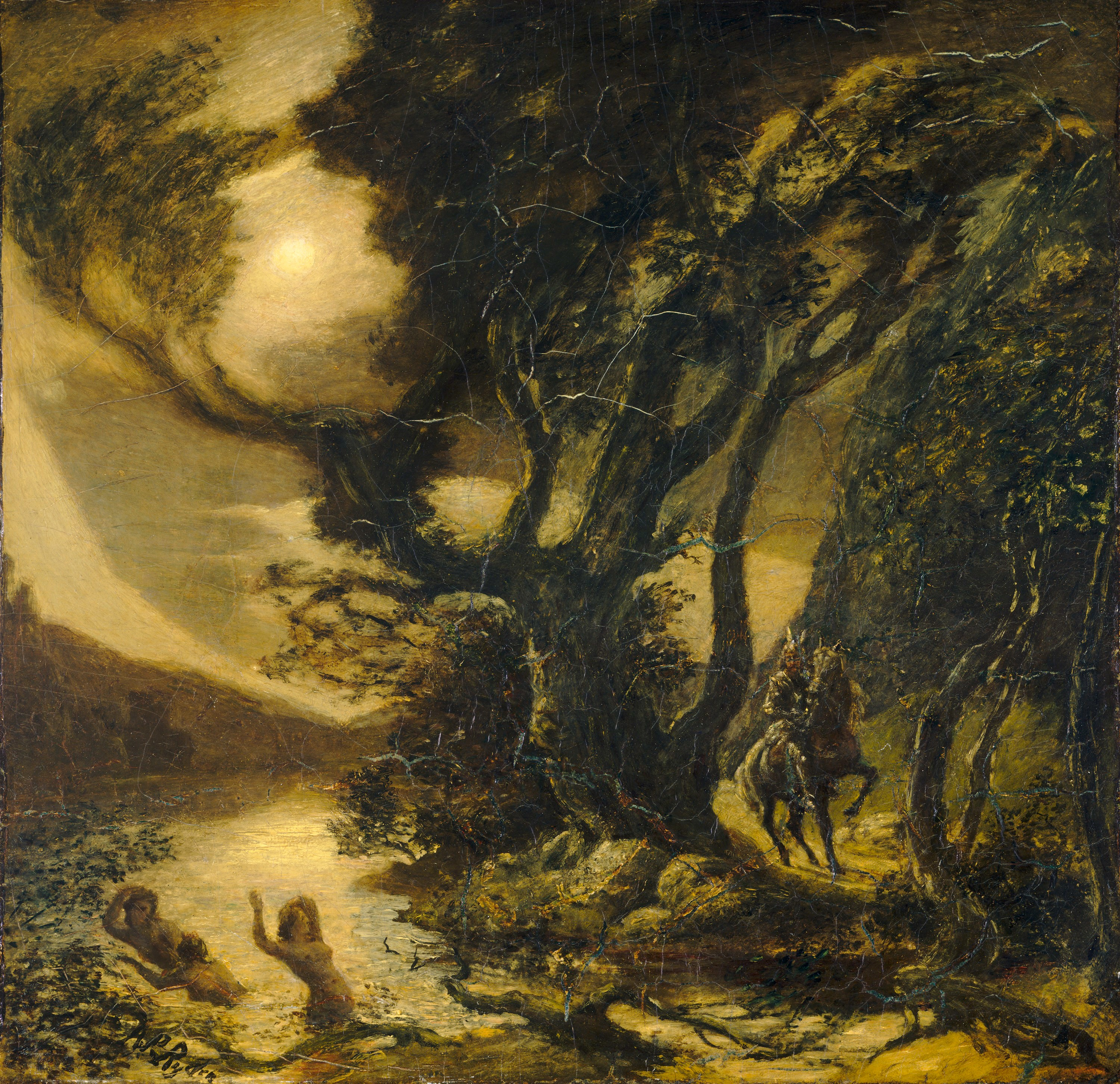
Albert Pinkham Ryder, Siegfried and the Rhine Maidens, 1888-1891.
William Merritt Chase, A Friendly Call, 1895.

### XXesiècle
- George Bellows : Les Deux Membres de ce Club (1909).
- Louise Bourgeois
- Alexander Calder
- Mary Cassatt : Femme au tournesol (vers 1905).
- Winslow Homer : Droite et gauche (1909)
- Edward Hopper : Cape Cod Evening (1939), La Houle (1939)
- Roy Lichtenstein
- Claes Oldenburg : Glass Case with Pies (Assorted Pies in a Case) (1962), Soft Drainpipe - Red (Hot) Version (1966), Double-Nose/Purse/Punching Bag/Ashtray (1970), Geometric Mouse - Scale C (1971), Ice Bag-Scale B (1971), The Letter Q as Beach House, with Sailboat (1972), Standing Mitt with Ball, Half Scale, 6 Feet (1973), Soft Screw (1976), Study for "Profiterole" (1989), Profiterole (1990), Typewriter Eraser, Scale X (1999).
- Jackson Pollock : Number 1, 1950 (Lavender Mist) (1950).
- John Singer Sargent : Nonchaloir (1911)
- Andy Warhol

XXe siècle
Robert Henri, Snow in New York, 1902.
Mary Cassatt, Femme au tournesol, vers 1905.
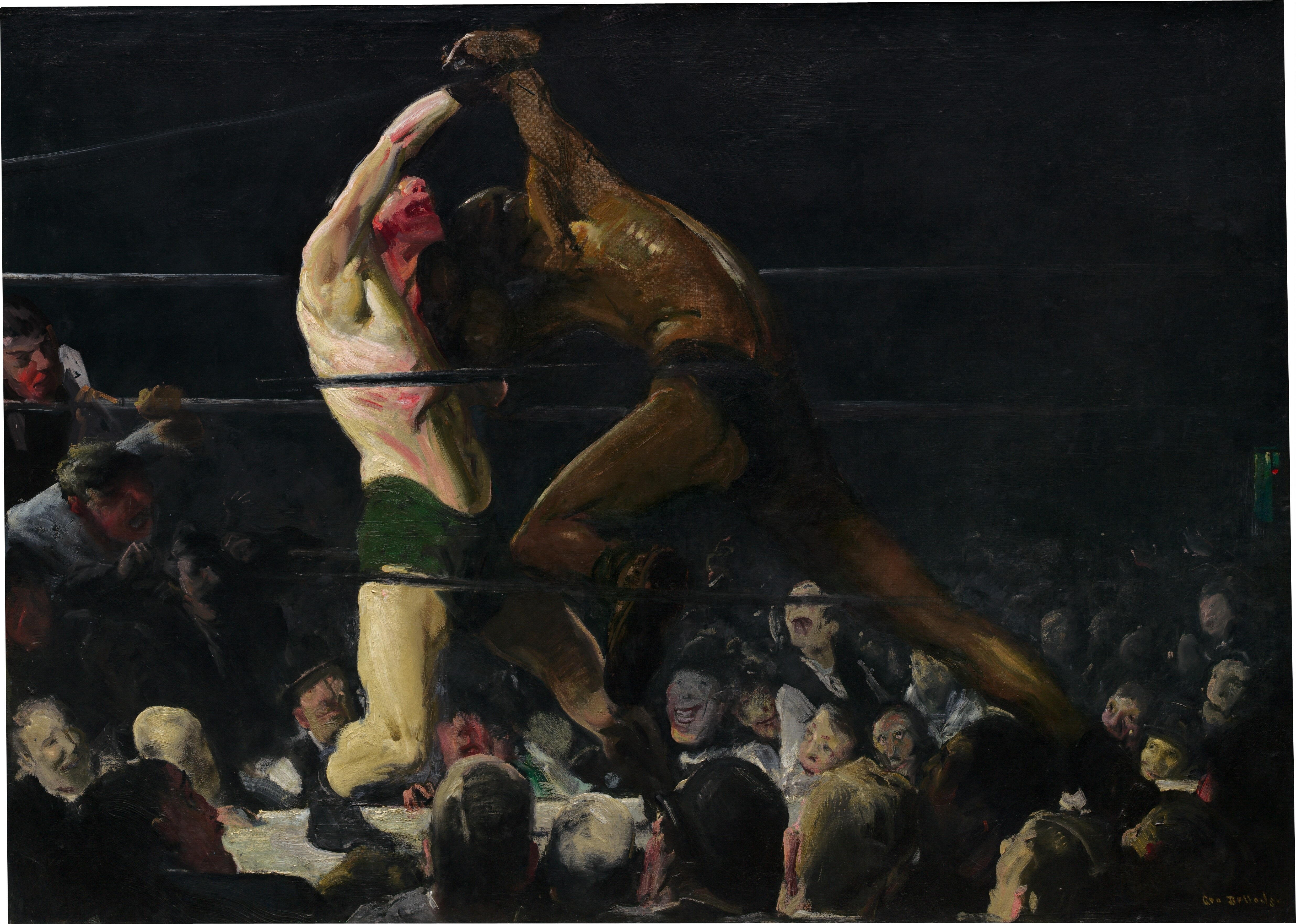
George Bellows, Both Members of This Club, 1909.
Winslow Homer, Droite et gauche, 1909.
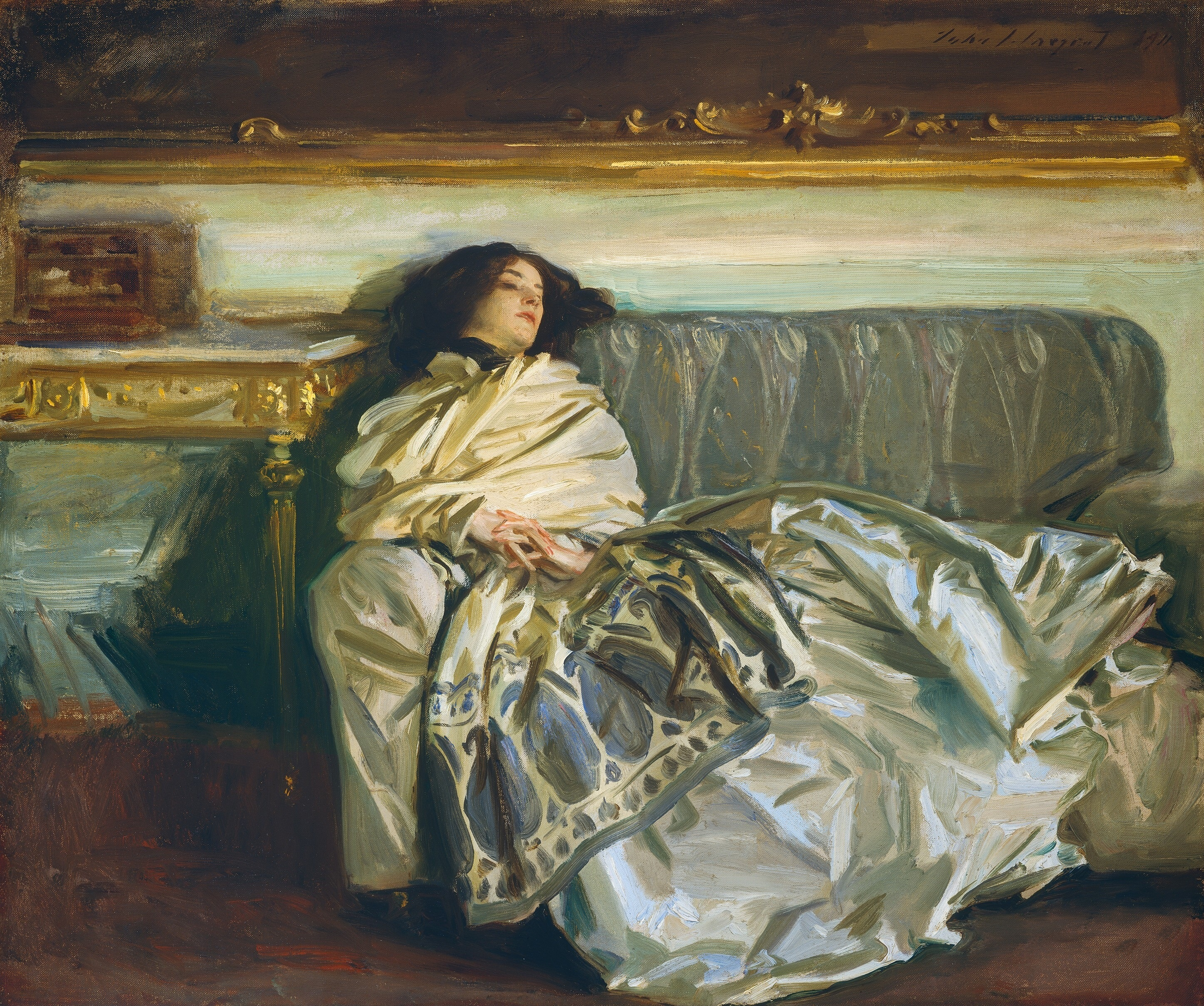
John Singer Sargent, Nonchaloir, 1911.
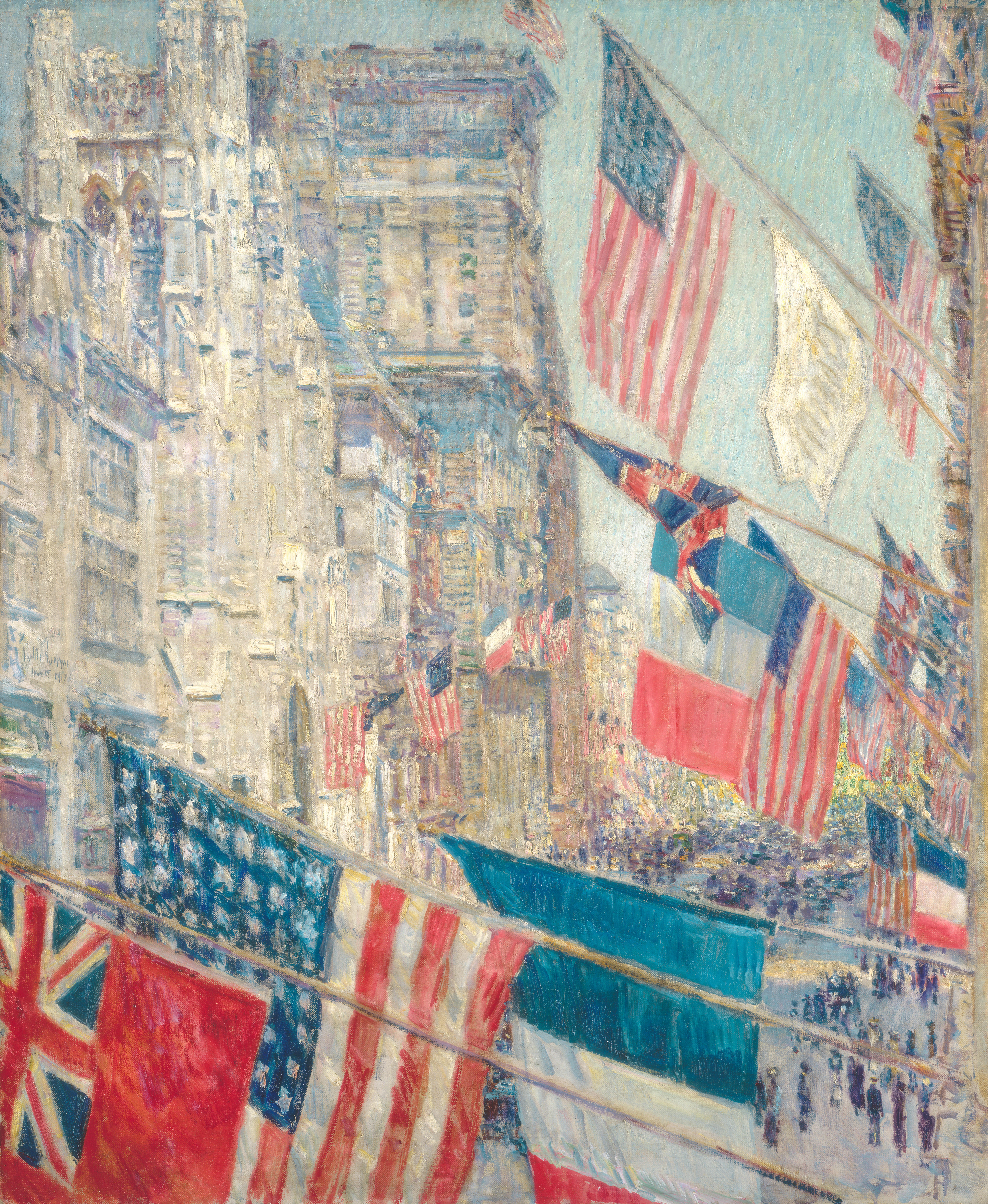
Childe Hassam, Allies Day, May 1917, 1917.
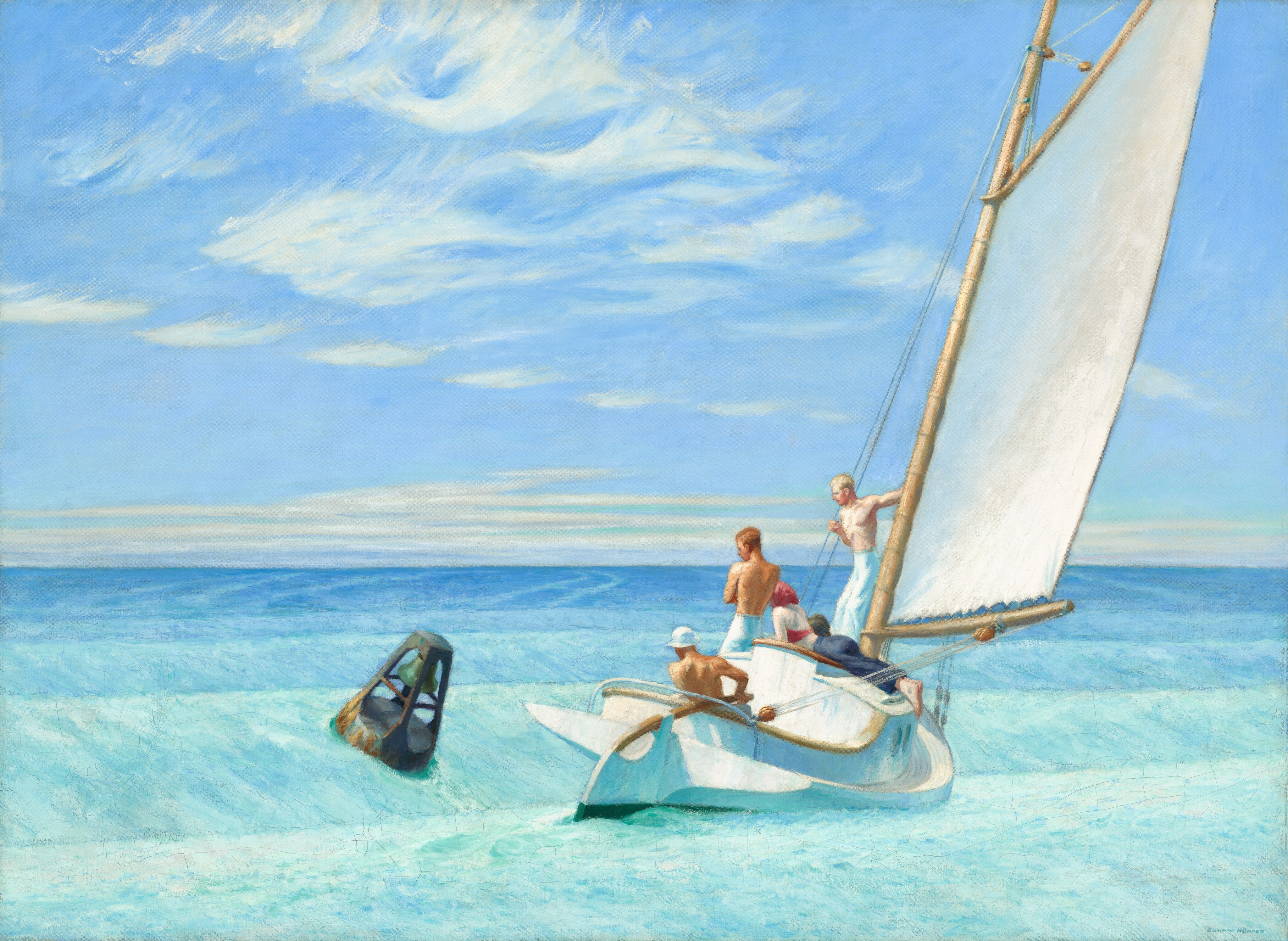
Edward Hopper, La Houle, 1939.

## Le jardin de sculptures

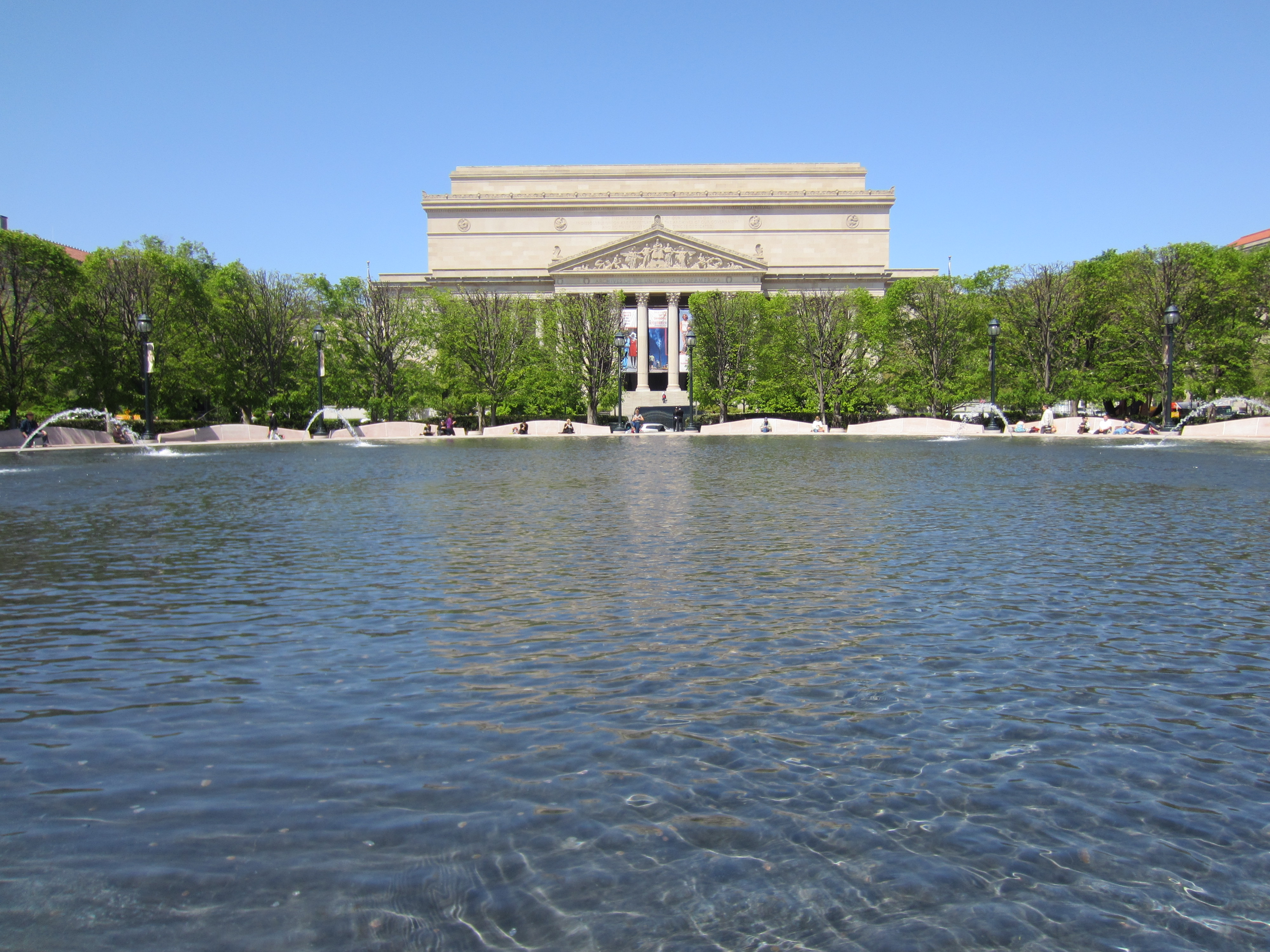
Principal plan d'eau du National Gallery of Art Sculpture Garden photographié en 2013.

Un parc attenant au musée a été aménagé en jardin de sculptures, inauguré en 1999, grâce à la fondation Morris and Gwendolyn Cafritz. Le jardin mesure 25 000 m2 et a été conçu par l'architecte paysager Laurie Olin. Il contient un casse-croûte, une terrasse et une fontaine convertie en patinoire durant l'hiver.
Tout au long des allées, agrémentées d'une grande variété d'arbres et de plantes, des sculptures monumentales ont été installées. Elles offrent un large aperçu de la production artistique contemporaine, principalement celle des États-Unis.

### Liste des œuvres du jardin de sculptures
- Claes Oldenburg et Coosje van Bruggen, Typewriter Eraser, Scale X, 1999, acier inoxydable et ciment.
- Joan Miró, Personnage gothique, Oiseau-éclair, 1974, bronze.
- Louise Bourgeois, Spider, 1996, bronze.
- Magdalena Abakanowicz, Puellae, 1992, bronze.
- Mark di Suvero, Aurora, 1993, acier.
- Scott Burton, Six-Part Seating, 1985, granite.
- Joel Shapiro, Untitled, 1989, bronze.
- Ellsworth Kelly, Stele II, 1973, acier.
- Barry Flanagan, Thinker on a Rock, 1997, bronze.
- Sol LeWitt, Four-Sided Pyramid, 1997, ciment et mortier.
- Lucas Samaras, Chair Transformation Number 20B, 1996, bronze patiné.
- Tony Smith, Moondog, 1964, aluminium peint.
- David Smith, Cubi XXVI, 1965, acier.
- Alexander Calder, Cheval rouge, 1974, métal peint.
- Roy Lichtenstein, House I, 1998, aluminium peint.
- George Rickey, acier inoxydable.
- Hector Guimard, Entrée du Métro de Paris, 1902, fonte et bronze.